# Cinéma grec
Vous lisez un « article de qualité » labellisé en 2013.

Le cinéma grec, recouvrant les productions cinématographiques réalisées en Grèce ou considérées comme grecques, est surtout connu par ses grands réalisateurs que sont Theo Angelopoulos, Michel Cacoyannis, Costa-Gavras et Jules Dassin et les grandes actrices Melina Mercouri et Irène Papas. Il existe en 2012 un peu plus de 4 000 films grecs connus et conservés, la plupart uniquement destinés à la diffusion nationale.
Les premières projections de films, des frères Lumière, eurent lieu dès novembre 1896 à Athènes. Les premiers films tournés sur le territoire actuel de la Grèce, en 1897, sont attribués à Frederic Villiers. Les frères Manákis, pionniers du cinéma dans les Balkans, filmèrent l'actualité et le folklore. Après quelques courts métrages du comique Spyridion en 1911, le premier long métrage grec attesté, inaugurant le genre typiquement grec du « film en fustanelle », fut Golfo de Kostas Bahatoris, sorti en 1914. Au début des années 1930, Daphnis et Chloé (1931) d'Orestis Laskos proposa des scènes de nu ; L'Amoureux de la bergère (1932) de Dimitris Tsakiris fut un des premiers films parlants grecs et Corruption sociale (1932) de Stelios Tatassopoulos fut le premier film grec engagé politiquement. Ensuite, le cinéma grec entra en crise, pour des raisons techniques et financières en partie liées à l'avènement du parlant. La production fut même délocalisée en Égypte.
Après une production peu active pendant la période de la guerre, le cinéma grec se développa dans les décennies suivantes grâce, entre autres, au grand studio de production Finos Film et aux réalisateurs comme Yórgos Tzavéllas ou Alékos Sakellários. Le nombre de films produits augmenta fortement. La vogue du mélodrame déboucha sur des réalisations néoréalistes. Stella, femme libre de Michel Cacoyannis en 1955 fut un tournant. Sur une trame de mélodrame néoréaliste, il mêlait habilement les cultures grecques antique et moderne, le tout porté par son actrice principale Melina Mercouri, ouvrant ainsi une nouvelle ère du cinéma grec. En 1956, ce fut encore un Amoureux de la bergère (d'Ilías Paraskevás) qui fit l'histoire en étant le premier film grec en couleurs.
Dans les années 1960, le cinéma grec connut ce qui est considéré comme son apogée avec jusqu'à plus de cent films par an et jusqu'à 137 millions d'entrées en 1968. Ce fut aussi l'« âge d'or » de la comédie grecque. Cependant, ces films peu originaux furent produits à la chaîne pour des raisons de divertissement et commerciales. En parallèle, les pistes ouvertes par Cacoyannis furent suivies par de nouveaux réalisateurs, permettant la naissance d'un véritable cinéma intellectuel grec. La dictature des colonels fut une période de transition. Le cinéma populaire disparut face à l'arrivée de la télévision et des grandes productions hollywoodiennes. En parallèle, la censure mit un coup d'arrêt au cinéma d'auteur qui cependant rebondit dans les dernières années du régime en réussissant à contourner les interdits. Ce qui est depuis appelé le « Nouveau cinéma grec » s'imposa dans les années 1970, avec des affrontements entre anciens et nouveaux, principalement au festival de Thessalonique.
Le Nouveau Cinéma grec connut un immense succès critique et multiplia les prix dans les festivals partout dans le monde. Cependant, il atteignit ses limites sur les plans du financement et de la diffusion, au début des années 1980. Il fut alors sauvé par le Centre du cinéma grec qui, réformé par la ministre de la culture Melina Mercouri, lui assura un financement pérenne. Très vite, ce qui fut considéré comme une nouvelle mainmise étatique sur la production cinématographique du pays, fut fortement critiqué, avec de nouveaux remous au festival de Thessalonique. Du milieu des années 1980 au début des années 2000, le cinéma grec connut un passage à vide, à l'exception des succès de Theo Angelopoulos, avant un renouveau à la fin de cette dernière décennie. De jeunes auteurs, comme Athiná-Rachél Tsangári, Pános Koútras, Yórgos Lánthimos, Fílippos Tsítos, Constantínos Giánnaris qui s'éloignent des structures traditionnelles de financement et de création sont à nouveau récompensés dans les festivals internationaux.

## Histoire

### Origines
La première projection publique connue remonte au 29 novembre 1896 : des films des frères Lumière furent projetés par Alexandre Promio dans une petite salle aménagée pour l'occasion à Athènes. Pendant le mois qui suivit, seize projections eurent lieu chaque jour puis Promio partit pour Constantinople,. Des projections eurent ensuite lieu à Thessalonique (juillet 1897). En 1899, les frères Psychoule, originaires de Volos, installèrent leur projecteur, le premier à appartenir à des Grecs, au théâtre des Variétés, rue Stadiou à Athènes. Ils proposaient des courts-métrages dans le programme de music-hall du théâtre. Ils partirent ensuite en tournée en province. Les propriétaires des cafés autour de la place Syntagma s'associèrent l'année suivante avec divers entrepreneurs qui importèrent des projecteurs et organisèrent des projections. Une rude concurrence eut alors lieu entre les cafés qui cherchaient à attirer les clients avec les dernières nouveautés cinématographiques françaises puis italiennes. Les cafés du Pirée suivirent cet exemple au printemps 1901. Le théâtre Orpheus d'Ermoúpoli sur Syros offrit la première programmation régulière de films en Grèce à partir de juillet 1900. Enfin, le théâtre Olympia de Thessalonique fit de même en 1903,. Les premières installations définitives de projecteurs de cinéma dans des théâtres datent de 1903. En 1908, quand le centre-ville d'Athènes fut électrifié, Evangelos Mavrodimakis, homme d'affaires originaire de Smyrne, créa la première salle exclusivement consacrée au cinéma, le Théâtre du monde, rue Stadiou, qui allait devenir la rue principale des salles de cinéma d'Athènes. Le programme proposait huit courts-métrages accompagnés au piano, parfois par un orchestre complet avec des chanteurs vedettes invités. En 1911, Yannis Synodinos, lui aussi homme d'affaires smyrniote, qui avait déjà investi dans des projecteurs de cafés au Pirée, ouvrit dans ce port la première salle de cinéma, l'Olympia. À partir de 1912, au fur et à mesure de l'électrification de la capitale, les salles se multiplièrent (Attikón, Pallas, Splendid sur Stadiou) ; le Panthéon s'installa dans le quartier bourgeois et le Panorama en banlieue populaire. En parallèle, dans la tradition du karaghiosis (théâtre d'ombres), de nombreuses salles en plein air furent créées. La plus célèbre d'Athènes, le Rosi-Clair, ouvrit en 1913.

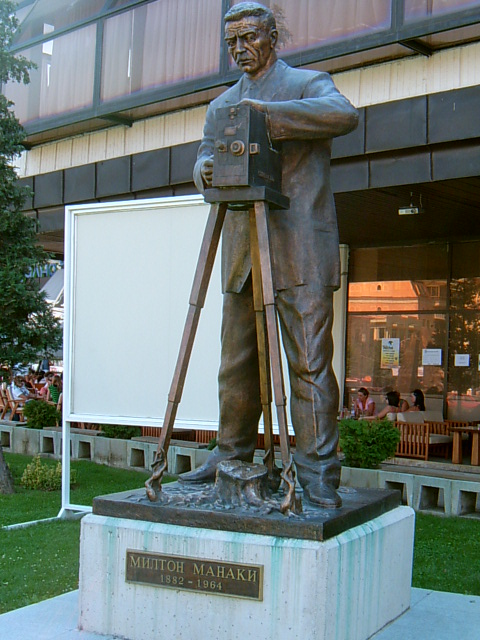
Statue de Miltos Manákia à Monastir.

Les premiers films tournés sur le territoire actuel de la Grèce, en 1897, au cours de la « guerre de Trente Jours », sont attribués à Frederic Villiers voire à Georges Méliès,. Un Américain dont le nom n'a pas été conservé, a tourné des images d'Athènes en 1904. Un opérateur, appelé S. Léon (ou Léons), vint spécialement du Caire pour la Gaumont, filmer les Jeux olympiques intercalés de 1906 à Athènes. Il fonda une maison de production. L'année suivante, il tourna un nouveau reportage, La Fête du roi Georges Ier. Il tourna aussi des documentaires scientifiques pour l'hôpital Evangelismos de la capitale (dont un sur la césarienne, encore conservé dans les archives de l'hôpital). En 1910, un opérateur Pathé, Joseph Hepp, qui fit une très longue carrière dans le pays, s'installa à Athènes. Il commença comme projectionniste pour la salle Panhellinion, puis il tourna des films d'actualités tel que Petits Princes dans le jardin du palais (dont ne subsiste que quelques fragments), à la demande du roi Georges Ier qui bientôt le nomma « Photographe et cinématographe royal »,,,,,. Un des collaborateurs de Hepp, le réalisateur Dímos Vratsános, avait fondé en 1904 le premier journal de cinéma grec Εικονογραφημένη (Ikonografiméni, L'Illustration) qui parut sporadiquement jusqu'en 1936.
Les frères Yannakis et Miltos Manákis, originaires de Macédoine puis installés à Monastir, sont considérés comme des pionniers du cinéma dans les Balkans. À ce titre, ils sont revendiqués par les différents pays qui, depuis, se sont partagé la région, dont la Grèce. Ils réalisèrent surtout des films d'actualités (Pendaisons des Macédoniens insurgés contre le pouvoir ottoman en 1907, des scènes du Mouvement des Jeunes Turcs en 1908 ou Voyage du sultan Mohamed V Rechad à Thessalonique et à Monastir en 1911) ; ainsi que de nombreux documentaires sur la vie quotidienne en Macédoine au début du XXe siècle (ainsi, en 1905 : Les Fileuses, en 1906 : Un Mariage valaque ou en 1908 : Une Foire à Grevena). Leurs films sont très lents, proches encore de la photographie dont ils se revendiquaient,,,. En fait, les premières images du cinéma grec étaient encore marquées, tout comme la peinture de l'époque, par l'influence des icônes byzantines.
Des courts-métrages comiques inspirés des équivalents américains (Max Linder, Mack Sennett ou Charlie Chaplin) fleurirent aussi au début des années 1910. Les plus célèbres furent ceux de l'acteur de music-hall Spyridion Dimitrakopoulos, dit Spyridion, inspiré (vu sa corpulence) par Roscoe "Fatty" Arbuckle. Il créa sa propre maison de production Athina Films en 1910. Il tourna son premier film en 1911 : Quo Vadis Spyridion ? puis, la même année Spyridion caméléon suivi de Spyridion bébé. De ces trois films, on ne connaît plus que quelques images. Il continua ensuite dans la même veine. Le premier long-métrage grec, Golfo, fut réalisé en 1914 par Kostas Bahatoris et Filippo Martelli qui réalisait déjà les Spyridion. Bahatoris, homme d'affaires originaire de Smyrne, avait été inspiré par les films historiques italiens. Il adapta à l'écran une pièce de théâtre à succès qui raconte les amours d'un berger partagé entre la fille d'un notable et une pauvre bergère. Golfo fut aussi le premier d'une longue série de « films en fustanelle », films historiques tirant leur nom de l'habit traditionnel et « folklorique » du XIXe siècle grec. Le film, considéré comme perdu depuis 1931, coûta 100 000 drachmes et fut un échec commercial. Bahatoris quitta le cinéma et partit s'installer à Paris en 1916. Le second long-métrage grec La Poupée de cire de Mihael Glytsos en 1916-1917 connut un sort similaire. Il fut un échec commercial malgré les sommes investies et fut assassiné par la critique,,,,.

### Années 1920-1930
En 1920, Athènes avait six salles de cinéma et d'innombrables lieux de projections dans les cafés ou en plein air ; en 1928, seize salles de cinéma et quinze en plein air. Sur l'ensemble du pays, à la fin de cette décennie, on comptait autour de quatre-vingts salles. En moyenne, sur les 200 à 300 films projetés annuellement, une demi-douzaine étaient produits en Grèce. De l'entrée en guerre de la Grèce dans le premier conflit mondial à la fin de la guerre gréco-turque qui suivit, la production cinématographique de fiction cessa complètement dans le pays : toutes les caméras furent mobilisées sur les fronts. Ensuite, elle se diversifia géographiquement. En plus d'Athènes, des films furent produits à Patras et Thessalonique. Trois comédies furent même tournées à Dráma. En 1923, deux éphémères (ils vécurent moins d'un an) magazines de cinéma furent créés : Cinéma et Bibliothèque du cinéma. L'année suivante, Heraclis Oikonomou créa le bimensuel Κινηματογραφικός Αστήρ (Kinimatografikos Astir ; L'Étoile cinématographique) qui exista jusqu'en 1969. To Παρλάν (To Parlan) (qui essayait d'avoir un titre en français) exista pendant une trentaine de numéros de 1931 à 1933. Un de ses thèmes récurrents était la définition de ce qui constituait le « cinéma grec ». La première critique influente fut Íris Skaravaíou (pseudonyme d'Elli Inglesi), qui avait commencé comme actrice. Elle créa un véritable discours critique grec, dépassant la simple transposition du vocabulaire français. Elle créa aussi un véritable discours critique adapté aux films grecs, à l'intensité de la lumière et à la rugosité des paysages du pays,.
Une nouvelle génération de comiques, toujours inspirés par leurs homologues américains, fit son apparition. Le plus célèbre fut « Michaïl Michaïl fils de Michaïl », surnommé le « Charlie Chaplin grec », qui en 1923-24 tourna cinq courts-métrages, dont il ne reste pratiquement rien, en collaboration avec Joseph Hepp, dont Michaïl est sans le sou, L'Amour de Michaïl et Concetta, Le Mariage de Michaïl et Concetta et Le Rêve de Michaïl. Son grand concurrent, inspiré de Mack Sennett, à la carrière beaucoup plus longue, fut Vilar (de son vrai nom Nicolas Sfakianakis) qui tourna avec Joseph Hepp Vilar aux bains féminins de Phalère (1922) ou Les Aventures de Vilar (1926). Ce film est le premier à avoir été conservé dans son intégralité (26 minutes),,,. En 1925, sortit le premier mélodrame grec et surtout le premier long-métrage à connaître le succès : Le Rejeton du destin resta deux semaines à l'affiche du cinéma Splendid d'Athènes avant d'être exporté vers les communautés grecques d'Égypte et des États-Unis,.
La fin des années 1920 fut dominée par les frères Gaziádis, dont le plus connu est Dimítrios, et la Dag-Film, leur société de production fondée en 1927. Après avoir commencé dans les courts-métrages et les actualités, ils s'enrichirent en distribuant les films étrangers en Grèce puis s'engagèrent dans les longs métrages. Il s'agissait parfois de remakes de films à succès de l'époque. Astéro (1929) est une adaptation grecque du Ramona d'Edwin Carewe sorti en 1928. Il connut aussi un véritable succès commercial. La Bourrasque (1929) est inspiré de la pièce Karl und Anna de Leonhard Frank, mais adaptée au retour d'un soldat grec de la défaite d'Asie mineure afin de réutiliser les images tournées pendant le conflit par Dimítrios Gaziádis. En 1928, ils créèrent une école interne à leur société de production pour former leurs acteurs et leurs techniciens,,,. Les films de Dimítrios Gaziádis posèrent d'importants jalons dans l'histoire du cinéma grec. Ils fixèrent des façons de filmer, principalement pour le mélodrame, qui devinrent des règles dans les décennies suivantes : lents mouvements de caméra, dont les travellings, pour accentuer l'émotion ; mouvements saccadés et images floues pour signifier la folie, etc. Pendant la projection d’Astéro, les chansons du film étaient passées sur un gramophone. Ils firent aussi faire leurs débuts aux acteurs qui allaient dominer la profession jusqu'après la Seconde Guerre mondiale, comme Oréstis Láskos ou Vassílis Avlonítis,.

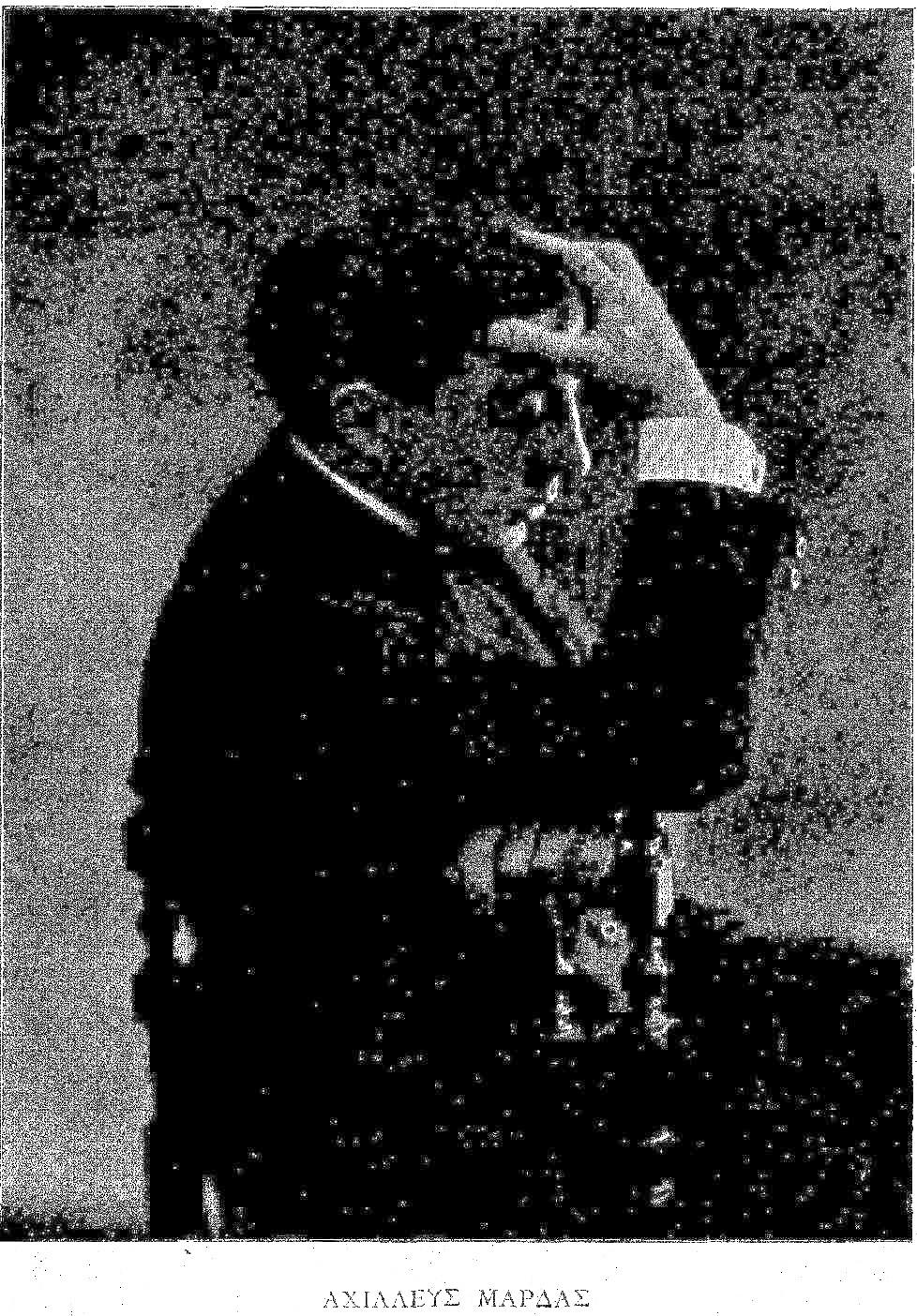
Achilleas Madras vers 1916.

La plupart des films étaient tournés rapidement soit par des passionnés mus par leur enthousiasme soit par des spéculateurs motivés par l'appât du gain. Dans tous les cas, les qualités esthétiques (décors, costumes ou jeu des acteurs) n'étaient pas vraiment au rendez-vous, comme pour Maria Pentayotissa (1926/1929) ou Le Magicien d'Athènes d'Achilléas Madrás. L'arrivée du parlant eut sur les studios grecs le même effet qu'ailleurs. La Dag-Film se ruina pour adapter ses studios et acheter le matériel Western Electric. Elle reçut alors le soutien direct de la banque de Grèce et du gouvernement Venizélos (1928-1932),,. Ainsi, à la fin des années 1920, Dimítrios Gaziádis dans To Parlan déclarait qu'un film coûtait en moyenne 400 000 à 500 000 drachmes et qu'il n'était possible de trouver du financement qu'à hauteur de 150 000 à 200 000 drachmes. Le réalisateur Státhis Loúpas, au même moment, évaluait la production d'un film (hors cachets des acteurs) à 300 000 drachmes.
Les années 1931 et 1932 virent ainsi de grandes innovations : Daphnis et Chloé (1931) d'Orestis Laskos proposait les premières scènes de nu du cinéma européen ; Corruption sociale (1932) de Stélios Tatassópoulos fut le premier film engagé avec des scènes de grèves et de manifestations très réalistes,,,. Divers films sont considérés comme le premier film parlant grec. L'Amoureux de la bergère (1932) de Dimitris Tsakiris fut le premier long-métrage parlant « exclusivement » grec,,,. Il fut cependant précédé de films produits par la Dag-Film dans la lignée de la technique utilisée pour les chansons d’Astéro : le son des Apaches d'Athènes et de Embrasse-moi Maritsa, datant tous deux de 1930, était joué sur un gramophone. Le Poing de l'estropié (Tetos Demetriadis, 1930) avait un son sur pellicule, mais il était américano-grec, produit par Universal, à New York, avec des acteurs gréco-américains et il a totalement disparu. L'Amoureux de la bergère fut tourné en Grèce avec des acteurs grecs. Il est encore « hybride », avec des intertitres et un son sur pellicule. Cependant, comme tous les films parlants suivants, le son fut ajouté en post-synchronisation à Berlin. Les autres films ne réussirent pas à synchroniser son et images. Le cinéma grec s'effondra face à la production étrangère, d'autant plus que les circonstances nationales ne lui furent pas favorables.

### Crise des années 1930-1940
Selon l'historien grec du cinéma Yannis Soldatos, le cinéma grec était « cliniquement mort » en 1935. Durant l'année 1929, cinq films furent réalisés en Grèce ; douze en 1930 ; six en 1932 ; un seul en 1933 et un seul et dernier en 1934. La production s'arrêta ensuite. Cependant, les films importés continuaient à connaître le succès et le nombre de salles augmenta. En 1939, on comptait 36 salles et 60 cinémas de plein air à Athènes, ainsi que 280 cinémas sur l'ensemble du pays.
Les prémices de la crise se firent sentir dès 1927, avec la première loi de censure du cinéma grec. Les tournages en extérieur devaient faire l'objet d'une autorisation par la police. Les spectateurs dans les salles devaient se comporter de « façon respectable » et la police était autorisée à rentrer pour vérifier que c'était le cas. Les inspecteurs de police signalaient dans leurs rapports que les petits criminels qu'ils arrêtaient fréquentaient régulièrement les salles de cinéma. L'entrée était interdite aux mineurs de moins de quinze ans si le film contenait des « scènes érotiques ou criminelles provocatrices ». Aussi, un contrôle dès le tournage fut instauré afin de s'assurer du contenu « moral » des films. Enfin, autant dans un but de lutte contre la mauvaise habitude de fréquentation des salles de cinéma que pour profiter de la manne financière, l'État imposa une lourde taxe (60 % du prix) sur la vente des billets. En 1927, toutes les salles d'Athènes se mirent en grève pour protester contre cette taxe, mais aussi pour défendre la production nationale beaucoup plus menacée que la production « importée ». L'arrivée au gouvernement de Venizélos en 1928 semblait pouvoir donner un peu d'air au cinéma grec avec une réduction à 10 % du prix de vente de la taxe sur les tickets. Pourtant, les lois anticommunistes de 1929 accentuèrent la censure.

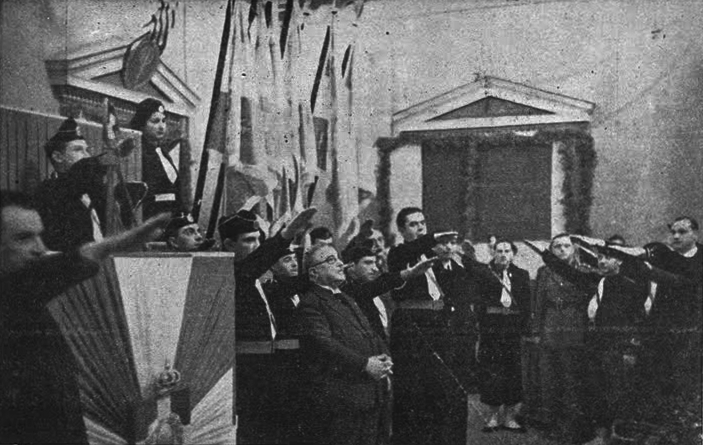
Les membres de l'organisation de jeunesse (EON) de la dictature de Metaxás saluent le dictateur.

La défaite électorale de Venizélos en 1932 empêcha l'homme politique de tenir toutes ses promesses. Ainsi, l'abrogation par le gouvernement suivant de la loi 5240/1932 qui accordait des dégrèvements fiscaux aux films grecs accentua la situation difficile de la production cinématographique nationale. La dictature de Metaxás imposa en 1937 une législation très stricte pour contrôler la production cinématographique et passa la taxe sur les billets à 70 %. La méfiance des autorités (politiques et religieuses) vis-à-vis du cinéma dont la représentation (même dans les comédies) de la réalité nationale ne correspondait pas à l'idéologie conservatrice s'accentua. L'occupation pendant la Seconde Guerre mondiale limita à son tour un cinéma grec déjà fragilisé,,. Cependant, de 1936 à 1940, le régime de Metaxás finança, via son organisation de jeunesse (EON), la production de 450 courts-métrages de propagande (discours du dictateur ou événements sportifs) et importa 75 projecteurs pour les diffuser largement.
Les tournages furent « délocalisés » en Égypte, même si des images tournées en Grèce, sans les acteurs, étaient incorporées aux films. Une demi-douzaine de films fut tournée dans la seconde moitié des années 1930 dans les studios du Caire ou d'Alexandrie, mieux équipés que ceux d'Athènes. De plus, en raison de la forte communauté grecque dans le pays, de nombreux artistes grecs de music-hall y venaient en tournée. Ils tournaient alors sur place dans des coproductions égypto-grecques à destination des deux marchés populaires grecs d'Égypte et de Grèce même. Alevise Orfanelli réalisa ainsi Fiançailles à obstacles en 1938 puis La Petite Agnès (ou La Petite Pure) l'année suivante. Togo Misrahi réalisa en 1937 Docteur Epaminondas avec les célèbres sœurs Anna et Maria Kalouta puis La Réfugiée en 1938,. La critique ne fut pas tendre avec ces réalisations, mais il est aujourd'hui difficile de se faire une idée, les copies ayant disparu pour la plupart d'entre elles,,.
En 1939, Filopímin Fínos installa ses studios dans la villa de son père dans la banlieue d'Athènes avant d'y créer en 1942 sa maison de production, la Finos Film. Il tourna alors son seul film en tant que réalisateur : Le Chant du départ, le premier film grec avec un son pris en direct et non doublé,,,. Le premier film de sa maison de production fut, en 1943, le mélodrame La Voix du cœur qui reçut un très bon accueil public avec 102 237 entrées lors de sa sortie à Athènes, au grand désarroi de l'occupant. Par contre, les autres petites maisons de production créées alors ne survivaient que le temps d'un film. Au total, pendant l'occupation, cinq films furent réalisés en Grèce, dont le premier film d'animation grec : O Doútse afiyeítai réalisé en 1942 mais sorti en 1945,,. Par ailleurs, les rassemblements étaient interdits ; les salles de cinéma furent confisquées et transformées en Soldatenkinos ; la famine et le marché noir accaparèrent les revenus de la population. Le public ne se pressa donc pas au cinéma. L'occupation eut un autre effet dévastateur pour les films grecs. Les bombardements et les destructions systématiques des archives par les Allemands détruisirent une bonne partie des copies des films. Le reste disparut d'une façon inattendue. L'intégralité du savon avait été confisquée. Pour faire face à l'invasion de poux, les films furent fondus et transformés en instruments anti-poux, afin d'éviter la propagation de l'épidémie de typhus.
Pendant la guerre, le gouvernement collaborateur instaura une législation très stricte sur le cinéma. Elle fut ensuite régulièrement aménagée (relâchée dans les périodes libérales et resserrée dans les périodes autoritaires) mais resta en vigueur jusqu'en 1980, où elle cessa d'être appliquée avant son abrogation définitive en 1986, car longtemps, tous les régimes, de droite comme de gauche, se méfièrent du cinéma. Le Comité de Contrôle du Cinéma pouvait interdire un film s'il était « considéré qu'il pouvait corrompre la jeunesse, créer du désordre social, propager des théories subversives, porter atteinte à l'honneur du pays ou à son tourisme, ou en général saper les traditions morales et chrétiennes du Peuple grec ». Tous les scénarios devaient être présentés a priori au Comité (composé de militaires, de policiers et de hauts fonctionnaires).

### Apogée

#### Les succès de l'immédiat après-guerre
Grigóris Grigoríou dans ses Mémoires écrit que, pour lui, La Voix du cœur et Applaudissements marquèrent le nouveau départ du cinéma grec. En 1944, trois tournages furent achevés. Ils avaient commencé pendant la guerre, comme Applaudissements de Yórgos Tzavéllas ou La Villa aux nénuphars de Dimitris Ioannopoulos, voire avant le conflit comme Double sacrifice de Yannis Christodoulou. Le tournage de La Villa aux nénuphars avait ainsi été interrompu lorsque le producteur Filopímin Fínos avait été arrêté pour fait de résistance. En 1945, six films furent produits, quatre en 1946, cinq en 1947, huit en 1948, sept à nouveau en 1949 ainsi qu'en 1950. La production restait réduite à cause des problèmes financiers, de la division géographique du pays liée à la guerre civile mais aussi au fait que les salles préféraient projeter les films hollywoodiens à succès. Une grande partie de ces films et ceux des années suivantes étaient des films de guerre, aseptisés par la censure en raison du contexte de guerre civile et d'interdiction du parti communiste. Les héros étaient des individus issus des classes moyennes et souvent membres de l'armée régulière en Égypte tandis que les résistants communistes étaient présentés comme de sinistres agents de Moscou agissant dans l'ombre (Esclaves non asservis (1946), Raid et La Crète en flammes (1947), Bastion 27 et La Dernière Mission (1948), etc.). En parallèle, les comédies, souvent inspirées des succès du théâtre, furent légion (Prends femme dans ton pays d'Alékos Sakellários (1946), Cent mille livres-or d'Alekos Livaditis (1948), Viens voir le tonton ! de Níkos Tsifóros (1950), etc.), tout comme les mélodrames (Visages oubliés (1946) ou L'Ivrogne (1950) de Yórgos Tzavéllas, etc.),. Le nombre de spectateurs en Attique passa de six millions (dont 8 % pour les films grecs) pour la saison 1947-1948 à 24 millions (dont 12 % pour les films grecs) pour la saison 1949-1950.

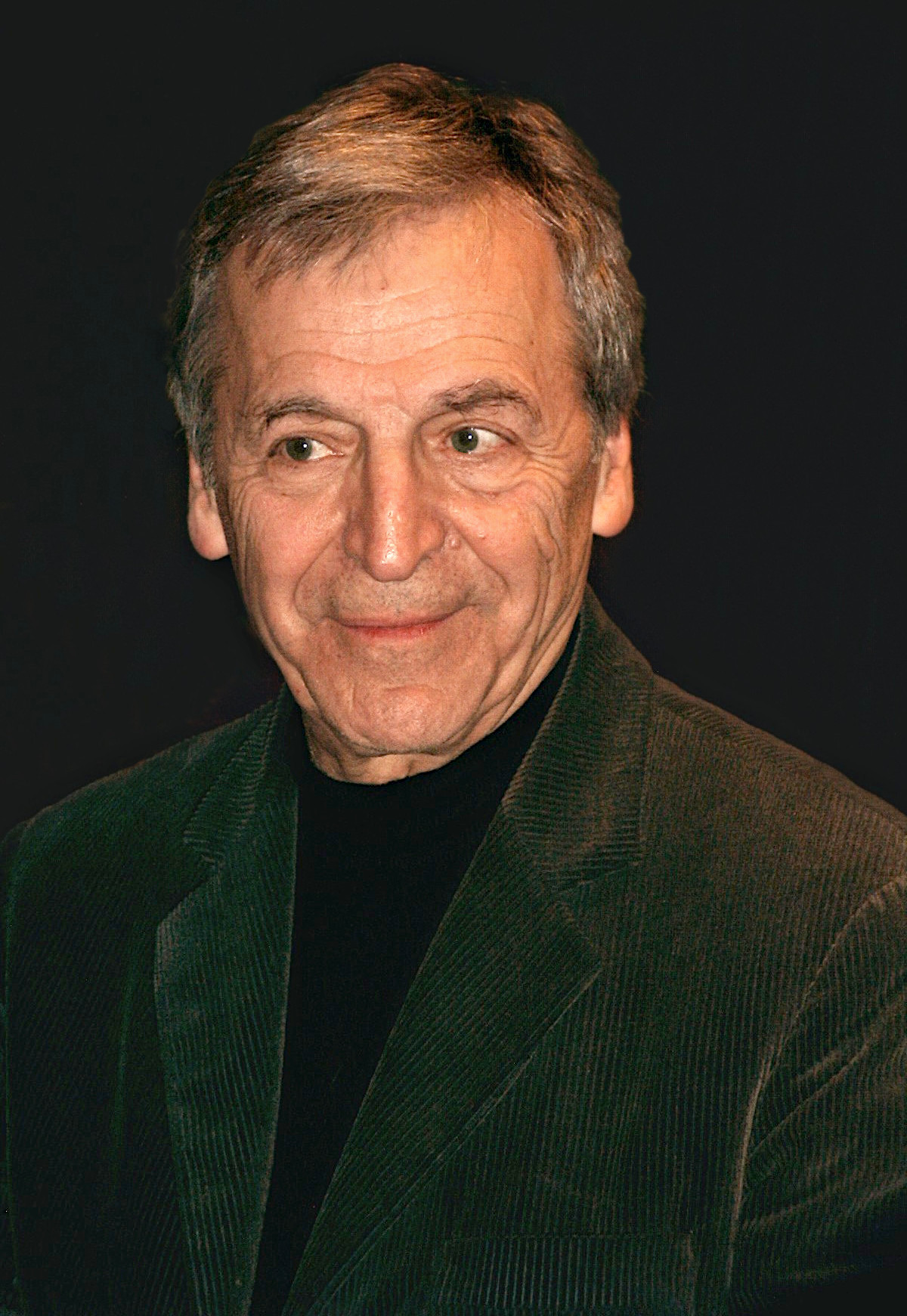
Costa-Gavras.

Tout comme la défaite d'Asie mineure et la « Grande Catastrophe », la guerre civile et ses conséquences (exils, déportations, massacres, etc.) ne furent pas des sujets traités directement par le cinéma national (au moins avant le Nouveau Cinéma grec des années 1970). Cette atmosphère mena au départ définitif, pour la France principalement, de nombreux artistes engagés à gauche, parmi lesquels des réalisateurs comme Ado Kyrou qui rejoignit Nikos Papatakis parti avant la guerre, suivi un peu plus tard de Costa-Gavras.
Dans cette production, Applaudissements de Yórgos Tzavéllas se faisait remarquer par sa qualité esthétique et narrative : une vieille gloire (interprété par Attik, lui-même vieille gloire du music-hall) meurt d'émotion en entendant l'ovation que lui réserve une dernière fois le public. Il en fut de même pour Les Allemands reviennent, adaptation de sa propre pièce par Alékos Sakellários qui traite de la résistance et de la guerre civile sur le ton de la comédie grinçante,,. Marina (1947) d'Alékos Sakellários, marqua pour une autre raison : il fut le premier film grec à présenter un long baiser langoureux, au grand dam des moralistes de droite et de gauche,. L'Ivrogne, de Tzavéllas, sorti en janvier 1950, détint pendant treize ans le record du film le plus populaire et le plus rentable : 305 000 entrées en première semaine et 25 semaines à l'affiche à Athènes ; son réalisateur, qui avait su acheter, pour 130 livres, 50 % des droits au producteur Finos Film, empocha 3 000 livres et put ainsi s'acheter un immeuble dans la capitale,.
L'après-guerre vit la naissance d'une véritable critique de cinéma, avec des plumes qui devinrent célèbres. Vion Papamichaïl tourna même un film (Esclaves non asservis en 1946) : il remplaça à la réalisation un autre critique Marios Ploritis qui préféra abandonner le projet. Aglaia Mitropoulou (1929-1991) replaçait ses critiques dans une perspective historique. Amie d'Henri Langlois, créatrice de la cinémathèque de Grèce, elle est considérée comme la première historienne grecque du cinéma. Une autre femme critique, Rosita Sokou, analysait plus les scénarios que l'aspect technique des films. Tous cherchaient à détacher le cinéma de ses liens avec le théâtre pour l'amener vers leur référence principale : le « cinéma de qualité » français. Ils pouvaient s'exprimer dans de nouvelles publications, comme Έβδομη τέχνη (Evdomi techni), Septième Art, créé en 1945 et disparu dans les années 1960.

#### Évolutions des années 1950
En 1950, deux nouveaux jalons pour le cinéma grec furent posés. María Plytá fut la première Grecque à réaliser un film : Fiançailles. Les critiques réunis dans l'Association panhellénique des critiques de cinéma décidèrent la création du ciné-club d'Athènes, base de la future cinémathèque de Grèce. L'année suivante, la première véritable école de cinéma fut créée par Grigóris Grigoríou et Lycurgue Stavrakos. Cette École supérieure de cinéma fut très vite surnommée « cours Stavrakos ». En 1955, le premier ciné-club de province, l'Art, fut créé à Thessalonique, sous l'impulsion de Pavlos Zannas,,. À la fin de la décennie, Líla Kourkoulákou fut la première réalisatrice grecque sélectionnée dans un festival international, pour son film L'Île du silence qui représenta la Grèce à la Mostra de Venise 1958.
En 1953, la production cinématographique atteignit un premier sommet avec vingt-deux films réalisés, pour quinze films produits l'année précédente. Elle monta à trente films en 1957 pour un apogée définitif pour la décennie en 1958 (51 films) et 1959 (52 films). Le nombre de spectateurs en Attique passa quant à lui de 24,8 millions (dont 13,5 % pour les films grecs) pour la saison 1950-1951 à 41,5 millions (dont 13 % pour les films grecs) pour la saison 1954-1955, puis à 41 millions (dont 18 % pour les films grecs) pour la saison 1957-1958 enfin 54 millions (dont 29 % pour les films grecs) pour la saison 1959-1960,,. En 1955, sortirent à Athènes 300 nouveaux films, dont quinze films grecs. Le cinéma grec ne proposait donc que 5 % du nombre de films, mais attirait 18 % du nombre de spectateurs. Par contre, le gouvernement grec ne soutenait pas du tout le cinéma national. À la fin de la guerre civile, la reine Frederika de Hanovre obtint une taxe exceptionnelle sur les « spectacles publics » (dont le cinéma) pour financer les orphelinats qu'elle avait créés pour les victimes du conflit. Un impôt supplémentaire de 6 % était prélevé sur les résultats des films grecs (loi 2 281 du 10 octobre 1952) alors que les producteurs étrangers profitaient de dégrèvements fiscaux destinés à les inciter à venir tourner dans le pays.
Les coproductions gréco-égyptiennes reprirent au début des années 1950, pour les mêmes raisons qu'auparavant : importante diaspora grecque avec de riches investisseurs, comme Sotiris Milas, capables de créer des sociétés de production (ainsi la Milas Films) et des acteurs grecs en tournée. Ainsi, en 1952, Alékos Sakellários y tourna Un Pavé dans la mare avec la troupe de Vassílis Logothetídis, une adaptation cinématographique de la pièce qu'ils venaient jouer. La nationalisation des studios égyptiens en 1954 interrompit la collaboration,. Des nouveautés marquèrent la période. L'Amoureux de la bergère d'Ilías Paraskevás en 1956 fut le premier film grec en couleurs. Deux ans plus tard, Dínos Dimópoulos réalisa L'Homme du train considéré comme le premier film noir du cinéma grec,.
Les succès des mélodrames (comme L'Ivrogne), mais aussi des films indiens comme Mother India,, poussèrent les producteurs à multiplier ce genre de films au titre toujours évocateur : J'ai brisé ma vie en une nuit (1951), Mon Enfant doit vivre (1951), Rejetée par son enfant même (1955), Petite Maman, je veux que tu vives (1957), Le Calvaire d'une innocente (1961), , etc.,. Le plus célèbre resta Les Lanternes rouges de Vasílis Georgiádis (1963), nommé pour l'oscar du meilleur film en langue étrangère, dont la qualité d'image et de jeu des acteurs, célèbres, donnaient une ampleur plus large à cette histoire de prostituée du Pirée,. En général, le succès commercial de ces mélodrames se justifiait par la présence de grands acteurs. De plus, les revenus de ces films servaient au financement de projets plus ambitieux, même si certains studios, comme Klak Film fondé en 1963, ne vivaient que de la production et l'exploitation des mélodrames.

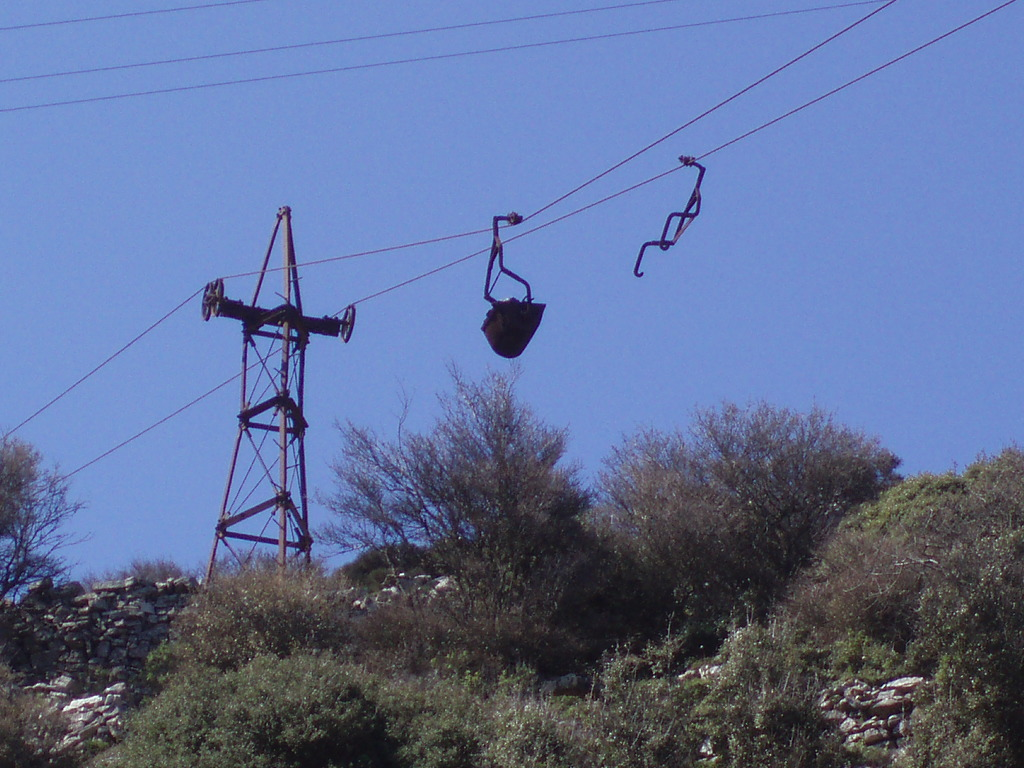
La vieille mine d'émeri de Naxos où se déroule La Terre noire de Stélios Tatassópoulos (1952).

Cependant, les thèmes abordés (misère, injustice sociale liée à l'apparition de nouveaux riches, transformations urbaines de la reconstruction anarchique, etc.), les contraintes économiques (studios sous-équipés et manque d'argent) qui poussèrent à tourner en décors naturels, ainsi que le contexte politique limitant la liberté d'expression, conduisirent à un cinéma néoréaliste, s'inspirant des modèles italien, mais aussi français ou britannique. Pain amer de Grigóris Grigoríou (1951) puis La Terre noire de Stélios Tatassópoulos (1952) en furent les plus célèbres exemples. La Terre noire fut tourné en décors naturels, sur Naxos, avec la participation des habitants du village minier de montagne Apiráthos. Ces deux films furent cependant des échecs commerciaux (autour de 30 000 entrées). La Louve de María Plytá (1951) s'inscrivait aussi dans cette vague néoréaliste,,.
Une autre évolution à partir du mélodrame de base fut le glissement vers le « film de mœurs ». Ainsi, L'Agnès du port de Tzavéllas (1952) pourrait être un mélo : une jeune femme se prostitue pour que sa mère, abandonnée par son père, survive. Cependant, le réalisme, proche du néoréalisme, et l'humour régulièrement présent, lui permettent de sortir du lot des mélodrames. De même, le travestissement de Ginette Lacage dans Les Quatre Marches de Yorgos Zervos donne une autre dimension à un film par ailleurs à préoccupation sociale puisqu'il évoque le travail et l'émancipation des femmes. Ce fut dans cette veine que deux jeunes réalisateurs inscrivirent leurs premiers films : Michel Cacoyannis avec Le Réveil du dimanche en 1954 et Níkos Koúndouros avec d'abord Ville magique la même année puis surtout L'Ogre d'Athènes en 1956,.
Stella, femme libre de Cacoyannis (1955) est considéré comme un véritable tournant. Sur une trame de mélodrame (une chanteuse est assassinée par son amant après qu'elle a refusé de l'épouser), le réalisateur et son scénariste Iákovos Kambanéllis abordaient des thèmes nouveaux qui se retrouvèrent ensuite dans la production cinématographique grecque : la reconnaissance de la culture passée avec la place faite à la tragédie antique (destin inévitable et rôle du chœur) mais aussi de la culture populaire de l'époque contemporaine (avec la présence des bouzoukis et du rebetiko), ainsi que la libération féminine du poids de la société patriarcale traditionnelle. Le tout fut porté par deux des plus grands acteurs grecs : Mélina Mercouri et Giórgos Foúndas. Le film fut un succès critique international tandis que la critique grecque le détesta et que le public lui fit un accueil favorable (133 518 entrées en première exclusivité à Athènes),,,,,.
Enfin, les mélodrames connurent une dernière évolution, à la fin de la décennie, reflétée par celle des titres où « désir », « passion », « péché » remplaçaient « maman », « enfant », « calvaire ». Les thèmes restaient les mêmes, principalement les méfaits des relations extra-conjugales, mais ils permettaient des scènes de plus en plus osées, posant les fondations d'un cinéma érotique qui se développerait ensuite durant la période des colonels. Cependant, tout ne fut pas alors nouveauté ou évolution. La vogue du « film en fustanelle » se poursuivit, dans un but purement commercial, avec même des remakes des grands succès du genre de l'entre-deux-guerres : Golfo d'Oréstis Láskos en 1955, L'Amoureux de la bergère deux fois en 1955 (par Dínos Dimópoulos puis par Dimis Dadiras) et par Ilías Paraskevás en 1956, Maria Pentayotissa en 1957 par Kostas Andritsos ou Astero de Dinos Dimopoulos en 1959. Dans la même veine, il y eut une Bouboulina par Kostas Andritsos en 1959. La critique considère Flûte et sang (1961) de Vassilis Georgiadis et Les Orgueilleux (1962) d'Andreas Lambrinos comme les meilleurs représentants de ce genre typiquement grec,.

#### Années 1960: cinéma commercial et cinéma d'auteur

La Finos Film domina la production cinématographique grecque.

La loi L 4 208 du 19 septembre 1961, dite loi Nikólaos Mártis, du nom du ministre qui la présenta, transforma les conditions de production cinématographique en instaurant une taxe sur les films étrangers projetés en Grèce afin de financer le cinéma national ; en créant des crédits spécifiques pour l'équipement des studios ; en dirigeant une partie de la taxe sur les spectacles au financement du cinéma ; enfin, en soutenant les films d'art et d'essai (aides financières et projection obligatoire dans les grandes salles). Si les effets financiers réels furent limités, le résultat le plus significatif de cette loi fut la pérennisation de la Semaine du cinéma grec de Thessalonique, créée en 1960, vitrine du cinéma national, avant de devenir trente ans plus tard le Festival international du film de Thessalonique. De plus, les sommes d'argent liées aux prix distribués au festival permettaient de financer les films suivants des lauréats. Cependant, ce financement indirect par l'État lui donnait aussi un contrôle sur la production cinématographique,.
En 1963, l'union du centre de Geórgios Papandréou remporta les élections et entama une libéralisation du pays, surtout sur le plan de la censure, même si l'Église orthodoxe de Grèce restait encore intouchable comme le montra la censure de Frère Anna. Par ailleurs, la taxe sur les tickets fut abaissée et elle fut en grande partie redirigée vers la production. La création cinématographique profita de cette atmosphère, aussi bien les films grand public que les films d'auteur,,,. Proportionnellement, par habitant, la Grèce produisit dans la décennie plus de films qu'Hollywood et n'était devancée que par le cinéma indien. En moyenne, durant les années 1960, chaque studio sortait trois films par mois. En 1966, 101 films furent réalisés (dont 53 mélos, 24 comédies, 10 drames, 3 comédies musicales et un film de guerre). En 1967, le cinéma grec atteignit son record historique avec 117 films produits (dont 35 mélos, 31 comédies, 18 drames, 3 comédies musicales et 3 films en fustanelle). L'année suivante, le nombre d'entrées fut aussi un record inégalé : vingt millions de spectateurs dans la région de la capitale et 137 millions sur l'ensemble du pays (pour une population autour de huit millions),,. Un film grec attirait en moyenne 400 000 spectateurs. Au milieu de la décennie, un film noir et blanc coûtait 1,5 million de drachmes. Les films en couleurs et les comédies musicales coûtaient à produire entre 2,5 et 3 millions de drachmes. La première histoire du cinéma national parut en 1960, rédigée par le réalisateur Frixos Iliadis. La même année, commençait à paraître la revue Κινηματογράφος - Θέατρο (Kinimatographos Théatro), écrite en grec et en français. Elle fit découvrir la Nouvelle Vague française et le Free cinema britannique. En parallèle, la presse de gauche profita de la libéralisation pour se développer. Elle ouvrit ses colonnes à une nouvelle génération de critiques, plus exigeants et plus intellectuels. La cinémathèque de Grèce fut officialisée en 1963.
Cette décennie est cependant considérée aussi comme celle du triomphe du cinéma commercial, jusqu'en 1973 avec Marie du silence considéré comme son chant du cygne,. La production eut en effet tendance à se standardiser. En gagnant en qualité technique, elle perdit en sincérité. Le but commercial poussa à la production à la chaîne de films reprenant les mêmes formats, les mêmes thèmes, les mêmes motifs voire des répliques équivalentes,. Le studio Karagiannis-Karatzopoulos s'en fit même une spécialité à la fin des années 1960 : il faisait tourner plusieurs films en même temps, aux mêmes acteurs, dans les mêmes décors. Afin de survivre à la concurrence, la Finos Film fit de même. 95 % des recettes étaient réalisées par ces films commerciaux construits autour des stars locales. Ainsi, en 1966, Ma Fille la socialiste avec Alíki Vouyoukláki arriva en tête du box-office avec 660 000 entrées, Au Secours Vengos avec Thanássis Véngos était cinquième avec 474 560 entrées. Un film « intellectuel » comme le Face à face de Robert Manthoulis n'arrivait que 66e avec 89 570 entrées.
La grande star féminine de la période fut Alíki Vouyoukláki. Coqueluche du jeune public féminin, elle multiplia les rôles de jeune ingénue écervelée dans des comédies rythmées de virgules musicales. Elle tourna beaucoup avec Alékos Sakellários : Qui aime bien châtie bien (1959), Aliki dans la marine (1961), etc. Alíki Vouyoukláki était aussi une des actrices principales de la grande vogue des comédies musicales à l'américaine dont le réalisateur Yánnis Dalianídis devint le grand spécialiste (Certains l'aiment froid en 1962, Ça brûle en 1964, Des Filles à croquer en 1965, etc.). Le genre de la comédie en général fut plébiscité par le public. Un grand nombre de films étaient en fait des adaptations de comédies de boulevard à succès ou écrits de façon théâtrale par des dramaturges, sur des trames similaires : couple d'amoureux bloqués dans leurs projets de mariage ; maris jaloux, épouses volages ; employés honnêtes, patrons combinards et hommes politiques véreux, etc., le tout interprété par des acteurs qui triomphaient en même temps sur les planches : Thanássis Véngos, Níkos Rízos, Vassílis Logothetídis, Mímis Fotópoulos ou Georgía Vassiliádou. Parmi ces succès, se trouvent des films tels que La Tante de Chicago d'Alékos Sakellários (1957), Blanche-Neige et les Sept Vieux Garçons de Iákovos Kambanéllis (1960), Mariage à la grecque de Vasílis Georgiádis (1964), Un Vengos fou, fou, fou de Panos Glykofridis ou Et la femme craindra son mari de Yórgos Tzavéllas en 1965. La plupart de ces films, multirediffusés à la télévision en Grèce ne sont plus annoncés dans les programmes et les magazines que comme « film grec », sans titre, ni résumé, ni annonce d'acteurs ou de réalisateur, tant ils sont finalement interchangeables,,.

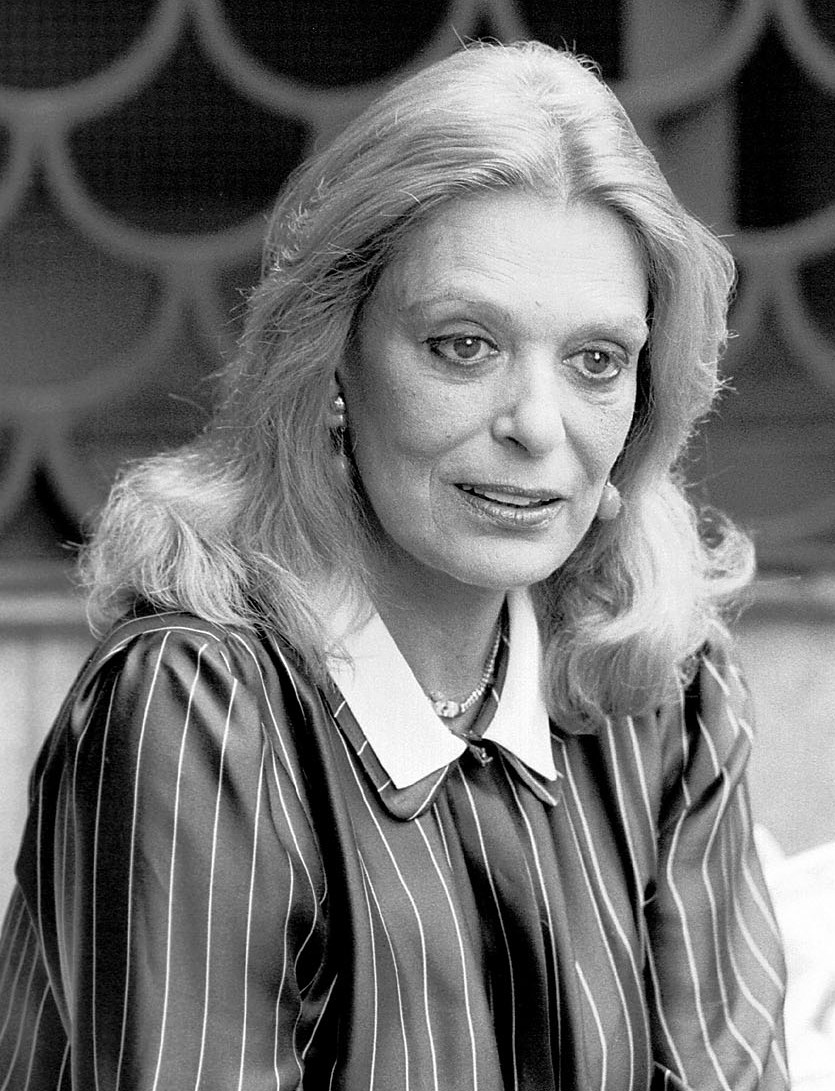
Mélina Mercouri, star de Jamais le dimanche, en 1982.

À côté de ces films commerciaux, un cinéma plus intellectuel put prospérer grâce au financement plus ou moins direct de l'État. Les films précurseurs furent La Rivière de Níkos Koúndouros et Jamais le dimanche de Jules Dassin, sortis en 1960. L’Électre de Cacoyannis en 1962 ouvrit la voie aux adaptations cinématographiques de qualité des tragédies antiques, malgré l'échec de l’Antigone de Tzavéllas l'année précédente. La veine néoréaliste se poursuivit avec Quartier Le Rêve, d'Alékos Alexandrákis, considéré comme l'un des films les plus importants de 1961. Il évoque la lutte des habitants d'un quartier misérable d'Athènes. Tourné en décors naturels avec la population locale et allant à l'encontre du discours de progrès et de modernisation du pays, il fut interdit par la censure (abolie seulement l'année suivante) qui finit par ne l'autoriser que dans quelques grandes villes. L'évolution toucha aussi les films de guerre. Ciel de Tákis Kanellópoulos en 1962 est antimilitariste et ne glorifie plus les héros. La bravoure des soldats de la guerre italo-grecque n'est qu'un aspect de la personnalité de ces hommes qui se révèlent pour ce qu'ils sont face à la mort,. De même, des films noirs (Meurtre à Kolonaki de Tzanis Aliferis ou Le Tueur qui en savait trop d'Ion Daifas, tous deux de 1960) commençaient à évoquer la collaboration avec les Allemands pendant la guerre. Ces films noirs évoluèrent aussi vers les drames psychologiques évoquant les tabous de l'époque, comme la sexualité et le désir féminins qui niés et réprimés mènent à la folie : Cauchemar d'Errikos Andreou en 1961, Doutes de Grigóris Grigoríou ou Cri de Kostas Andritsos tous deux de 1964. En 1962 sortit le premier film expérimental grec, Les Mains. Un réseau de ciné-clubs, de plus en plus nombreux à travers le pays et regroupés en une Fédération à partir de 1961, accueillait ces films,.
Le cinéma grec connut une sorte d'apogée artistique quand les évolutions des premières années de la décennie aboutirent sur les plans esthétiques et scénaristiques. L'Électre de Cacoyannis en 1962 intégrait grâce à Walter Lassally, son directeur de la photographie, les innovations du free cinema. Le film transcende la tragédie antique pour évoquer les questions ontologiques des crimes de guerre et du totalitarisme dans l'Europe de l'après Seconde Guerre mondiale,. L'année suivante, les Petites Aphrodites de Koúndouros, avec sa forme brute (scénario minimal, peu de dialogues) propose une vision de la Grèce d'avant la civilisation dont les touristes viennent admirer les ruines. Les images de Giovanni Varriano soutiennent le réalisme poétique du réalisateur qui célèbre l'humain anonyme transcendant toutes les différences de classes,. C'est cependant à Zorba le Grec, pourtant production internationale, que revient la lourde tâche d'incarner la production grecque et au-delà, la Grèce tout entière, aux yeux du monde. Cette adaptation, en 1964, par Cacoyannis du roman de Kazantzákis s'appuie à nouveau sur un travail sur l'image de Walter Lassally. Les ombres et les mouvements de caméra expriment l'oppression et la peur qui étouffent la société grecque, à l'image de la veuve lapidée par le village. La sexualité féminine, la frustration et l'hypocrisie sont à nouveau abordées dans le cinéma grec. L'unité du village, du côté de la nature, est menacée par la modernisation, l'occidentalisation, la culture représentée par le personnage extérieur du « Boss ». La musique de Theodorákis, adaptation de la musique populaire, sa commercialisation à travers le monde et la scène finale de danse sur la plage, ont cependant entraîné une incompréhension quasi-générale du film (et par ricochet du roman). Zorba est devenu l'incarnation du Grec, du Faune grec, un bon sauvage libre et sans inhibitions sexuelles, faisant fantasmer les touristes, comme un écho au film Crépuscule ensanglanté de 1959,.
Cependant, si la censure politique était en partie levée, il n'en était pas de même de la censure économique. Nombre de projets de films politiques et sociaux ne rencontraient pas de producteurs. Les réalisateurs, parfois aussi débutants, tournaient alors des courts-métrages. L'assassinat de Grigóris Lambrákis en 1963 avait suscité dans les mois qui suivirent Cent Heures en mai de Dimos Theos et Fotos Lambrinos. La même année Attente de Kostas Sfikas évoque le chômage et l'exploitation des ouvriers. En 1964, Les Oliviers de Dimítris Kollátos fut interdit par la censure et ne put être projeté qu'après la chute des colonels. Il raconte le mariage forcé d'une jeune Crétoise. Pantelís Voúlgaris avec Le Voleur en 1965 et Jimmy le tigre en 1966 montrait l'état de la société grecque et ses évolutions : les combines des plus pauvres des Grecs pour survivre et l'influence grandissante du modèle américain. De façon similaire, un long-métrage comme Bloko d'Ado Kyrou en 1965, dépouillé, réaliste et brechtien pour raconter un massacre de populations par les troupes nazies fut un échec public et commercial.
Les trois années qui précédèrent la dictature des colonels, furent marquées par une « déstructuration » du cinéma grec, parallèle à celle de la société du pays. Les nouveaux cinéastes brisèrent le carcan des studios où tout était trop parfait, mais trop limité. Ils recommencèrent à tourner en extérieur, brisèrent les règles de forme, abordèrent des questions dérangeantes voire abandonnèrent toute linéarité narrative. Le festival du cinéma grec de Thessalonique en 1966 refléta ce qui pouvait être considéré comme la « Nouvelle Vague » grecque. Pour les critiques, le cinéma grec atteignit sa maturité cette année-là, à tous les niveaux : scénario, narration, image, musique, son et idéale interaction entre tous ces éléments, avant que la création fût brisée par la censure des débuts de la dictature. Cette année-là, à Thessalonique, furent présentés Jusqu'au bateau d'Aléxis Damianós, et L'Excursion de Takis Kannelopoulos tandis que La Peur de Kóstas Manoussákis représentait la Grèce à la Berlinale 1966,.
De nombreux films furent ensuite interdits ou restèrent inachevés. Les Pâtres du désordre de Nikos Papatakis qui se termine sur le coup d'État des colonels, sortit en France en 1968, mais ne fut projeté en Grèce qu'en 1974. Le tournage du Visage de la Méduse de Níkos Koúndouros dut s'arrêter. Il ne fut achevé qu'en 1977 et sortit sous le titre de Vortex. Il en fut de même pour les films engagés : Kierion de Dimos Theos évoquant la mort de George Polk pendant la guerre civile ou Lettre ouverte de Yórgos Stamboulópoulos,,,.

### Le tournant de la dictature des colonels (1967-1974)
Cet apogée fut aussi le début du déclin. Les difficultés politiques liées à la dictature des colonels puis l'arrivée de la télévision portèrent un coup quasi-fatal à la production cinématographique grecque,. De 117 films en 1967, apogée, la production descendit rapidement avec une moyenne de 80 films en 1970 puis 70 en 1973 et seulement une quarantaine en 1974, principalement des mélodrames, des comédies populaires et des films érotiques qui connurent un véritable succès alors,,,. En 1968-1969, les trois plus grands studios Finos Film, Karagiannis-Karatzopoulos et Klak Film produisaient plus de 50 % des films et contrôlaient près de 70 % du marché. À ses débuts, en 1966-1968, la télévision grecque n'émit que dans la région d'Athènes. Dès ces années, la fréquentation des cinémas y baissa de 5 % en moyenne tandis qu'elle continuait à progresser dans le reste du pays. En 1968, il y eut, record absolu, 137 millions d'entrées au cinéma dans le pays (soit 15 entrées par habitant) ; 70 millions en 1973 et 39 millions en 1977. En Attique, en 1969, il y avait 347 salles de cinéma et 541 cinémas en plein air ; en 1974, il ne restait que 260 salles et 330 cinémas de plein air. Les ventes de tickets de cinéma baissèrent de 10 % sur l'ensemble du pays entre 1968 et 1971 ; surtout, elles baissèrent de 20 % à Athènes ; la chute pour les films grecs étaient de 30 %. En Attique, 20 millions de tickets s'étaient vendus en 1968, 1,5 million en 1974 et 400 000 en 1977. Le cinéma national s'effaçait face au cinéma étranger, en fait américain,,,,,.
Les statistiques de l'apogée de 1967 sont cependant à nuancer, grâce à un sondage de décembre 1967 réalisé par la revue Theámata. Les spectateurs préféraient, à 58 % les films étrangers aux films grecs. Dans les grandes villes, la préférence montait à 65,70 %. Dans les centres urbains de régions rurales, la préférence descendait à 56 %, tandis que les campagnes continuaient à préférer les films grecs à 55 %. Surtout, 42,50 % des personnes interrogées étaient incapables de citer un réalisateur grec. Les autres citaient en premier Cacoyannis, loin devant Yánnis Dalianídis ou Níkos Koúndouros (cités deux fois moins). 40 % des personnes interrogées pouvaient citer un film grec récompensé dans un festival international. Venaient alors à quasi-égalité Électre, Les Petites Aphrodites et Jamais le dimanche (mais renommé Les Enfants du Pirée), puis Zorba le Grec, loin devant Stella, femme libre. 20 % seulement connaissaient le nom d'un critique de cinéma et 15 % pouvaient citer le titre d'un documentaire (et encore, de façon erronée puisque Les Petites Aphrodites était le plus souvent cité).
Le régime des colonels favorisa le développement de la télévision et la mise en place de programmes de qualité afin de fidéliser le téléspectateur. Dans ce but, la télévision entreprit de diffuser et rediffuser, à côté des séries américaines, les grandes comédies du cinéma populaire des deux décennies précédentes. Des réalisateurs favorables au régime passèrent du cinéma à la télévision, comme Níkos Fóskolos qui réalisa la grande série télévisée du régime des colonels, La Guerre inconnue, inspirée du film patriotique qu'il avait écrit en 1969 Boulevard de la trahison. L'idée était de garder la population grecque chez elle et d'éviter qu'elle se réunît et discutât, aussi bien dans la salle de cinéma que dans la file d'attente,,,. Dans le même but, la Fédération nationale des ciné-clubs fut démantelée. La télévision fut fatale aux grandes maisons de production, comme la Finos Film. Ainsi, Filopímin Fínos refusa tout lien avec le nouveau media. Le studio périclita jusqu'à sa disparition en 1977.
Les années 1967 à 1974 furent marquées par la quasi-disparition du cinéma dit populaire, remplacé par la télévision tandis que s'affirmait le cinéma d'auteur. Ce dernier, d'abord limité par la censure finit par trouver dans celle-ci un défi intellectuel pour la contourner. En effet, dès leur arrivée au pouvoir, les colonels remirent en place une censure afin de préserver « la Famille, la Patrie et l'Église ». Ce fut à ce titre qu'ils firent interrompre le tournage des Pâtres du désordre de Nikos Papatakis. En 1969, un décret encadra les films autorisés à être projetés en Grèce ou hors de Grèce lors des festivals : ils devaient être conformes « aux conceptions religieuses, aux traditions du peuple grec, à son niveau politique et culturel, à l'ordre public et à la sécurité nationale ». Des commissions de contrôle avaient été mises en place l'année précédente : elles intervenaient avant le tournage, pouvant exiger la réécriture voire la suppression de dialogues ou de scènes et après le tournage avant projection : changement du titre, contrôle des bandes-annonces, des affiches ou des photos promotionnelles. Nombre de cinéastes préférèrent s'expatrier : Michel Cacoyannis, Níkos Koúndouros ou Robert Manthoulis,. Cependant, la censure ne toucha pas seulement les films ouvertement politiques. Des films grand public avec des acteurs populaires en subirent aussi les foudres, ainsi, Vacances au Viêt Nam en 1971 ou Prends ton fusil, Thanassis en 1972 tous deux avec Thanássis Véngos furent d'abord censurés, puis complètement interdits. En effet, Prends ton fusil, Thanassis est la suite de Qu'as-tu fait à la guerre, Thanassis ? (1971). Son auteur, Dínos Katsourídis, avait écrit une satire antifasciste et antidictatoriale que le Ministre de la Presse du régime avait qualifié de « machination illégale du Parti communiste grec »,.

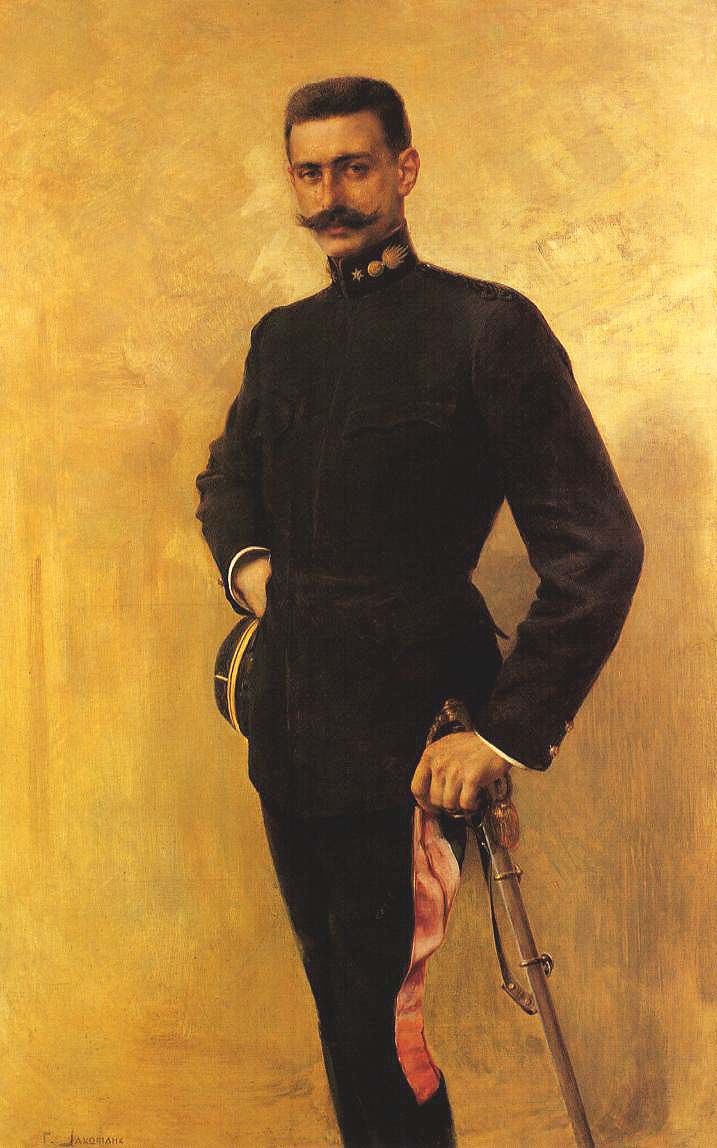
Pavlos Melas, figure récupérée par la dictature des colonels qui commanda un film à sa gloire en 1974.
Ici par Georgios Jakobides.

Dans l'atmosphère nationaliste de la dictature, les « films en fustanelle » connurent une nouvelle heure de gloire. Les films sur la résistance pendant la Seconde Guerre mondiale furent aussi fortement valorisés (56 réalisés en sept ans de dictature). Un organisme gouvernemental fut même créé en 1970 afin de les financer : la Société générale anonyme industrielle et commerciale d'entreprises cinématographiques (après la dictature, en 1975, cette société devint le Centre du cinéma grec). Ainsi, furent financés en 1971 Papaflessas sur le héros éponyme de la guerre d'indépendance grecque ou L'Aube de la victoire se déroulant en Crète pendant l'occupation allemande. Les plus célèbres de ces deux sous-genres du cinéma patriotique furent Esmé, la petite Turque (1974) pour la guerre d'indépendance et Sous-lieutenant Natacha, en 1970, avec la star Alíki Vouyoukláki, sur la résistance (non-communiste) et les camps. D'autres périodes « héroïques » de l'histoire du pays ne furent pas oubliées : la lutte pour la Macédoine au début du XXe siècle (La Génération des héros de 1970 ou Pavlos Melas sur le combattant éponyme en 1973) ; l'attaque italienne avec Non en 1969 ; l'occupation bulgare pendant la Seconde Guerre mondiale (Les Braves du Nord en 1970) ou la présence britannique à Chypre et la lutte pour l'indépendance (Devant le gibet, 1968, L'Île d'Aphrodite 1969). Dans ces films, l'effort individuel du citoyen ne pouvait vaincre tandis que l'armée et ses officiers y parvenaient. L'idée était de présenter la Grèce comme assiégée par d'irréductibles ennemis. Et, pour l'en protéger, le maintien dictatorial de l'ordre militaire était la seule solution,.
Les valeurs du régime furent aussi plus ou moins ouvertement mises en scène dans le reste de la production cinématographique. Les championnats d'Europe d'athlétisme à Athènes en 1969 furent l'occasion d'un documentaire de propagande (Jeux européens d'Anghélos Lambrou en 1970) à destination de l'étranger afin de redorer l'image du pays. Le film insistait sur le lien avec la culture antique (comme toutes les dictatures précédentes, principalement celle de Metaxás) et sur les valeurs positives du sport. Un autre genre de films fut autorisé (toléré ?) par la dictature car il véhiculait finalement les valeurs de virilité et de domination masculine : les films érotiques où triompha Kóstas Gouzgoúnis, comme Sexe... 13 Beaufort ! de 1971. Dans ces films, les femmes sont représentées soumises et faibles, donc devant être protégées. Par contre, celles qui ont une sexualité de « pécheresse » finissent toujours très mal. Donc, les valeurs de la « Famille et de l'Église » restaient malgré tout défendues,,,.
Cependant, la dictature ne parvenait pas tout à fait (ou ses censeurs ne voulaient pas tout à fait) tout contrôler. Ainsi, il est possible de constater une évolution dans les champs sémantiques des titres des films : l'injustice, la trahison, la fuite furent des thèmes beaucoup plus récurrents que pour les périodes antérieures : Injuste Malédiction d'Apostolos Tégopoulos en 1968 ou Abus de pouvoir de Stavros Tsiolis en 1971 ; J'ai aimé un traître de Kostas Papanikopoulos et Pourquoi m'as-tu trahi ? de Nikos Avraméas en 1969, Le Mouchard d'Ilias Machairas en 1970, Haute Trahison de Panos Glykofrydis en 1971 ; Le Petit Fugitif de Stavros Tsiolis en 1969 ou Le Déserteur de Christos Kéfalas en 1970. Les héros des films populaires étaient, au-delà des gens modestes de l'époque précédente, choisis parmi les laissés-pour-compte, les marginaux, voire les Tziganes, exclus des exclus. Enfin, les critiques postérieurs interprètent certains des films de l'époque comme des dénonciations indirectes du régime : la comédie de Yorgos Dizikirikis La Tour de Babel en 1971 est lue comme une parabole sur l'impossibilité des Grecs à communiquer et se comprendre ; la métaphore est encore plus claire pour Marie du silence, histoire d'une sourde-muette violée et mise au ban du village pour cette « faute »,.
Le développement du cinéma d'auteur s'inscrivit dans le même ordre d'idées d'une censure ne pouvant (ou ne voulant) tout contrôler, voire d'une censure ne comprenant pas les enjeux des films auxquels elle avait affaire. Ainsi, les films de Théo Angelopoulos ne furent pas, ne purent pas, être interdits car leur langage cinématographique abstrait et symbolique dérouta les censeurs. La Reconstitution, son premier film en 1970, s'appuie sur le mythe des Atrides (et principalement celui de Clytemnestre) pour montrer la destruction de la famille contemporaine par la misère qui pousse à l'émigration. Jours de 36 de 1972 fait un parallèle évident entre les dictatures de Metaxás et celle des colonels, mais la forme fait que rien n'est explicite, tout est en non-dit. Les Fiançailles d'Anna de Pantelís Voúlgaris en 1972 est lui aussi interprété, au-delà de son aspect drame social, comme une métaphore de la dictature. Anna, bonne depuis dix ans dans une famille bourgeoise athénienne, rentre un soir au-delà de l'heure qui lui a été fixée pour son retour. Elle est alors, pour son propre bien, définitivement privée de sa liberté mais victime consentante de ses bourreaux dont elle a intériorisé l'oppression,,,.
Ces premiers films dits du « Nouveau Cinéma grec » furent accompagnés de deux créations décisives pour la suite de la production cinématographique. En 1969, la revue Σύγχρονος κινηματογράφος (Synchronos kinimatografos, Cinéma contemporain), équivalent grec des Cahiers du cinéma, fut fondée. Elle disparut en 1982. De même, la Société générale anonyme industrielle et commerciale d'entreprises cinématographiques, filiale de la banque hellénique de développement industriel, créée par la dictature pour contrôler le cinéma, servit à le financer, même après la chute des colonels, en tant que Centre du cinéma grec. Celui-ci assure toujours le financement des films du pays,.
La chute de la dictature en 1974 entraîna une éphémère effervescence. Dans le sillage des libertés retrouvées : fin de la censure (même si les lois régissant le cinéma ne furent définitivement supprimées qu'en 1981), autorisation du parti communiste, etc., les ciné-clubs se multiplièrent, la population sortit à nouveau et fréquenta les salles de cinéma en masse. Très vite, l'engouement public se ralentit, mais la dynamique intellectuelle insufflée par la lutte contre lé régime se poursuivit une dizaine d'années, s'incarnant dans le Nouveau Cinéma grec.

### Entre déclin et triomphe

#### Production en déclin
À la fin de la dictature des colonels, le cinéma grec avait perdu son public et toute légitimité commerciale, sociale et culturelle. Il était, pour la deuxième fois de son histoire, quasiment mort. Pour les critiques, deux films marquent le début d'un nouveau chapitre avec leur renouveau formel et esthétique : La Reconstitution de Theo Angelopoulos en 1970 et Evdokía d'Aléxis Damianós en 1971. L'image est d'un réalisme brut, voire brutal, avec une caméra simple témoin de l'action. Les paysages : montagne sauvage et nue sous la pluie, tout en noir et blanc et clair-obscur de La Reconstitution ; friche industrielle et champ de manœuvres militaires pour Evdokía, sont à l'opposé des images traditionnelles d'une Grèce maritime tout en bleu et blanc ensoleillé des films précédents. Les acteurs étaient des visages nouveaux, voire des amateurs. Pour les critiques, le cinéma grec entrait dans l'âge adulte,,.
La production était tombée (en dehors des 30 à 40 films érotiques annuels) à dix films en 1976, sept en 1977, douze en 1978, onze en 1979 et quatorze en 1980 dont les deux-tiers issus du Nouveau Cinéma grec, et les entrées à 350 000 en 1977 dans la région d'Athènes (où se concentrait alors plus du quart de la population). Il y eut un sursaut avec une quarantaine de films en 1981, tandis que les entrées dans la région d'Athènes remontaient autour de trois millions (loin des 20 millions de 1968). Ensuite, le public populaire se détourna définitivement du cinéma grec qui devint de plus en plus un cinéma d'auteur soutenu quasiment exclusivement par le Centre du cinéma grec, réformé en 1978 pour sauver la production nationale. En fait, les grands distributeurs des films américains de divertissement disposaient alors d'un quasi-monopole en Grèce à la fin de la dictature. Imposant les productions étrangères, ils amenèrent la quasi-disparition du cinéma populaire grec et laissèrent une minuscule place au cinéma intellectuel et engagé. 
Hormis les films érotiques, le succès commercial était atteint désormais quand un film dépassait les 100 000 entrées, même une comédie avec Thanássis Véngos atteignait à peine les 250 000 spectateurs, soit deux fois moins que dans les années 1960. 
Les critiques en vinrent même à se demander si le succès des films politiques n'était pas en grande partie dû à un double contexte politique : d'abord la volonté de voir des films évoquant les idées récemment interdites ; ensuite, le rejet total des films qui ressemblaient trop à ceux des années de censure remontant donc même à avant la dictature,,,.
Ainsi, la plupart des grands studios grecs disparurent, à l'image de la Finos Film qui ferma ses portes en 1977. Les autres, pour survivre, se diversifièrent : en plus de quelques films de cinéma, ils produisirent des téléfilms, des documentaires et des films publicitaires. De même, les vedettes des décennies précédentes disparurent, hormis Thanássis Véngos. Ainsi, le dernier film d'Alíki Vouyoukláki, Un Espion nommé Nelly fit seulement 130 000 entrées sur trois semaines d'exploitation avant d'être retiré de l'affiche.
En 1978-1980, le gouvernement Karamanlís transforma radicalement la structure du cinéma national avec plusieurs mesures symboliques. Le Centre du cinéma grec fut réformé pour sauver la production nationale : il devint la principale, voire l'unique, source de financement du cinéma sous toutes ses formes (longs ou courts, documentaires, séries télé, etc.). En parallèle, la gestion de l'industrie cinématographique quitta le giron du ministère de l'Industrie pour celui de la Culture. Enfin, la censure fut desserrée, mais pas encore abolie.
Avec la victoire électorale du PASOK en octobre 1981, Melina Mercouri devint, jusqu'à sa mort en 1994, ministre de la Culture, faisant espérer aux cinéastes une période faste pour leur art. Le nouveau gouvernement abolit définitivement le texte de censure remontant à 1942. Malgré tout, ce fut surtout le cinéma d'auteur, engagé politiquement, qui reçut un soutien direct du pouvoir. Le cinéma commercial, mal vu des intellectuels de gauche, fut un peu délaissé. À partir de 1982, toutes les demandes de financement auprès du Centre du cinéma grec furent approuvées. L'idée, keynésienne, était que plus on produirait de films, plus les spectateurs iraient les voir, remboursant l'investissement de départ. En parallèle, ce ne fut pas que la censure qui fut abolie. Avec elle, tous les textes qui régissaient l'industrie cinématographique disparurent. Une négociation, longue de six ans, permit la mise en place d'une nouvelle législation. Elle prit en compte toutes les professions du cinéma : droits syndicaux, salaires, congés payés, assurances sociales, etc. Cependant, un désenchantement pour le pouvoir socialiste ne tarda pas à se manifester et le Nouveau Cinéma grec s'en fit l'écho dès 1985,. En parallèle, le festival de Thessalonique fut réformé : les dotations financières directes liées aux prix distribués disparurent, remplacées par des « Prix de l'État » d'abord décernés à la fin de l'année, puis finalement à nouveau à l'occasion du festival.

#### Nouveau Cinéma grec

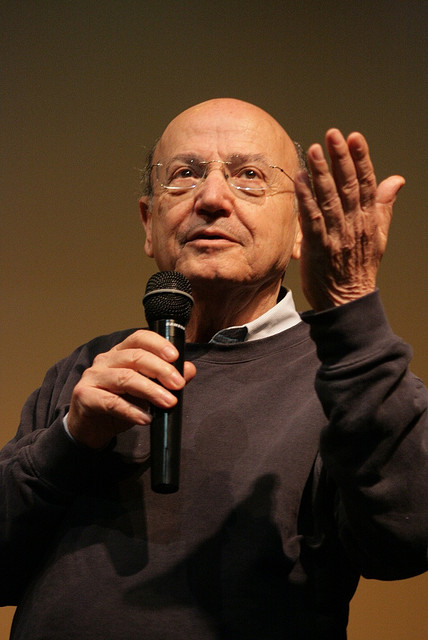
Theo Angelopoulos.

Le Nouveau Cinéma grec se distingue du cinéma traditionnel sur plusieurs plans : production d'abord, style et scénario ensuite, public visé enfin,,. L'opposition entre les deux cinémas se fit très dure après la chute des colonels principalement au cours des festivals de Thessalonique, avec même une rupture franche en 1977 où deux festivals concurrents se tinrent,. La première et principale différence entre les deux cinémas se faisait au niveau de la production. Les nouveaux réalisateurs refusaient la production standardisée en série des circuits traditionnels, commerciaux et finalement pour eux industriels, à l'image de ce que proposait la Finos Film. Afin d'y échapper, ils s'emparèrent donc de la production. Ils s'autofinancèrent ou empruntèrent à leurs proches, leurs amis ou à des « non-professionnels » (hors de l'industrie cinématographique). Le but était d'acquérir une entière liberté créatrice, tant au niveau du style, de la forme que des thèmes et du discours politique,,,. Le refus des studios passa aussi par des tournages en extérieur, dans des décors naturels,. Le Nouveau Cinéma grec transforma ainsi la façon de filmer et de monter les images. La caméra devint un véritable élément de la mise en scène, avec un point de vue spécifique et non un simple rôle d'enregistrement de l'action. Les angles de vues organisaient différemment l'espace de l'action. Une nouvelle théâtralité (les premiers films grecs n'étaient guère que des pièces filmées) amena une réelle distanciation brechtienne. Quant au montage, il modifiait le récit en fragmentant l'histoire et en jouant sur les durées, allongeant ou accélérant le temps. Le montage accompagnait donc la narration dont il était un des éléments essentiels. Les scénaristes cherchaient quant à eux à surprendre et choquer le public afin de remettre en cause les institutions établies (famille, Église et État, donc les piliers de la dictature des colonels). L'idée était d'explorer les différents aspects de la société grecque (classes sociales, villes, histoire, etc.) et d'en décrire l'identité et sa construction (mythes, discours, crises existentielles, etc.) dans un nouveau discours sur la « grécité », dans un style quasi documentaire. La critique, produite souvent par les réalisateurs eux-mêmes dans les revues littéraires et dans Synchronos kinimatografos, était militante et virulente, souvent imprégnée d'idéologie marxiste, mais aussi de psychanalyse et de sémiologie. Les films s'adressaient au public considéré comme capable de les comprendre : la jeunesse urbaine, éduquée et politisée. Les formes traditionnelles de narration, considérées comme bourgeoises, s'effacèrent avec principalement un déclin du dialogue remplacé par l'image. Le temps des acteurs stars finit alors pour laisser la place à celui des réalisateurs vedettes, Theo Angelopoulos en tête,,.
Malgré des discours et des articles opposant « cinéma commercial », forcément mauvais, et « cinéma créatif », forcément bon grâce à la « politique du créateur », les cinéastes du Nouveau Cinéma grec ne produisirent jamais de théorie unique expliquant ce qu'ils entendaient par « politique du créateur ». Il y eut finalement autant de discours que de créateurs et Synchronos kinimatografos déclara que son but était de travailler à la construction d'un discours parallèle à celui du film, non pas de produire une théorie générale, même si l'influence des Cahiers du cinéma mais aussi du formalisme russe pouvait leur donner une certaine unité. De plus, dans les années 1980, les publications théoriques se multiplièrent, éclatant un discours de plus en plus jargonnant, de Cinéma qui paraît depuis 1978 ou d'autres revues disparues comme Οθόνη (Othoni, Écran) né en 1979 à Thessalonique, Kινηματογράφικα Τετράδια (Kinimatographika Tetradia, Cahiers cinématographiques) parus la même année, puis Μηχανή (Michani, Caméra) en 1984, etc. Malgré tout, ces discours servirent de cadre pour redéfinir les critères d'attribution des prix au Festival de Thessalonique. En 1976, les critiques s'organisèrent au sein de l'Union panhellénique des critiques de cinéma afin de tenter de recréer le lien entre auteurs et public. Elle décerne des prix au Festival de Thessalonique.

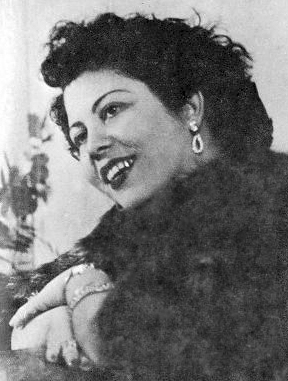
Maríka Nínou, la chanteuse dont la vie a inspiré le film Rebétiko.

L'histoire difficile de la Grèce servait d'arrière-plan aux discours politiques et sociaux du Nouveau Cinéma grec, ainsi dans les grandes fresques historiques de Níkos Koúndouros. Le désastre d'Asie mineure sert aussi d'arrière-plan au Rebétiko de Costas Ferris en 1983. Plus à droite que la droite de Nikos Andonakos en 1989 propose une analyse marxiste du phénomène dictatorial tandis que Le Dernier Pari, la même année par Kostas Zyrinis, évoque les déchirements et trahisons au sein du mouvement communiste en racontant l'histoire d'un militant de base. Les Années de pierre de Pantelís Voúlgaris en 1985 évoque autant la persécution des communistes après la guerre civile que l'histoire d'un couple de militants,. Les thèmes politiques et sociaux ainsi que les nouvelles façons de filmer nourrirent la naissance du cinéma expérimental (Modelo de Kostas Sfikas) ainsi qu'une importante production documentaire : Mégara (Yorgos Tsemberopoulos et Sakis Maniatis) ou Gazoros, Serres (Takis Hatzopoulos). Ces trois films triomphèrent au festival de Thessalonique en 1974. La vague des documentaires se poursuivit. Les Femmes aujourd'hui (Popi Alkouli), Le Combat des aveugles (Mary Papaliou) et Paideia (Yannis Typaldos) collectionnèrent les récompenses au contre-festival de Thessalonique en 1977. Fotos Lambrinos (Áris Velouchiótis, 1981) ou Lefteris Xanthopoulos (Bon Retour au pays, camarades, 1986) se penchèrent sur la guerre civile grecque et ses conséquences,.
Le Nouveau Cinéma grec retrouvait la thématique particulière initiée par Cacoyannis dans son Stella, femme libre : la rencontre (volontaire ou non de la part de ces auteurs) de la culture antique (utilisation des œuvres elles-mêmes, des mythes actualisés, d'un chœur, etc.) et de la culture populaire (mythes folkloriques, religion orthodoxe, danses ou musiques traditionnelles). Prométhée à la deuxième personne (Ferris, 1975), Iphigénie (Cacoyannis, 1977), Oh Babylone (Ferris, 1987), Deux Soleils dans le ciel (Stamboulopoulos, 1991) ou La Voûte céleste (Aristopoulos, 1993) reprirent soit directement les tragédies, soit indirectement les thèmes (Œdipe ou les bacchantes) en les intégrant ou les confrontant au christianisme orthodoxe. Dans Quand les Grecs… (1981), Lakis Papastathis, considéré comme le maître du genre, évoque les klephtes et les combats pour la construction nationale des XIXe et XXe siècles sur fond de paysages marqués par les souvenirs antiques et il emprunte à toute la tradition littéraire et artistique, allant jusqu'à intégrer dans son film des scènes tirées du Maria Pentayotissa des années 1920,. Un autre grand thème du Nouveau Cinéma grec était la description d'une crise existentielle individuelle, métonymie de la crise de la société en général. Psychanalyse et archétypes étaient alors utilisés : création et folie dans Deux Lunes en août de Costas Ferris (1978) ou À l'Ombre de la peur de Yorgos Karipidis (1988) ; renaissance par un retour aux origines : Alceste de Tonis Lykouressis (1986), Ville natale de Takis Papayannidis (1987) ou Invincibles Amants de Stavros Tsiolis (1988) ; enfermement volontaire ou imposé : Une aussi longue absence de Tsiolis (1985) ou Les Enfants de Cronos de Yorgos Korras (1985) ; sexualité et érotisme : Les Chemins de l'amour se perdent dans la nuit (1981) et Les Années de la grande chaleur (1991) de Frieda Liappa, Les Nuits de cristal de Tónia Marketáki (1991) ou ... Déserteur de Yorgos Korras et Christos Voupouras (1988) ; enfin résignation devant les rêves brisés comme dans Lefteris de Periklis Hoursoglou en 1993. Les personnages des films ne sont ni des héros, ni des hommes ordinaires ni des sympathiques voyous comme dans les films grecs précédents. Ils sont criminels malgré eux ou témoins dépassés par ce qu'ils voient. L'important n'est pas l'action, mais les conditions du déroulement de l'action. L'événement dépasse alors l'individu, jouet de la société et incapable de contrôler et encore moins de comprendre son destin, comme dans la tragédie antique. Dès 1981, le critique Mihalis Adamantopoulos, dans le numéro d'octobre-novembre des Cahiers cinématographiques critiquait l'incapacité du cinéma grec à raconter une histoire, lui reprochant de n'être qu'une quête formelle, une stylisation de l'espace et des objets, sans personnage.
Le Nouveau Cinéma grec triompha à la fin des années 1970 et au début des années 1980, avec en tête Le Voyage des comédiens (1975) et Alexandre le Grand (1980) d'Angelopoulos, Les Fainéants de la vallée fertile de Níkos Panayotópoulos en 1978, Rebétiko de Costas Ferris en 1983 ou La Descente des neuf de Christos Siopachas l'année suivante. Une quarantaine de films grecs obtinrent alors des prix dans les plus grands festivals internationaux de cinéma. Cependant, le Nouveau Cinéma grec atteignait en même temps ses limites tant au niveau de son financement que de sa diffusion en salles et à la télévision. Les transformations radicales dans l'organisation de la production n'avaient pas connu leur équivalent dans la distribution. Celle-ci resta aux mains des grands groupes qui continuèrent à projeter les films américains. De même, les films grecs ne se vendaient pas à l'étranger, principalement à cause de la langue. Le triomphe dans les festivals ne s'accompagnait pas de sorties massives en salles. Enfin, le public grec n'était pas non plus au rendez-vous en salles comme à la télévision à laquelle le Nouveau Cinéma grec avait très peu accès. En 1980, le Nouveau Cinéma grec arrivait en bout de course, n'ayant plus aucune source suffisante de financement. Le Centre du cinéma grec, plus ou moins en sommeil depuis 1975, fut réactivé. Il participa alors à la production de films, à hauteur de 20 à 70 %. De 1981 à 1996, il finança ainsi près de 150 longs-métrages et 200 courts-métrages. Durant cette période, sur les 35,5 millions de dollars qui lui furent versés par l'État, le Centre en utilisa 24 millions en financement direct des films,. La télévision, contrairement à ce qui se passait à la même époque en Grande-Bretagne ou en France, participa très peu au financement du cinéma. Jusqu'en 1989, les deux seules chaînes, publiques, aidaient indirectement le cinéma en proposant aux réalisateurs et acteurs des séries de qualité, souvent adaptées d'œuvres littéraires comme Le Christ recrucifié de Níkos Kazantzákis par Vasílis Georgiádis (1975) ou Cités à la dérive de Stratis Tsirkas réalisé par Robert Manthoulis (1984). Elle commanda aussi aux jeunes réalisateurs des documentaires, leur permettant de faire leur apprentissage.
En réponse à la difficulté de création et de diffusion, certains réalisateurs ont abandonné les recherches formelles et stylistiques pour revenir aux formes traditionnelles de narration. Les thèmes politiques et sociaux étaient toujours présents, mais dans le cadre d'une structure reconnue et reconnaissable. Pantelís Voúlgaris fut un des premiers à s'éloigner du Nouveau Cinéma grec, avec Elefthérios Venizélos (1910-1927) dès 1980,. Ensuite, en 1984, Tonia Marketaki adapta Pour l'Honneur et l'argent, un roman de Konstantinos Theotokis, classique de la littérature. Elle fit du film en costumes Le Prix de l'amour un drame social féministe,,. Sous la forme de comédies satiriques, Níkos Perákis soulevait aussi des questions politiques et sociales (coup d'État des colonels dans Planque et camouflage, 1984 ou écoutes clandestines dans Vivre dangereusement en 1987). Passage souterrain d'Apostolos Doxiadis en 1983 est un thriller politique. Nikos Nikolaïdis présenta son Tendre Gang comme un contrepoint à l'esthétique d'Angelopoulos et à tous les films politiques,.

### Crise
Dès le milieu des années 1980, les prémisses de la crise commencèrent à se faire sentir. Les films grecs ne faisaient plus recette. Un succès commercial s'établissait alors à 20 000 entrées. Les films les plus populaires (comédies ou films érotiques) étaient tournés surtout en vue du marché de la vidéo voire sortaient directement en vidéo, comme un des derniers films de Yánnis Dalianídis Peraste… filiste… teleiosate ! en 1986, ce qui empêche toute étude réelle de leurs recettes. Les derniers feux du Nouveau Cinéma grec brûlaient encore grâce aux subventions. En fait, la télévision finissait de s'imposer grâce à quelques productions nationales de prestige et aux feuilletons américains importés : Dallas ou La croisière s'amuse. En 1987, le cinéma grec produisit trente films (courts et longs métrages), la quasi-totalité financée par le Centre du cinéma grec et presque tous au succès commercial limité, malgré leurs réalisateurs célèbres dans les décennies précédentes. La production passa à vingt films (courts et longs métrages) en 1988 et 1989, puis seize en 1990 quand l'instabilité politique entraîna des difficultés de financement et d'organisation au sein du Centre du cinéma grec. En 1991, le nombre de films grecs tomba à quatorze alors même que les premiers multiplexes faisaient leur apparition dans le pays. En parallèle, diverses municipalités subventionnèrent les salles locales de cinéma qui organisèrent festivals d'art et essai, rétrospectives et débats sur l'avenir du cinéma. Cependant, associations et municipalités durent y renoncer au bout de quelques années, faute de financement. Les vieux cinémas, construits au début du XXe siècle finirent par être détruits, signe supplémentaire de la fin du cinéma comme expérience commune, remplacé par la télévision puis le DVD. Seulement onze films furent produits en 1992 alors que réalisateurs se déchiraient sur le financement des films, en raison des coupes budgétaires que le gouvernement Mitsotákis instaurait au nom de la rationalisation du fonctionnement de l'État. L'année suivante, la production doubla, avec vingt-cinq films, pour retomber à dix-sept en 1994. La télévision ne participait toujours que très peu au financement du cinéma, chaînes publiques comme chaînes privées nées après 1989. Une loi de 1993 dut les rappeler à leurs obligations de soutien à la production cinématographique. Depuis, une partie du financement vient de la télévision et les réalisateurs font souvent des carrières parallèles sur les grands et petits écrans, voire dans la publicité,. Cependant, il fallut attendre septembre 1996 pour que la chaîne publique, ERT, annonçât, qu'en application de la loi, elle participerait dorénavant au financement du cinéma à hauteur de 300 millions de drachmes.
Pour la saison 1991-1992, onze films grecs sortirent sur les écrans du pays. Dix de ces onze films grecs attirèrent en tout et pour tout 30 000 spectateurs ; le onzième, Le Pas suspendu de la cigogne de Theo Angelopoulos fit quant à lui 60 000 entrées. À l'inverse, Équinoxe de Nikos Kornilios attira 500 spectateurs et Les Corbeaux de Takis Spetsiotis seulement 400 spectateurs. Jamais le cinéma national n'avait connu un nombre d'entrées si faible. En 1992, le nombre d'entrées, un peu plus de neuf millions, avait baissé de 96 % depuis 1960. Sur ces neuf millions de billets vendus, 93 % l'avait été pour des films américains, 5 % pour des films européens (grecs non compris) et donc seulement 2 % pour des films grecs. Il ne restait dans le pays que 155 écrans dans des salles pouvant fonctionner toute l'année et autour de 250 écrans en plein air ne fonctionnant que l'été et avec des ressorties, jamais de premières exclusivités. Le nombre d'écrans avait diminué de 42 % entre 1980 et 1992.
Au milieu des années 1990, pour la troisième fois de son histoire, le cinéma grec n'existait quasiment plus. Le marché était saturé (80 % des entrées) par le cinéma américain qui avait même réussi à évincer les productions françaises et italiennes qui, jusque-là, avaient résisté. La douzaine annuelle de films grecs n'existaient que grâce aux subventions directes, mais insuffisantes, de l'État ou de l'Union européenne. Le temps des producteurs individuels des grandes heures du Nouveau Cinéma grec était passé (pas d'avances sur recettes ou de prêts bancaires sur fonds de garantie). Les films grecs, considérés comme trop intellectuels, trop lents, sans action ni histoire, et donc ennuyeux, ne rencontraient pas le public qui n'allait plus au cinéma que quand il n'y avait rien de bien à la télévision. La naissance des chaînes privées après 1989 avait renforcé cette tendance. Cependant, les réalisateurs étaient aussi considérés par les critiques comme responsables de cette situation, se complaisant au sein de leur élite fermée et autocongratulatrice. Le Centre du cinéma grec avait établi en 1986, après quatre ans de négociations, des critères spécifiques pour obtenir ses subventions. Il en résulta un conformisme dans la création. Le seul espace de liberté se trouvait dans les rares productions privées. Les films grecs n'avaient pas davantage de débouchés internationaux que nationaux. La structure étatique Hellas Films, créée en 1984 et chargée de la distribution internationale des films grecs, était peu efficace, sauf pour trouver des sélections dans les festivals internationaux. En fait, dans la décennie allant du milieu des années 1980 au milieu des années 1990, le cinéma grec fut plus isolé du reste du monde qu'il l'avait jamais été au cours de son histoire,.

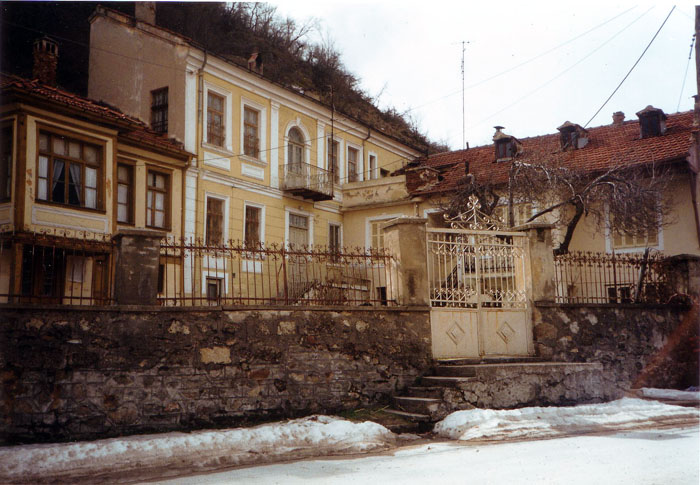
« Maison » de Spyros, personnage principal de L'Apiculteur, à Florina.

Cependant, le cinéma grec produisit quelques films que la critique a retenus, hormis les films de Theo Angelopoulos comme L'Apiculteur en 1986 et Paysage dans le brouillard en 1988, ou La Photo qui marqua le bref retour en Grèce de Nikos Papatakis. Ainsi, Dímos Avdeliódis fut un des rares réalisateurs grecs à avoir une reconnaissance internationale, au moins critique, avec L'Arbre qu'on blessait (1986) puis Niké de Samothrace (1990). La même année, Singapore Sling de Nikos Nikolaïdis multipliant les hommages au cinéma, choqua et marqua le public. Les deux grandes réalisatrices grecques, toutes deux décédées en 1994, terminèrent leur carrière et leur vie sur des grands films (en 1991) : Frieda Liappa avec Les Années de la grande chaleur et Tónia Marketáki avec Les Nuits de cristal. Lefteris de Pericles Hoursoglou et Ils sont venus de la neige de Sotíris Gorítsas, tous deux en 1993, évoquent les conséquences des migrations de travail : Lefteris émigre en Allemagne tandis que les Albanais d’Ils sont venus de la neige immigrent en Grèce. Ces deux films ont remporté de nombreux prix et marquèrent une première évolution du cinéma d'auteur : le message idéologique autoréférant du Nouveau Cinéma grec commençait à s'effacer pour laisser la place à une interrogation sur la réalité contemporaine,.
Dans les deux dernières décennies du XXe siècle et dans les premières années du XXIe siècle, une autre réponse de certains producteurs-réalisateurs du Nouveau Cinéma grec face à l'absence de débouchés publics fut de recommencer à réaliser des films semblables à ceux des années 1950-1960, celles de l'apogée. L'aspect critique sociale restait, mais dans le cadre de comédies satiriques, voire de farces pouvant cependant aller jusqu'à la contestation. Les grands acteurs de l'âge d'or continuaient donc à tourner, comme Thanassis Vengos (La Fosse, elle est où ? en 1978, L'Élève chauve en 1979 ou Thanassis, serre-toi la ceinture de 1980),. Cependant, les héros des années 1960 (jeune employé méritant, provincial débrouillard, etc.) avaient laissé la place à la figure emblématique des années 1980-1990 : le quadragénaire nouveau riche. Le succès public ne fut pas au rendez-vous de ces films trop simplistes pour rendre la réalité de la société grecque. Ils n'offraient pas non plus de choses très différentes des multiples séries télévisées grecques. Par contre, Safe Sex (2000) qui traite sur un ton comique les difficultés face au sexe et à la libération sexuelle de divers personnages issus des diverses classes sociales grecques a rencontré un immense succès public (1,4 million d'entrées, soit plus que le succès de Titanic en Grèce et plus que le record précédent détenu par Sous-lieutenant Natacha de 1970), grâce à un scénario qui tente d'englober la nouvelle complexité sociale du pays,. Le reste de la production, commerciale, a des titres éloquents : Une Femme de pope dans les bars à bouzouki ; Le Soutien-gorge de mon papa ; Rocker de jour, femme de chambre la nuit ou Viens pour nous dénuder darling.

### Renouveau?
Les historiens du cinéma grec, évoqués par Soldatos, considèrent que Le Regard d'Ulysse de Theo Angelopoulos en 1995 symbolisa les évolutions de la seconde moitié des années 1990, proposant réellement un « nouveau regard » dans la création. Le festival de Thessalonique s'ouvrit au monde en devenant international en 1992. Le Centre du cinéma grec, avec la diminution de ses fonds par les gouvernements de la Nouvelle Démocratie, perdit son quasi-monopole de financement du cinéma national. Enfin, la mort de Melina Mercouri symbolisa la fin d'une époque et d'un mode de fonctionnement. De plus, une nouvelle génération de cinéastes vint proposer de nouvelles formes et de nouveaux thèmes. La production connut même une embellie, avec un peu plus d'une quarantaine de films par an en 2000 et 2001 et trente-deux en 2004. Jusqu'en 2010, le cinéma grec produisit en moyenne vingt à vingt-cinq films par an. Cette année-là, le pays compte 400 cinémas, la plupart des multiplexes avec cafés, restaurants rapides, salles de jeux, etc. Seuls 10 % des cinémas appartiennent encore à des particuliers. Les autres dépendent de grands groupes comme AudioVisual, Village ou Odeon AE, qui préfèrent distribuer les films étrangers, principalement hollywoodiens, mais aussi français ou australiens. Cependant, pour la saison 1995-1996, les entrées restèrent faibles. Sans tenir compte du Regard d'Ulysse qui connut le succès, l'ensemble des films grecs ne réunit pas plus de 10 000 spectateurs, le point le plus bas de l'histoire. Ensuite, les entrées s'améliorèrent. Ainsi, deux ans plus tard, la « comédie commerciale » (selon son réalisateur Níkos Perákis) Chef de famille attira à elle seule 51 500 spectateurs (il est vrai que Perákis visait 372 000 entrées selon la même interview). En 1999, Le Charme discret des hommes d'Ólga Maléa dépassa les 100 000 spectateurs.
Les transformations techniques (numérique avec des caméras plus légères et plus maniables) ont changé les images et les représentations cinématographiques. Les tournages sont moins chers, plus rapides sans perdre en qualité technique ou en esthétique. Ils peuvent aussi se faire hors des studios, en décors naturels dans un style quasi-documentaire, même pour les fictions aux scénarios les plus abracadabrants (comme L'Attaque de la moussaka géante). Ainsi, Polaroïd (Angelos Frantzis en 2000) fut tourné avec des petites caméras vidéos dans les rues désertes d'Athènes. Nourris pendant leur enfance par une télévision « trash » réduite aux plus petits dénominateurs communs de la société des loisirs : sensationnalisme, mélodrames sirupeux et sexe, les nouveaux réalisateurs en adoptent les codes pour les détourner. Le montage rappelle le rythme des actualités télévisées, soit pour accentuer le réalisme du film, soit pour les parodier, comme dans L'Attaque de la moussaka géante ou Safe Sex dont chaque épisode aurait pu faire l'objet d'un épisode de feuilleton télé de 42 minutes.

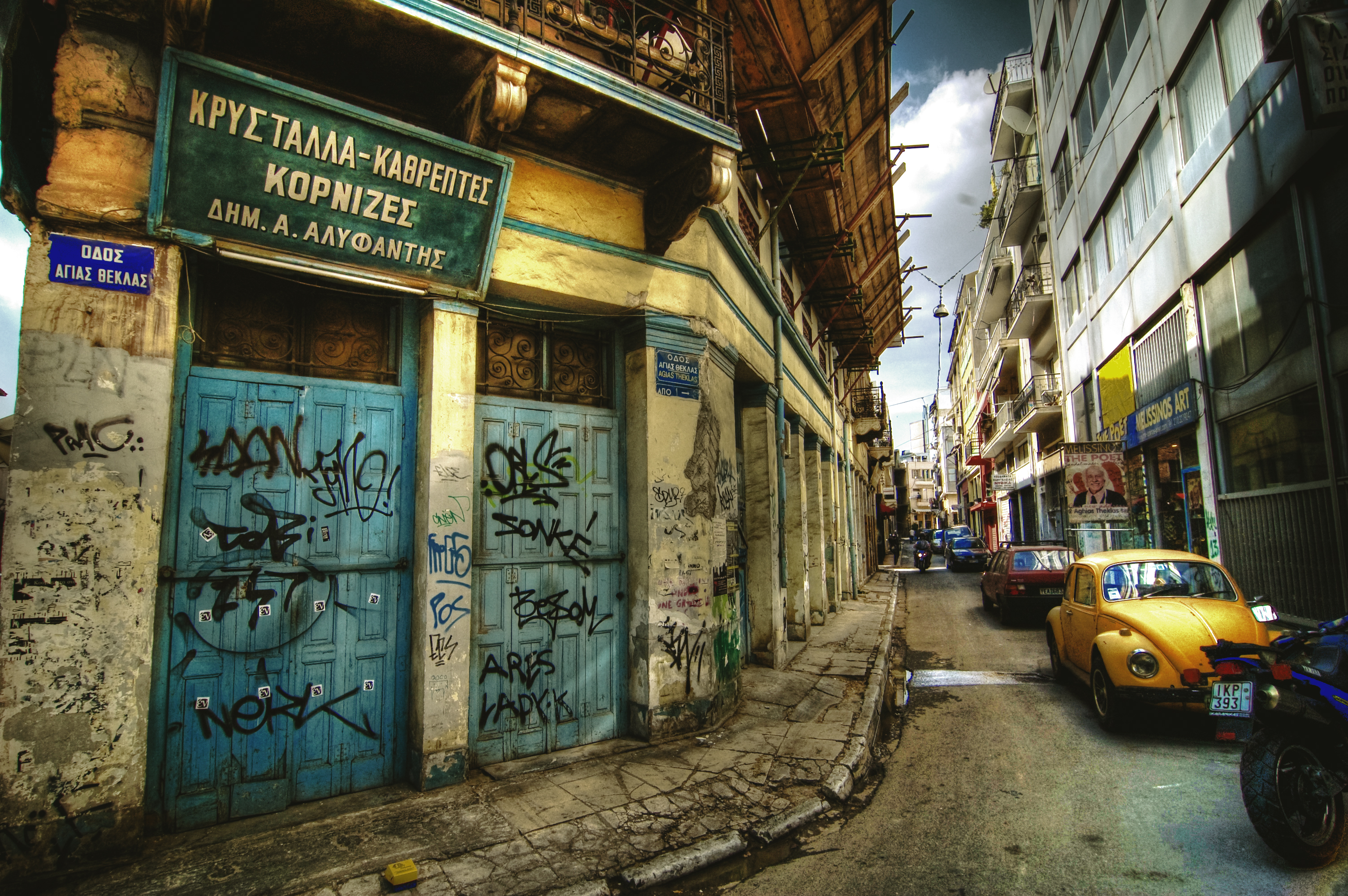
Athènes, lieu de répulsion et d'aliénation, pour les nouveaux cinéastes grecs.

Ces transformations techniques accompagnent aussi un resserrement des thèmes : les grandes luttes politiques et sociales laissant le champ libre aux problèmes individuels et personnels. Dans les films, la société est déconstruite par une « microhistoire » de « microcommunautés », exception signifiante. Les grandes fresques historico-politiques (du genre des Chasseurs ou des Années de pierre) ont disparu presque complètement, remplacées par un « réalisme de l'épisode » décrivant les angoisses ou colères nées des petits épisodes banals qui constituent la vie quotidienne et ordinaire. La disparition du discours politique, social ou moral montre que la société grecque a perdu, aux yeux des cinéastes, toute capacité à se renouveler pour sortir de ses difficultés. L'aliénation individuelle est toujours présente dans les films, mais elle n'est plus causée par un pouvoir politique autoritaire. L'aliénation est devenue culturelle. La société ne vit plus que dans les micro-crises ou pseudo-crises créées virtuellement par la télévision. Cette pseudo-réalité médiatique n'a plus de contenu éthique et la société se retrouve consumée par le doute et surtout l'autodénigrement. Les « épisodes » de ces « microhistoires » s'intéressent surtout à l'autre, à la marge en tant que signifiants. La tendance fut lancée par Ils sont venus de la neige en 1993 et se poursuivit avec des films comme Garçons d'Athènes de 1998 ou Eduart d'Angeliki Antoniou en 2006 ou le Strélla de Pános Koútras en 2009. Le discours sur la marginalité va même jusqu'au refus du centre : Athènes n'est plus dans les films le lieu d'attraction, symbole de la liberté de l'anonymat, comme au temps des films de l'âge d'or, mais un lieu de répulsion et d'aliénation que les personnages fuient, transformant le film en un road-movie, une nouvelle Odyssée, comme dans Le Roi de 2002 ou Le Fils du gardien de 2006.
La fin des années 2000 est marquée par l'arrivée de jeunes réalisateurs grecs qui récoltent plusieurs prix dans différents festivals. Il pourrait s'agir de l'apparition d'un nouveau courant de cinéma d'auteur, salué par la critique internationale,, et par Theo Angelopoulos lui-même. En 2011, dans le magazine grec Cinema, le critique Orestis Andreadakis suggère qu'il pourrait exister un nouveau « courant » cinématographique, le « Nouveau Courant grec », informel comme l'était le Nouveau Cinéma grec. Pour Andreadakis, les membres du Nouveau Courant grec auraient des points communs sur les plans techniques et thématiques. Il insiste principalement sur leur capacité à utiliser les « subversions nées du conflit entre le pop et le réalisme ». Cette création nouvelle semble avoir réussi à concilier les exigences du cinéma d'auteur avec le succès public, tant international que national,. Ainsi, Histoire 52 (2008) d'Alexis Alexiou a été sélectionné à Toronto, Rotterdam, Puchon et récompensé à Sitges. Strélla de Pános Koútras a fait partie de la section Panorama au Festival de Berlin 2009. Sélectionné aux Oscars, Canine de Yórgos Lánthimos avait précédemment été présenté au Festival de Cannes 2009 où il reçut le Prix Un certain regard. La comédienne Ariane Labed reçut le Prix d'interprétation féminine au Festival de Venise 2010 et au Festival Premiers plans 2011 pour son rôle dans Attenberg d'Athiná-Rachél Tsangári. Pour son troisième long-métrage (Alps), Yórgos Lánthimos fut sélectionné en compétition à la Mostra de Venise 2011 où il reçut le Prix du Scénario,. Unfair World de Fílippos Tsítos a été primé au Festival de Saint-Sébastien en 2011. Des réalisateurs déjà confirmés poursuivent aussi leur carrière avec les faveurs de la critique, comme Michalis Reppas et Thanasis Papathanasiou avec Afstiros katallilo en 2008,.
Afin d'accompagner ce mouvement, le Parlement grec a adopté, le 23 décembre 2010, la loi 3905/2010 relative au soutien et au développement de l’art cinématographique. Son objectif est de soutenir financièrement les producteurs par le biais d'une aide obligatoire délivrée par les opérateurs de télécommunications et d'un investissement de l'Ellinikí Radiofonía Tileórasi et des chaînes privées dans la production. Par ailleurs, le statut du Centre du cinéma grec est modifié. Son financement est réduit et il passe du ministère de la Culture au ministère des Finances. En effet, une des grandes critiques faites au Centre du cinéma grec au milieu des années 2000 était sa politique de financement peu cohérente de la production cinématographique,. Celle-ci était en fait liée au financement erratique du Centre par l'État : sur les dix millions d'euros promis pour les exercices 2006 et 2007, le Centre ne reçut finalement que deux millions d'euros et dut interrompre sa participation financière à la production cinématographique nationale dès juillet pour l'année 2008. Ainsi, les films qui ramenèrent en 2008-2009 le cinéma grec sur le devant de la scène internationale durent trouver, comme leurs prédécesseurs du Nouveau Cinéma grec des années 1970, de nouvelles formes de financement : des investisseurs privés, parfois les chaînes de télévision grecques et étrangères et surtout les programmes culturels de l'Union européenne,.
Ce phénomène se poursuit dans les années suivantes : Pános Koútras emprunte à ses amis pour financer ses films. Pour protester contre cet état de fait, en 2009, une vingtaine de jeunes réalisateurs a créé le collectif FoG (Filmmakers of Greece), hommage clin d'œil à Paysage dans le brouillard d'Angelopoulos, ainsi qu'aux gorilles en voie d'extinction de Gorilles dans la brume, et a boycotté le Festival de Thessalonique puis créé sa propre cérémonie de remise de prix en fondant l'Académie hellénique du cinéma,,,,. L'Académie et les réalisateurs qui en sont membres mènent une réflexion sur le cinéma grec au début des années 2010. Ils considèrent que l'hégémonie culturelle d'Athènes a trop duré ; que l'hégémonie économique de l'État via le Centre du cinéma grec est non seulement un contrôle économique, mais aussi de fait un contrôle idéologique puisque décidant ce qui est financé et diffusé. Ils affirment que les spectateurs grecs préfèrent les films hollywoodiens non parce qu'ils ont subi un lavage de cerveau, mais parce que les films américains sont meilleurs que les films grecs.

### Le cinéma grec dans la crise économique

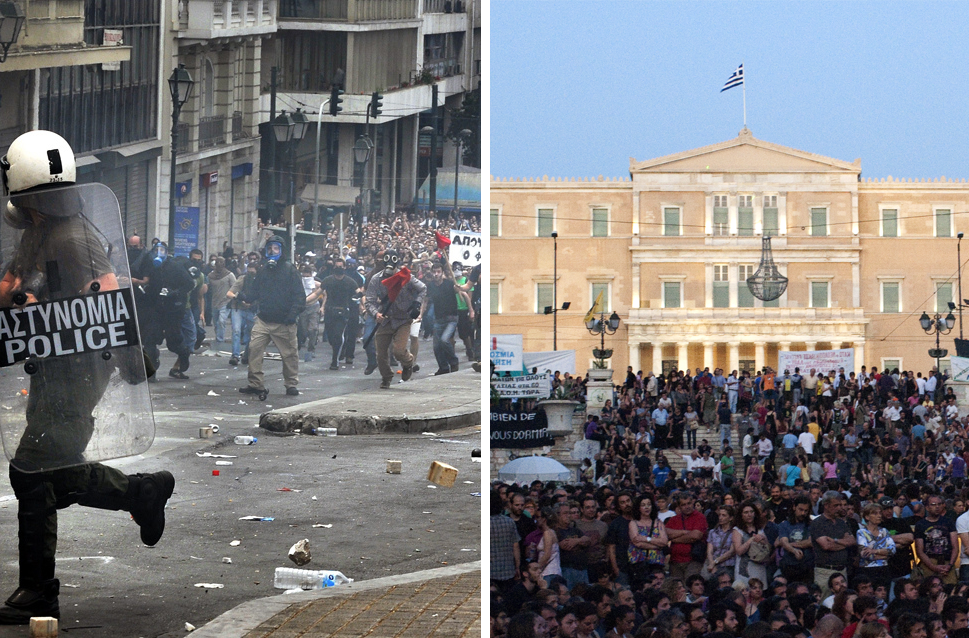
Manifestations à Athènes 2010-2011.

À la fin des années 2000, la Grèce fut touchée par un effondrement économique qui montra l'aspect artificiel de sa prospérité des années précédentes. Jusqu'en 2010, le cinéma grec produisit en moyenne vingt à vingt-cinq films par an, avec un budget moyen de 300 000 €. Depuis, les distributeurs parient surtout sur les films américains assurés d'un gros succès commercial comme les Harry Potter ou tentent un partenariat avec un film grec, lourdement promu dans leurs multiplexes car au succès espéré.
Tourné en 2008-2009, 100 % grec reflétait déjà les angoisses d'une population face à un pays qu'elle comprenait de moins en moins. Mère Patrie de Syllas Tzoumerkas (2010) évoque la désintégration d'une famille à cause de la crise économique et sociale ; la musique, mélange de techno et de rebetiko ainsi que les images vidéo quasi-documentaires donnent une immédiateté au film.
En 2009-2011, le nombre moyen annuel de spectateurs est estimé à 13 millions, soit un ticket par habitant (quatre fois moins qu'en France) et principalement pour des films hollywoodiens. Un certain nombre de films grecs connurent un succès commercial, au point que leurs producteurs ont annoncé des suites voire des remakes. Ainsi, la comédie de Christos Dimas, Île, fit 350 000 entrées en 2009-2010. Dans une moindre mesure, L'Héritière de Panagiotis Fafoutis ou Tout ira bien de Yannis Xanthopoulos, furent des succès public cette même année. Si les professionnels n'ont pas encore trouvé d'explications à ce retour en grâce du cinéma grec auprès de son public, ils ne s'en félicitent pas moins.
Les critiques s'interrogent en 2012 sur l'avenir du cinéma grec dans le contexte des vastes mutations des nouvelles technologies. Les formes traditionnelles (producteurs, diffuseurs, pellicule et salle de projection) semblent remises en cause par l'avènement des caméras numériques et de la diffusion sur internet, avec la réduction parallèle des budgets. Les jeunes créateurs proposent sur les réseaux sociaux des films inclassables tenant autant de l'art contemporain que du cinéma. Ces créations, plus « brutes », plus « primitives », renouvellent le langage cinématographique et les structures narratives, faisant disparaître les règles devenues pesantes du « Nouveau Cinéma grec ». En même temps, le fond reste le même : une opposition esthétique et culturelle aux formes de contrôle et d'oppression étatiques.

## Personnalités
Après la période des pionniers autour de la Première Guerre mondiale (Joseph Hepp ou Dimítrios Gaziádis), lorsque le cinéma grec se structura, Filopímin Fínos et sa maison de production la Finos Film dominèrent les années qui suivirent la Seconde Guerre mondiale. Dans un premier temps, le lien entre cinéma et théâtre fut très fort. Les scénaristes-réalisateurs des films étaient bien souvent aussi les dramaturges et metteurs en scène des pièces qu'ils adaptaient eux-mêmes à l'écran (Alékos Sakellários, Yórgos Tzavéllas, Níkos Tsifóros ou Dínos Dimópoulos). Les acteurs venaient aussi du théâtre, ou du music-hall. Ils triomphèrent en parallèle des auteurs dans les années 1950, avant de les éclipser dans les années 1960. Cependant, si l'ancienne génération était polyvalente, celle des jeunes stars des années 1960 fut caractérisée par un panel de possibilité d'emplois plus réduit. Filopímin Fínos justifia, plus ou moins rétrospectivement, l'existence de ces « stars » du cinéma grec dans les années 1960, en déclarant qu'elles palliaient l'absence de scénario : « Si j'ai un bon scénario, pas besoin de star. Un scénario médiocre, mais avec une star, fera toujours de l'argent ». Le Nouveau Cinéma grec se caractérisa ensuite par la prépondérance des réalisateurs. Le concept d'acteurs vedettes recula peu à peu au cinéma pour se reporter sur le théâtre.

### Réalisateurs et scénaristes
Yórgos Tzavéllas (1916 - 1976) est considéré comme l'une des plus grandes figures du cinéma populaire de l'âge d'or. Auteur exigeant, il fut le scénariste et le réalisateur de tous ses films où il fit tout pour séparer le théâtre et le cinéma : jeu des acteurs, décors, image. Il ne tourna que douze films avant de mettre fin à sa carrière en 1965, refusant la production à la chaîne mise en place par les studios,. Il s'essaya à tous les genres, avec plus ou moins de succès. Son mélodrame Visages oubliés fut un intermède raté entre deux succès : le triomphe de son principal chef-d'œuvre Applaudissements et son film en fustanelles Marinos Kontaras. Il excellait dans la comédie sociale et de mœurs, avec par exemple L'Ivrogne (1950), La Fausse Livre d'or, film à sketches de 1955 ou Et la femme craindra son mari, son dernier film de 1965. Jaloux comme un tigre (1956) ou On ne vit qu'une fois (1958) furent des succès plus mitigés car Tzavéllas avait fait quelques concessions : le premier film était une adaptation d'une comédie qu'il n'avait pas écrite ; le second cédait aux sirènes du marché européen, avec la présence d'une « star » française Yvonne Sanson. Son adaptation d'une tragédie antique (Antigone en 1961) fut par contre un échec, malgré sa tentative de transcription de la pièce de Sophocle en grec moderne,. Et la femme craindra son mari est considéré comme le testament cinématographique de Tzavéllas. Il y constate la disparition des quartiers populaires, lieux de vie et lieux de ses récits, détruits par l'avancée de la modernité. Et il conclut qu'à l'image du vieux joueur d'orgue de barbarie, il n'a plus non plus sa place dans ce monde nouveau.
María Plytá (1915 - 2006) fut la première réalisatrice grecque. À ce titre, elle dut faire face à de nombreuses difficultés. En effet, Filopímin Fínos ayant déclaré qu'une femme ne pouvait exercer ce métier, elle trouva difficilement des financements pour les dix-sept films qu'elle écrivit et réalisa de 1950 à 1970. Ses personnages principaux sont surtout des laissés-pour-compte, des marginaux et des oubliés de la société ; en premier lieu les femmes, écrasées par la société patriarcale. Ses films sont alors des mélodrames teintés de néoréalisme. María Plytá est connue pour sa maîtrise de l'image, des décors et de la lumière, ainsi que pour ses montages donnant un rythme soutenu à ses films. Deux de ses personnages féminins, Loukia dans La Louve en 1951 et Éve dans le film du même nom en 1953, sont considérés comme parmi les plus forts du cinéma grec,. Dans les années 1960, ses films, techniquement impeccables, perdirent ce qui faisait son originalité. Le public ne s'y retrouva pas et oublia jusqu'à ses premiers chefs-d'œuvre.
Michel Cacoyannis (1922 - 2011), né à Chypre dans une famille bourgeoise, fit ses études à Londres, d'abord de droit puis de mise en scène. Il travailla toute sa vie pour le théâtre et le cinéma,,. Installé à Athènes en 1953, il y fit des débuts cinématographiques remarqués avec son Réveil du dimanche, salué par la critique comme un véritable « réveil » artistique au milieu d'une production grecque encore peu sûre techniquement et surtout composée de « films en fustanelle » et de mélodrames. Son écriture filmique trancha alors et il s'imposa (avec d'autres nouveaux réalisateurs comme Níkos Koúndouros) comme un des plus grands réalisateurs du pays, modernisant la production,. Il posa aussi dès cette première œuvre ses principaux thèmes empruntés à la structure au théâtre antique : son héros ou héroïne affronte les forces insurmontables du destin, devant un chœur qui assiste au drame et le commente, mais sans intervenir. Stella, femme libre (1955) en est l'archétype même,. La Fille en noir (1956), plus réaliste et plus mélodramatique, s'imposa par ses images tandis que la photographie de Walter Lassally sut rendre et maîtriser la violence de la lumière grecque, parallèle à la violence des émotions du film,. Les trois films suivants : Fin de crédit (1957), Notre dernier printemps (1960) et L'Épave (1961), furent des échecs artistiques et commerciaux, au point que la critique grecque finit par se demander si Cacoyannis n'avait pas été un simple feu de paille cinématographique. Cependant, ses films suivants retrouvèrent l'ampleur de la tragédie antique, soit directement avec les adaptations à l'écran (parfois après une mise en scène au théâtre) de pièces d'Euripide (Électre en 1962 et Les Troyennes en 1971) ou indirectement, avec Zorba le Grec (1964), adaptation de Níkos Kazantzákis. Électre est même considéré comme un modèle où la forme cinématographique soutient et illustre le texte antique : les monologues explicatifs sont remplacés par des longs plans muets ; les discours du chœur sont partagés entre ses membres ; la violence est stylisée ou hors champ,. Son Iphigénie (1977) fut moins bien reçu. Tout l'arrière plan mythologique de la pièce ayant disparu, le film est réduit à une critique trop contemporaine de la cupidité humaine. À la modernisation interprétative, imposant la lecture de Cacoyannis, vint s'ajouter une forme trop grandiloquente pour les spectateurs et les critiques : trop de couleurs, trop de figurants, trop de décors, au contraire des premières adaptations tout en sobriété. Son budget fut d'ailleurs l'un des plus élevés de l'histoire du cinéma grec, avec 25 millions de drachmes. Ses derniers films (Sweet Country de 1986, Sens dessus dessous de 1992 et La Cerisaie de 1999) sont considérés comme des œuvres mineures dans sa filmographie,,.
Níkos Koúndouros (né en 1926) étudia la peinture aux Beaux-Arts à Athènes. Engagé à gauche, il fut emprisonné de 1949 à 1952 sur Makronissos avec les autres vaincus de la guerre civile. Là, il décida de se consacrer au cinéma. Il envisageait de faire passer, en jouant avec la censure, un message politique et social de gauche. Ses deux principaux modèles furent le cinéma soviétique et le néoréalisme. Ses deux premiers films Ville magique (1954) et L'Ogre d'Athènes (1956), sur des trames de mélodrames imprégnés de néoréalisme présentent une population pauvre opprimée et tentée par les puissances de l'argent : banque et pègre. Avec les Hors-la-loi (1958), Koúndouros s'éloigna du néoréalisme pour un cinéma d'avant-garde, recherche esthétique liée à sa formation picturale. Cette allégorie politique ancrée dans les mythes grecs originels utilisés comme archétypes lui causa des problèmes avec ses producteurs en plus des tracas de la censure. La Rivière (1960) fut même amputé (l'épisode coupé est définitivement perdu) et remonté,. Les Petites Aphrodites (1963) connut un succès critique et commercial, malgré son exigence esthétique. La dictature des colonels interrompit le tournage du film suivant et contraignit Koúndouros à l'exil. Vortex ou le Visage de la Méduse ne fut achevé qu'en 1977 et projeté lors du contre-festival de Thessalonique. Ces films empreints d'une esthétique tout en symboles picturaux et d'une célébration d'un érotisme primitif, soutenant un message politique très allégorique, ont été reçus différemment : succès pour Les Petites Aphrodites, échec pour Vortex. À la fin des années 1970, Koúndouros renoua avec le néoréalisme dans un cinéma très pessimiste au service toujours de son message social et politique. Il s'inspira de l'histoire contemporaine grecque : Byron, ballade pour un démon (guerre d'indépendance), Bordelo (révolte crétoise de 1897-1898) et 1922 (« Grande Catastrophe »). Avec un cadrage au plus près des visages des personnages, Koúndouros exprimait à nouveau la solitude de l'individu qui se retrouve sans espoir, jouet des événements, comme le héros de la tragédie antique est impuissant, jouet des dieux.
Tákis Kanellópoulos (1933 - 1990), après trois documentaires, réalisa sept films de 1962 à 1980. Ses trois premiers longs métrages (Ciel en 1962, L'Excursion en 1966 et Parenthèse en 1968) figurent pour la critique parmi les meilleurs films grecs de l'histoire, tout comme ses documentaires (principalement Mariage macédonien de 1960) sont considérés comme des modèles du genre. Ses derniers films ont été jugés trop empesés et surtout autoréférants. Le style de Kanellópoulos se caractérise par une image épurée parfois quasiment fixe amenant à une distanciation et une quasi-absence de dialogues. Tákis Kanellópoulos, avant Theo Angelopoulos, privilégia toujours l'image par rapport aux dialogues. Il fut un des premiers réalisateurs grecs à explorer la forme cinématographique elle-même, amenant à une esthétique radicalement nouvelle. Il est considéré comme la réponse grecque à la crise de la représentation dans les années 1950-1960, comme la Nouvelle Vague fut la réponse française. En cela, il est précurseur du Nouveau Cinéma grec.

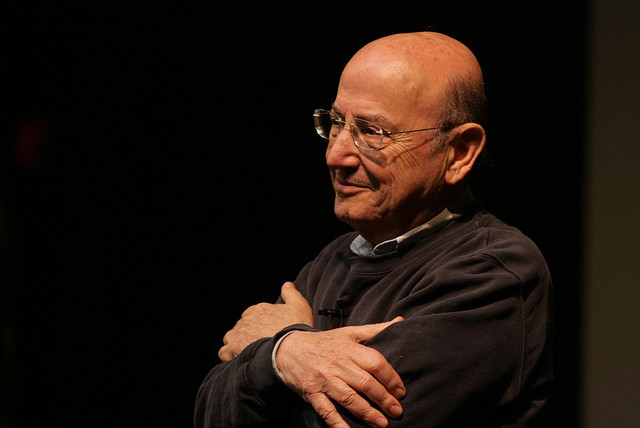
Theo Angelopoulos.

Theo Angelopoulos (1935 - 2012) étudia le cinéma à l’IDHEC dont il fut renvoyé pour « non-conformisme » dès la fin de sa première année (1961). De retour en Grèce, il fut critique de cinéma, travailla sur divers tournages puis commença un long-métrage inachevé. Il tourna ensuite un court-métrage L’Émission, puis en 1970 son premier long métrage, La Reconstitution, récompensé au festival de Thessalonique. Ce film est considéré comme le premier du Nouveau Cinéma Grec. Ses films suivants, de 1970 à 1980, sont marqués par une dénonciation politique, principalement de la dictature. Sa première trilogie : Jours de 36 (1972), Le Voyage des comédiens (1975) et Les Chasseurs (1977) évoque les diverses dictatures de droite : Ioánnis Metaxás, occupation et guerre civile et enfin dictature des colonels. Cependant, son Alexandre le Grand de 1980 créa la surprise en changeant de point de vue pour parler de la dérive totalitaire de l'idéologie socialiste,,. Le deuxième cycle cinématographique d'Angelopoulos (Voyage à Cythère 1983, L’Apiculteur 1986 et Paysage dans le brouillard 1988) quitta le récit collectif fondé sur l'histoire pour se tourner vers l'expérience individuelle et intérieure, une quête d'identité, avec cependant toujours un discours politique en arrière-plan,. Celle-ci, en lien avec le désenchantement d'Angelopoulos face aux limites du gouvernement PASOK d'Andréas Papandréou, ne semble plus pouvoir transformer le monde. Le réalisateur place alors ses espoirs dans l'enfance, capable de recréer le monde. Le thème de la frontière qui se dessinait déjà dans Voyage à Cythère et Paysages dans le brouillard domine la troisième trilogie (Le Pas suspendu de la cigogne 1991, Le Regard d'Ulysse 1995 et L'Éternité et Un Jour 1998) marquant par là aussi un dépassement du caractère purement grec des films et une véritable ouverture au monde, à un nouveau monde après la fin de la guerre froide et la disparition du bloc de l'Est,. Ce thème de la frontière, mêlé à celui de l'immigration, se poursuit dans la dernière trilogie, inachevée : Eléni : La Terre qui pleure (2004), La Poussière du temps (2008) et L'Autre Mer (inachevé). Dans ce dernier film, des clandestins jouaient leur propre rôle, poursuite finalement du discours politique d'Angelopoulos. L'œuvre du réalisateur avait réussi à intégrer les mythes et la culture grecque classique à un discours contemporain, moderne, dépassant petit à petit les limites nationales grecques pour atteindre à un universel.

### Acteurs
Après la Seconde Guerre mondiale, toute une série d'acteurs vedettes issue du théâtre accompagna les dramaturges dans leur passage de la scène à l'écran. Ils avaient presque tous été formés au Théâtre National, dans la tradition expressionniste allemande, accentuant la gestuelle pour insister sur les émotions. Ils continuaient donc, même après la disparition du muet à sur-jouer physiquement comme si le cinéma n'était pas devenu parlant. Ce jeu outré se trouvait souvent en décalage avec l'intrigue. Deux générations d'acteurs côtoyèrent les auteurs qui faisaient sur succès : l'« ancienne » née avant la Première Guerre mondiale, comme Oréstis Makrís, Vassílis Avlonítis, Vassílis Logothetídis ou Georgía Vassiliádou et la « nouvelle » née dans l'Entre-deux-guerres, comme Níkos Rízos ou Mímis Fotópoulos. Leur gamme de jeu était, en raison de leur longue expérience, plus large que celle des stars révélées dans les années 1960. Ainsi, Lámbros Konstandáras passa des rôles de jeunes premiers à ceux de père de comédie. Réna Vlachopoúlou, vedette des comédies-musicales sur scène passa au cinéma dans le même genre : elle fut cantonnée d'abord aux seconds rôles puis, définitivement à l'emploi de la sœur aînée vieille fille. Kóstas Voutsás jouait les faux naïfs au grand cœur, usant de son apparente innocuité pour faire triompher les faibles,. Kóstas Hadzichrístos, après une longue série de petits rôles au théâtre, connut un succès fulgurant mais éphémère autour de 1959 : il multiplia alors les rôles de provincial monté à la capitale pour y faire fortune mais accumulant les gaffes jusqu'à un triomphe final grâce à ses qualités morales de paysan. De très nombreux Grecs dépassés par l'exode rural qui leur était plus ou moins imposé alors économiquement se reconnurent dans ses personnages,,.

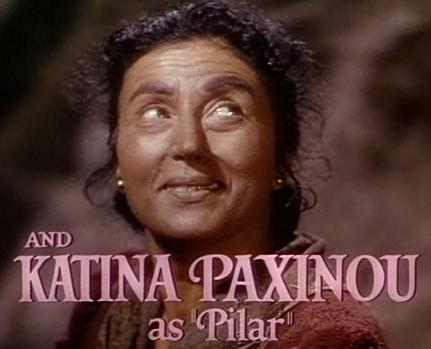
Katína Paxinoú dans Pour qui sonne le glas.

Katína Paxinoú (1920 -1973) fut avant tout une actrice de théâtre. Surprise en tournée internationale par la Seconde Guerre mondiale, elle tourna aux États-Unis. Son second rôle dans Pour qui sonne le glas (1943) lui valut un Oscar et un Golden Globe. Elle ne tourna en Grèce qu'un seul film : L'Île d'Aphrodite en 1965.
Melina Mercouri (1920 - 1994) était issue d'une grande famille bourgeoise conservatrice. Elle eut des difficultés à faire accepter ses projets de carrière théâtrale. Elle triompha d'abord sur les planches (Ibsen, Tennessee Williams, Brecht, etc.) avant d'être révélée au cinéma par Cacoyannis dans Stella, femme libre (1955). Elle devint ensuite l'actrice principale de son mari Jules Dassin (Jamais le dimanche en 1960, Phaedra en 1962 ou Cri de femmes en 1978). Elle fut avec Irène Papas une des rares actrices grecques à avoir une carrière internationale (Gipsy de Joseph Losey dès 1958, Le Jugement dernier de Vittorio De Sica ou Vive Henri IV, vive l'amour de Claude Autant-Lara, tous deux en 1961, Les Pianos mécaniques de Juan Antonio Bardem en 1965, etc.). Sur scène comme à l'écran, voire dans la vie, elle incarnait une femme forte, libre, indomptable et anarchiste. Elle symbolisa l'archétype de la femme grecque suivant ses instincts et ses passions, se dévouant pour ses amis, se sacrifiant par amour et peu intéressée par l'argent. Engagée en politique, à gauche, elle dut s'exiler pendant la dictature des colonels. Après le retour à la démocratie et la victoire électorale du PASOK, elle fut huit ans ministre de la Culture.
Irène Papas (née en 1926) est, avec Melina Mercouri, la représentante de la Grèce dans le cinéma mondial. Elle est, avec Katína Paxinoú, une des rares actrices grecques à avoir plus tourné à l'étranger que dans son pays. Elle fut formée, comme Melina Mercouri à l'Institut d'art dramatique du Théâtre national d’Athènes par Dimítris Rondíris qui essaya aussi d'abord de la cantonner au répertoire ibsénien. Elle joua finalement peu au théâtre. Sa carrière cinématographique commença dès 1948 dans Anges perdus de Níkos Tsifóros. Elle ne cessa plus de tourner. Malgré ses origines rurales (campagne de Corinthie), elle incarne une femme d'allure aristocratique, à la beauté pure et intangible. Sa voix grave ajoute à son port encore plus de charisme. Elle a ainsi pu jouer dans les principales adaptations cinématographiques des tragédies antiques : Antigone de Yórgos Tzavéllas en 1961, Les Troyennes de Michel Cacoyannis en 1971, Iphigénie du même réalisateur en 1977. Elle a porté des rôles dramatiques très forts : la veuve lynchée dans Zorba le Grec toujours de Cacoyannis en 1964, ou dans Z de Costa-Gavras. Elle triompha cependant dans un de ses rares rôles comiques (encore Cacoyannis) avec Sens dessus dessous en 1992.
Thanássis Véngos (1927 - 2011), considéré comme le meilleur acteur comique grec, ne venait pas du théâtre. Il rencontra Níkos Koúndouros, le réalisateur qui le révéla, sur Makronissos, alors qu'ils y étaient tous deux déportés politiques pendant la guerre civile. Il commença par interpréter des pauvres bougres chargés de famille nombreuse et dépassés par les événements sur lesquels les ennuis s'accumulent (Famille nombreuse en 1964 ou Le Concierge aux pieds fous en 1966, tous deux de Erríkos Thalassinós). Il incarnait l'archétype du Grec dépassé face aux transformations de la société des années 1950-1960. Il exprimait sur un ton comique les mêmes dénonciations que celles du Nouveau Cinéma grec les décennies suivantes, d'où sa reconnaissance critique. Très vite, un des thèmes récurrents de ses films (titre et scénario) fut celui de la folie à laquelle la société l'avait poussé (d’Un Vengos fou, fou, fou en 1965 jusqu'à Vengos, le kamikaze fou en 1980),.
Alíki Vouyoukláki (1933 ou 1934 - 1996) partagea sa carrière entre cinéma et théâtre. Elle tourna une quarantaine de films, dont de nombreuses comédies musicales. Elle multiplia les rôles de « Cendrillon » transposés dans la Grèce des années 1960 : Qui aime bien châtie bien (1959), Moderne Cendrillon (1965) ou Ma Fille la socialiste (1966), etc. Elle y interprétait une jeune fille moderne, s'assumant et utilisant tous les moyens pour parvenir à son but : le mariage. Si ses personnages travaillent, c'est toujours en attendant le prince charmant (souvent le patron). Ils proposaient alors un nouveau modèle de comportement, acceptable, dans une société en mutation. Ses films triomphèrent au box-office grec. Elle fut la star incontestée du cinéma commercial grec des années 1960, actrice vedette du studio Finos Film. Ainsi, la même année, 1959, elle jouait dans les films Astéro, premier au box-office, Mimikos et Mary, deuxième au box-office et La Maligne, cinquième. Elle ne connut cependant pas de véritable carrière internationale (hormis Alice de Rudolph Maté en 1962). Elle n'eut jamais l'image d'un sex-symbol, mais plutôt de la gentille adolescente, puis de la travailleuse méritante, puis de la bonne mère et de la bonne patronne. Les entrées enregistrées pour ses films dépassaient, au moins jusqu'à sa retraite en 1981, le nombre d'entrées de l'ensemble des autres films grecs.
Jenny Karézi (1932 - 1992) fut longtemps la grande rivale dans l'attribution des rôles d'Alíki Vouyoukláki, même si les deux femmes étaient amies. Elle aussi venue du théâtre, où elle continua à triompher après l'arrêt de sa carrière cinématographique, Jenny Karézi incarna à l'écran un autre type de nouvelles jeunes femmes grecques des années 1960. Ses principaux personnages furent des jeunes diplômées bien décidées à faire une brillante carrière dans un milieu masculin (comme les travaux publics dans Mademoiselle le directeur en 1964). Cependant, elles se retrouvaient tiraillées entre leurs ambitions et leur féminité refoulée. Ce thème constitua un des grands ressorts comiques des années 1960.

### Directeurs de la photographie, musiciens, etc.
À côte de certains réalisateurs qui assurent eux-mêmes la direction de la photographie (ainsi Dínos Katsourídis), ou de quelques directeurs étrangers, comme Walter Lassally, les principaux directeurs de la photographie grecs sont Yórgos Arvanítis et Yórgos Panoussópoulos. Le premier photographia tous les Angelopoulos. Il avait fait ses armes à la Finos Film pour laquelle il travailla sur six films par an en moyenne. Le second, même s'il a réalisé des films, se sentit longtemps plus un directeur de la photographie qu'un réalisateur.
Comme souvent, en Grèce comme ailleurs, une partie des morceaux de musique les plus populaires sont tirés des bandes originales des films. Inspirée de la musique populaire, elle rencontre un grand succès populaire. Elle joue un rôle particulier dans les mélodrames,. Elle est présente, souvent sous forme d'intermèdes musicaux dans de nombreux autres films. Ainsi, les comédies musicales étaient souvent des comédies dans lesquelles il y avait un peu plus de musique que d'habitude. En effet, il était de tradition d'avoir au moins un numéro musical dans les comédies,. Les grands musiciens grecs contemporains s'intéressèrent au cinéma, travaillant avec réussite les thèmes de la musique populaire et lui donnant ses lettres de noblesse. Mímis Pléssas composa la musique de plus d'une centaine de films. Mános Hadjidákis dès les années 1940 réalisa de très nombreuses bandes originales ; sa plus célèbre reste Jamais le dimanche et ses Enfants du Pirée. Míkis Theodorákis travaille pour le cinéma depuis les années 1950 avec par exemple la musique de Zorba le Grec. Stávros Xarchákos composa la bande originale des Lanternes rouges et plus tard celle de Rebétiko. Le Nouveau Cinéma grec fit moins appel aux musiciens connus. Certains réalisateurs composèrent eux-mêmes la musique de leur film, sans même se créditer au générique. Cependant, la musique continue de jouer un grand rôle dans le cinéma grec. Les numéros musicaux des Chasseurs montrent bien la place qu'Angelopoulos accorde à la musique. La musique de Stamátis Spanoudákis pour Les Années de pierre a connu un immense succès.
Avec la quasi-disparition du cinéma au moment de la dictature des colonels, nombre de professionnels (image, costumes, décors) quittèrent le cinéma pour se recycler au théâtre et à la télévision. Le Nouveau Cinéma grec ne leur proposa pas de réelles opportunités dans ses premières années : ils étaient moins nécessaires en raison des scénarios contemporains, en décors et costumes contemporains. De plus, comme pour la production, les réalisateurs du Nouveau Cinéma grec firent souvent appel à leurs proches pour ces aspects techniques. Ainsi, tous les repérages et la préparation des décors pour Les Fainéants de la vallée fertile furent effectués par Mariánna Panayotopoúlou, la femme du réalisateur. Il en fut de même pour les costumes du Lieu du crâne de Kóstas Aristópoulos confiés à son épouse Anastasia Arseni.

## Genres, thèmes et motifs

### Tragédie antique

#### Adaptation directe de la tragédie au cinéma
Pendant longtemps, la tragédie antique ne fut pas mise en scène par le cinéma grec. Il semblerait qu'elle n'ait pas eu de public, pour diverses raisons. Le public populaire préférait les mélodrames ou les films en fustanelle, considérés d'accès plus facile, à des pièces appartenant au patrimoine intellectuel. Il semblerait que le caractère irrévocable d'un destin tragique pour les personnages de ces pièces ait justement été ce que les spectateurs essayaient de fuir en allant au cinéma. Face aux difficultés sociales et politiques de l'Entre-deux-guerres, de l'occupation allemande puis de la guerre civile, le public désirait voir des films qui, même s'ils étaient tragiques, finissaient bien, comme les mélodrames, afin de continuer à croire que leur destin et celui du pays n'étaient pas irrévocables. Par ailleurs, l'aspect universel de la tragédie antique renvoyait à des situations contemporaines. Elle ne pouvait donc être acceptée, par la population dont les passions étaient mises en scène ou par le pouvoir, quand les personnages principaux, souvent hommes de pouvoir, étaient punis pour leur ubris.

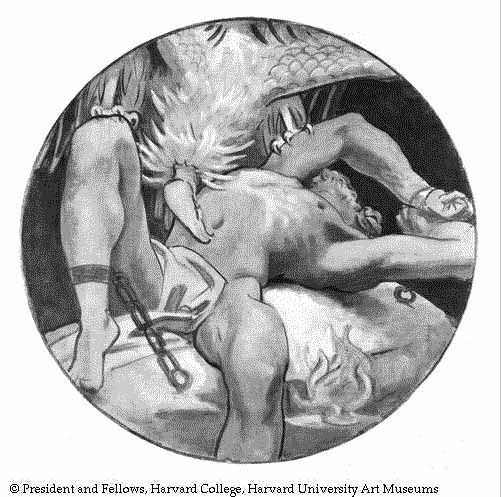
Prométhée enchaîné par John Singer Sargent.

Une première tentative remonte à 1927 : Dimítrios Gaziádis réalisa Les Fêtes delphiques, une captation de la représentation du Prométhée enchaîné d'Eschyle mise en scène par Ángelos Sikelianós à Delphes. Deux ans plus tard, Dimitris Meravidis tourna un nouveau Prométhée enchaîné, dans le stade panathénaïque dans des décors trop visiblement en carton-pâte. De plus, les acteurs compensaient le caractère muet du film par une outrance des gestes. Ce ne fut que trente ans plus tard qu'un réalisateur grec tenta à nouveau l'aventure de l'adaptation d'une tragédie antique. L’Antigone de Yórgos Tzavéllas en 1961, avec Irène Papas fut un échec public. Sa mise en scène, inspirée des principes de Max Reinhardt, très prisés alors dans le théâtre grec, donna un aspect outré, déclamatoire et didactique à son film, malgré un montage et une utilisation des décors de qualité. Par opposition, l'Électre de Cacoyannis, l'année suivante et toujours avec Irène Papas rencontra le succès. L'utilisation des décors naturels et familiers aux spectateurs fut peut-être une raison du succès. Cacoyannis poursuivit ensuite avec succès ses adaptations d'Euripide, aussi bien en Grèce avec des acteurs grecs qu'aux États-Unis avec un casting international. Le cinéma expérimental puisa dans le répertoire tragique, comme le Prométhée à la deuxième personne de Costas Ferris, transposition à l'écran, mais transcendant la simple captation, des expérimentations théâtrales du Théâtre Ré,. L’Alceste de Tonis Lykouressis en 1986 fut plus une transposition lâche dans un contexte contemporain de la pièce d'Euripide dont le scénariste s'inspira très librement qu'une véritable mise en scène de l'œuvre,. Le Nouveau Cinéma grec eut cependant plutôt tendance à reprendre et adapter les thèmes qu'à directement mettre en scène les tragédies grecques.

#### Reprise des thèmes et motifs de la tragédie antique

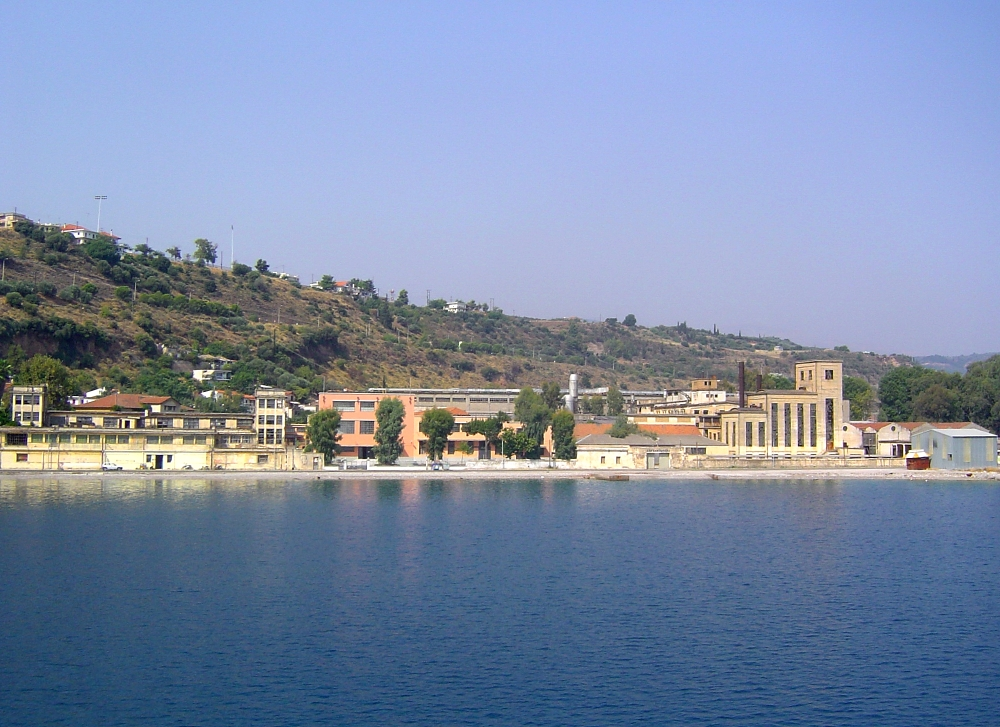
Le port d'Aigion, lieu principal de l'action du Voyage des comédiens.

La reprise de thèmes et motifs de la tragédie antique fut longtemps aussi rare que l'utilisation directe de la tragédie dans le cinéma grec. Le premier véritable exemple fut le Stella, femme libre de Cacoyannis en 1955. Les Hors-la-loi de Koúndouros en 1958 peut aussi être considéré comme ayant une dimension de tragédie antique. Les trois personnages masculins principaux sont en effet non seulement prédestinés, mais ils acceptent aussi leur destin en choisissant malgré tout d'enfreindre la loi, d'être condamnés et donc de mourir. Cependant, à l'inverse de la tragédie antique, le film évoque le destin collectif de la Grèce et non le simple destin individuel, transcendé.
Théo Angelopoulos est le scénariste et réalisateur qui a le plus et le mieux repris la tragédie antique, surtout dans sa période dite « politique » des années 1970. La Reconstitution est une première adaptation du mythe des Atrides. Le Voyage des comédiens de 1975 est encore plus clair, avec des personnages portant les noms des héros tragiques antiques. Il s'agit à nouveau d'une transposition à la Grèce du XXe siècle du mythe des Atrides. Cependant, la faute entraînant la chute n'est plus l'« ubris » comme dans l'Antiquité, mais le fait de servir le pouvoir (Égisthe est ainsi devenu un collaborateur de l'occupant nazi). La forme du film elle-même se rapproche de la chorégraphie de la théâtralité antique. Dans Les Chasseurs, la faute n'est toujours pas l’ubris, mais le renoncement et la soumission. Le cadavre imputrescible du partisan communiste vient le rappeler, aussi bien aux bourgeois suffisants et intolérants qu'à leurs proches, anciens progressistes qui ont rejoint le système.

### Comédie grecque de l'«âge d'or»
L'âge d'or du cinéma grec, les années 1950-1960, fut aussi l'âge d'or de la comédie, très souvent liée à une pièce de théâtre à succès. La saison 1949-1950 offrit 14 films, dont deux comédies. La saison suivante compta 28 films dont 7 comédies mais ces dernières remportèrent les deux premières places du box-office (Les Quatre Marches et Viens voir le tonton !). À partir de 1952-1953, les comédies représentèrent la moitié (voire les deux-tiers) des films grecs et monopolisèrent les premières places du box-office. Une nuance s'ajouta à partir de 1961 : les premières places au box-office furent ravies par les comédies musicales. À la fin de ces deux décennies, le genre de la comédie grecque périclita avec l'ensemble du cinéma grec pour disparaître avec lui au milieu des années 1970.

#### Conventions sociales et politiques contre réalisme
Alors que la Grèce connaissait une période d'intenses transformations dans les décennies d'après-guerre (émigration, exode rural, industrialisation, urbanisation, etc.), la situation politique ne permit pas au cinéma d'en faire état de façon réaliste. La censure renforcée à la suite de la guerre civile (dont seul Les Allemands reviennent osa se faire l'écho) s'attaquait en effet à tout ce qui s'approchait d'idées pouvant paraître de gauche. L'Ogre d'Athènes dans ce contexte de censure et très vite d'auto-censure fut aussi une exception. Cependant, la réalité sociale était évoquée de façon indirecte par des scénaristes habiles. Les personnages principaux des comédies sont des petites gens qui travaillent dur pour survivre. Bien sûr, les valeurs prônées sont celles du travail et de l'amour qui triomphent de toutes les difficultés ; l'ascension sociale est l'objectif final, soit par un riche mariage présenté comme « la clé du bonheur », soit par le travail. Pourtant, finalement, les héros sont récompensés par le destin (héritage, loterie, don, etc.), ce qui peut se lire positivement ou négativement : positivement, leur travail est récompensé par la providence ; négativement : leur travail n'est pas suffisant, il faut l'intervention de la providence pour leur permettre de vraiment s'en sortir. Les valeurs prônées par les gouvernements de droite sont donc défendues dans les comédies, mais évoquées subtilement via les classes les plus pauvres de la société dont les problèmes fondamentaux ne sont pas dissimulés. Enfin, le public n'était pas dupe du subterfuge résolvant les difficultés. De même, les petites combines que les héros, intègres au départ, mettent en place pour arrondir leurs revenus, sont présentées comme acceptables, et acceptées par les spectateurs qui participaient eux aussi de cette économie parallèle. Ainsi, Santa Chiquita d'Alékos Sakellários présente un petit employé dont le revenu ne suffit pas à le faire vivre, à prendre soin de sa mère malade et à épouser sa fiancée. Son patron, quant à lui, vit dans le luxe et fréquente les cabarets où il dépense sans compter. Cependant, il lui refuse toute augmentation. Le héros cède à la tentation de la petite combine, même si, à la fin, une grosse somme d'argent résout tous ses problèmes. Dans Vendeurs à la sauvette du même Sakellários, les héros accumulent, sur le mode comique, toute une série de petits boulots plus ou moins licites, avant d'émigrer en Australie,.

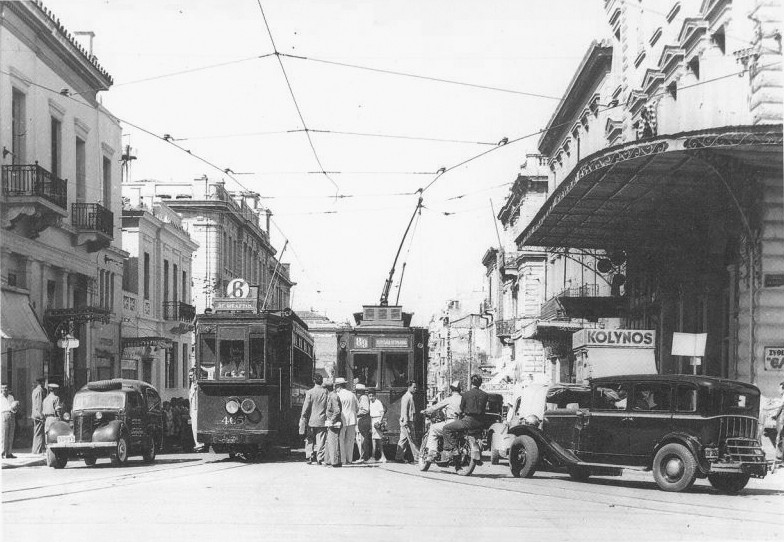
Athènes dans les années 1950.

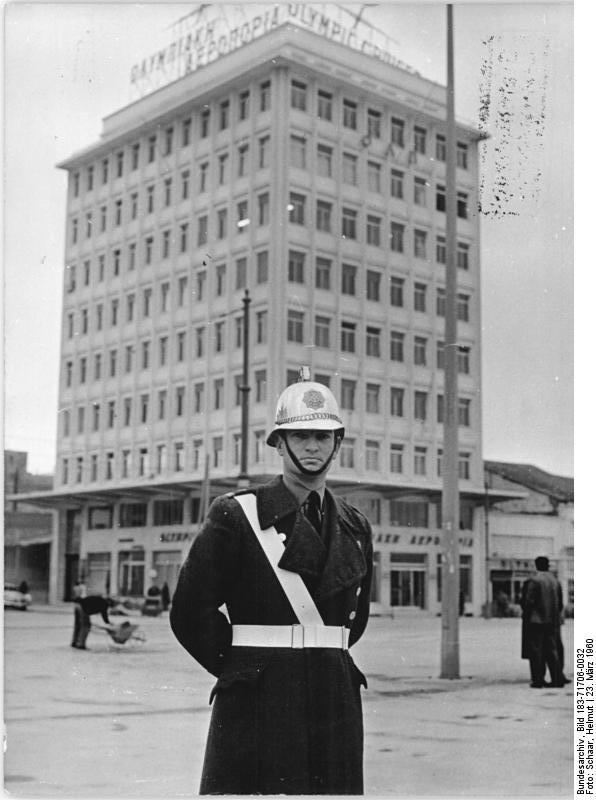
Athènes transformée en 1960.

Le problème du chômage élevé alors (entre 25 et 30 %) alors était aussi évoqué dans Vendeurs à la sauvette. Ce thème se mêle à celui du mariage dans La Belle d'Athènes de Níkos Tsifóros. Les héros ne s'en sortent pas avec leurs emplois précaires et tirent au sort lequel d'entre eux épousera une vieille fille laide. Les places respectives des hommes et des femmes ainsi que le mariage restaient à la fois un sujet de comédie et un sujet social sensible. L'idéal de la classe moyenne urbaine était présenté dans les films. Les femmes n'y travaillent qu'en raison de problèmes économiques, mais seulement jusqu'à leur mariage, même si parfois (Thanassakis, le politicien) une femme refusant de travailler pouvait servir de ressort comique. Un autre thème proche de celui du mariage était l'obligation sociale de la dot. Le frère aîné ne pouvait se marier tant que toutes ses sœurs ne l'étaient pas. Ce thème du mariage des sœurs et de l'inévitable et essentielle dot était récurrent dans les comédies de l'époque. Dans Une Demoiselle de... 39 ans (1954), Sakellários et son coauteur Christos Yannakopoulos évoquent ce problème paralysant. Le héros ne peut se marier tant que sa sœur n'est pas mariée, mais elle est devenue trop vieille le temps qu'il amasse la dot nécessaire. C'est un des rares films du genre à ne pas se finir par un mariage. Fanouris et les siens (1957) évoque ce qui était alors de plus en plus ressenti comme une injustice faite au frère aîné mais aussi une tradition aboutissant à la marchandisation des femmes. Le frère aîné passe son temps à négocier le montant des dots de ses sœurs avec leur futur époux. En même temps, celles-ci doivent parfois céder au prétendant aux exigences financières moindres. Seule la cadette réussit à briser le cercle vicieux : elle travaille. Dans ce type de films, le deus ex machina est souvent l'émigré revenant au pays, comme dans La Tante de Chicago (1957), et résolvant les problèmes financiers et matrimoniaux. Cependant, ceux restés au pays attendent aussi de celui qui revient qu'il remplisse les obligations sociales traditionnelles.

#### Les années 1960: triomphe de la petite bourgeoisie
Les comédies des années 1960 reflétèrent l'évolution de la société. Les héros ne sont plus issus de la classe populaire et leur problème essentiel n'est plus leur pain quotidien. Ils appartiennent maintenant à la petite bourgeoisie et disposent d'emplois rémunérateurs. Les histoires ne sont alors que des trames sentimentales servant de faire valoir aux acteurs stars de l'époque. Peu importait en effet le scénario, le public venait pour la vedette,. Cependant, amour, mariage, fidélité et jalousie permirent aux scénaristes d'évoquer la société de leur temps, en mettant l'accent sur les oppositions entre anciens (les parents) et modernes (les enfants). La mentalité patriarcale archaïque était dénoncée, mais l'alternative, l'américanisation du pays, n'était pas forcément, présentée sous un jour plus favorable. Dans les comédies, l'autorité du père se délite, mais les ambitions sociales de confort et de paraître de son épouse sont aussi considérées comme ridicules (La Flambeuse de 1964 ou Kolonaki, zéro de conduite de 1967). La disparition de l'Athènes ancienne et de ses vieilles maisons (lieu du père) remplacées par des immeubles modernes (sous la pression des enfants) est un thème nostalgique récurrent des comédies de cette décennie.
Dans ces comédies, les niveaux de langue et le vocabulaire jouaient un grand rôle dans la définition des personnages, non pas dans un but de marquage social, mais dans un but comique de création de stéréotypes caricaturaux. Ainsi, la diglossie katharévousa - démotique n'était directement ni évoquée ni utilisée. De même, le couple de héros, pourtant souvent issus de milieux sociaux différents, n'avaient pas de caractéristiques linguistiques particulières. Au contraire même, ils parlaient tous les deux l'« athénien éduqué », l'idéal de l'époque : la langue de ceux qui sont au moins allés au lycée. Cependant, il n'y avait pas non plus de « régionalismes » hormis dans le cas du personnage du « βλάχος (vlachos) » qui parle dans les comédies un mélange des divers dialectes du Nord, mais il est alors plus le stéréotype du paysan qu'une représentation du vlache. En fait, les types caricaturaux comiques appartenaient à quatre catégories spécifiques, de tous âges et de tous sexes : nouveaux riches (bourgeoise ou jeune frimeur principalement), professions libérales et intellectuelles, classes laborieuses (souvent cependant une bonne) ou « oiseaux de nuit » et petits malfrats (presque toujours masculins).
Le nouveau riche ponctue ses phrases de mots étrangers (français pour la bourgeoise ; anglais pour le jeune frimeur) et utilise l'accentuation étrangère dans sa prononciation du grec ; son vocabulaire très recherché est une référence cependant à la katharévousa tout en étant en réalité un révélateur de son absence d'éducation et de culture. Ainsi, la bourgeoise Pasta-Flora dans Une Famille loufoque (1965) emploie à tort et à travers « enfin », « impossible », « merveilleux » ; suggère des traductions approximatives (et comiques) de mots grecs en français ; mais elle passe son temps à se tromper dans ses références mythologiques. Dans le même film, Mikes, le jeune frimeur, a fait ses études à Londres et use de Hi, Bye, Sure, sure ; son égocentrisme lexical (la seule chose dont il parle est sa voiture de sport) fait qu'il ne se rend compte de rien autour de lui et est facilement dupé. Le membre d'une profession libérale et intellectuelle (avocat, mais parfois aussi professeur) a une langue recherchée, mais truffée d'archaïsmes, de katharévousa et de mots abscons typiques de sa profession et que nul ne comprend. Ses phrases sont longues, faites de circonvolutions, de vieux proverbes et de citations littéraires. Le membre des classes laborieuses déplace les accents toniques en ajoutant des « ς » finaux aux mots et fait des fautes de grammaire (principalement pour les conjugaisons les plus compliquées). Le petit malfrat utilise l'argot, dont des mots d'origine turque ou issus de la langue du mangas, ou raccourcit les mots (« méra » plutôt que « kaliméra » pour dire bonjour). En fait, la caractérisation de ces personnages se faisait par une exagération des lieux communs attendus par les spectateurs. En parallèle, l'utilisation des stéréotypes par les auteurs permet au spectateur d'identifier immédiatement à quel type de personnage il a affaire et d'entrer plus vite dans l'intrigue.
Cependant, le conflit linguistique entre les personnages, couple de héros (langue idéale, « normale ») contre stéréotypes comiques, avait une résonance plus large. Il exprimait en fait le conflit des années 1960 entre le pouvoir central unificateur et le « multiculturalisme » réel de la société. Les écarts de langage entraînent dans les films une incommunicabilité dont pâtissent les personnages hors normes (avant le happy end final). Cependant, l'effet comique prenait aussi une dimension politique : si la bonne fait des fautes de grammaire, finalement, le bourgeois ne vaut pas mieux ; le paysan est finalement sincère malgré ses idiotismes et le prétendu mangas renvoie finalement aux icônes du rebetiko, devenues positives dans cette décennie.
Le coup d'État de 1967 mit fin aux comédies sociales, dont certaines avaient même pu aller jusqu'à évoquer les communistes, sujet pourtant interdit (Au Vol ! crie le voleur, 1965). Sous la pression du régime, les comédies perdirent tout contenu politique ou social et furent coupées de toute réalité. Le discours engagé passa au Nouveau Cinéma Grec.

### Film en fustanelle

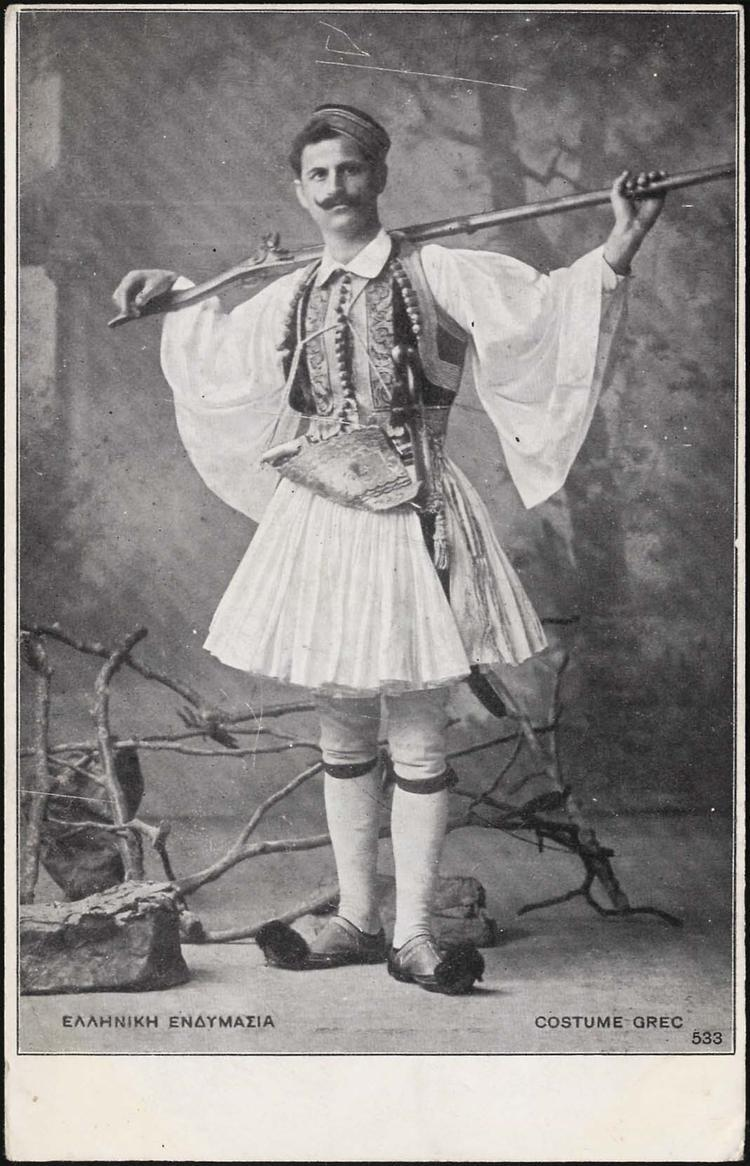
Reconstitution début XXe siècle de la fustanelle.

Le « film en fustanelle » est un des genres principaux du cinéma grec. Il fournit le premier long-métrage (Golfo) ; L'Amoureux de la bergère en 1932 fut le premier film parlant grec et sa version de 1956 le premier film grec en couleurs. Au total, entre 1955 et 1974, près de soixante-dix films en fustanelle furent réalisés. Pour la plupart de ces films, l'intrigue se déroule durant la seconde moitié du XIXe siècle ou au tout début du XXe siècle, toujours en période de paix, dans un passé grec réinventé. Le décor est un village de la montagne grecque où les habitants portent encore le costume traditionnel (le plus souvent la fustanelle). Ce genre est considéré comme le seul genre purement grec. Il se sépare entre deux sous-genres : l'idylle bucolique (les jeunes gens luttent pour leur amour et les coutumes ancestrales semblent empêcher toute fin heureuse) ou le drame social rural (l'idylle romantique est alors prétexte à la description des maux dont souffre la communauté rurale),. Il véhicule le concept de la « grécité » issue soit de la société et des coutumes traditionnelles (sous-genre de l'idylle bucolique), soit de la lutte ancestrale pour la liberté et la justice (sous-genre du drame social rural).
Les idylles bucoliques sont très souvent des adaptations de pièces de théâtre à succès de la fin du XIXe siècle (L'Amoureux de la bergère de Dimitrios Koromilas, Esmé, la petite Turque ou Golfo de Spiridon Peresiadis, etc.). Les villages de montagne et les paysages sont idéalisés. La représentation récurrente des coutumes traditionnelles (mariage, fêtes, superstitions, etc.) participe à cette idéalisation. Les habitants, en costume traditionnel, parlent la langue locale ou le démotique ; chantent des chansons folkloriques dont les thèmes se retrouvent dans la bande son. La société, idéologiquement homogène, est figée dans un idéal où riches et pauvres se respectent, s'estiment et connaissent leur place respective. L'intrigue tourne autour d'un couple aux amours contrariées principalement par la différence de classe. Leurs amours sont la seule cause des problèmes du village jusque là si tranquille, en menaçant de bouleverser l'ordre social établi,. Pour le maintien du statu quo social, le couple d'amoureux doit prouver à la communauté que cet amour est sincère afin qu'elle puisse l'accepter. Il devient alors l'exception à la règle sociale, renforçant celle-ci en prouvant sa capacité à s'adapter. La scène du mariage final, filmée quasi-ethnographiquement, montre le retour à l'harmonie au sein de la communauté villageoise, monde clos. Les riches prouvent leur générosité ; les pauvres ont l'espoir d'une ascension sociale. Cependant, la hiérarchie traditionnelle n'est pas bouleversée, chacun restant à sa place,.
Le drame social rural, parfois aussi appelé « western grec », comprend des films tels que Lygos le brave (1959), Myrtia (1961), Terre sanglante (1965) ou Les balles ne reviennent pas (1967). Il présente une société non-harmonieuse et est l'héritier des romans d'aventures dont le héros central est le klephte. L'histoire d'amour ne joue ici qu'un rôle d'intrigue secondaire : la jeune femme est courtisée à la fois par le pauvre berger et par le riche propriétaire. L'accent est mis sur le courage, la bravoure du héros, le pauvre berger, qui affronte l'exploiteur. L'histoire d'amour sert à souligner les tensions sociales, principalement l'oppression des pauvres par les riches. Ce qui commence comme un problème personnel devient le symbole de la souffrance de toute une communauté. Le pauvre berger renverse le statu quo et devient le « sauveur » des exploités qui en font leur porte-parole. Les conflits se résolvent souvent par la violence. La victoire finale du héros, qui épouse la jeune femme, est plus le triomphe de la justice que de l'amour,. L'interprétation de ce sous-genre reste aussi difficile que celle des romans klephtiques dont il est né. Il semblerait que l'ambiguïté fût liée aussi en partie à l'ambiguïté de l'attitude de la population vis-à-vis des véritables bandits : admiration de loin mais condamnation morale liée à la crainte qu'ils suscitaient. Les auteurs divergent donc. Pour certains, la distraction proposée offre la catharsis suffisante pour garantir le maintien de l'ordre social. D'autres, qui s'appuient sur le fait que la plupart des réalisateurs de ce genre ont une sensibilité de gauche, considèrent que ces films participent à la critique voire à la remise en cause de l'ordre social. Ces films peuvent alors être interprétés comme une parabole de la situation contemporaine : guerre civile et dictature.

### Mélodrame
Durant la période de l'âge d'or du cinéma grec (autour des années 1960), le mélodrame fut avec la comédie le genre cinématographique préféré du public. Il était pourtant le genre le plus codifié et le plus artificiel. Il fonctionnait en effet selon des règles très strictes. Il reposait invariablement sur une opposition (du type culpabilité/rédemption, pureté/perversion, campagne/ville avec parfois un mélange : campagne pure/ville corrompue), sur un rythme ternaire (avant : bonheur insouciant ; pendant : moment de l'opposition manichéenne accompagnée de catastrophes et de violences ; après : châtiment). Le scénario et les dialogues sont outrés au-delà du cliché. Le récit est linéaire, au point que le montage est une simple formalité, réduisant ainsi le coût de production. L'image n'est travaillée que pour rappeler les portraits photographiques de famille. Les personnages sont réduits à leur archétype : innocente victime ; méchant cruel, cynique et hypocrite ; justicier. La musique souligne à outrance les dialogues et surtout la gestuelle des acteurs. Les coups de théâtre (révélations, reconnaissance entre parents à la dernière minute) sont attendus tout en étant surprenants. C'est l'élément suprême : la distance ironique très présente permettant au spectateur de vivre sa catharsis sans cesser de savoir qu'il suit une fiction. Cependant, cette répétition de stéréotypes, principalement par la Klak Film, finit par lasser le public et peut expliquer le désintérêt pour le genre, mais aussi pour le cinéma en général à la fin des années 1960. Le genre et son « pseudo-réalisme » survécurent cependant, recyclés par la télévision.
Le mélodrame partage avec la tragédie antique le caractère inéluctable du destin. Cependant, dans le drame antique, le sort du héros avait une origine divine et il tentait de lutter, en vain. Dans le mélodrame du cinéma grec, l'origine est politique (promesses non tenues des hommes politiques dans L'Orgue de barbarie de 1955) et surtout sociale (différence de classes entre la femme issue du peuple, séduite et abandonnée, et son séducteur, bourgeois) et le héros ne fait rien car il n'a pas conscience de ce qui le menace irrémédiablement.
L'innocente victime dans le mélodrame est pratiquement toujours une femme, ou un enfant, mais cela revient au même car la femme est considérée, dans ce genre grec, comme éternellement mineure. Politiquement, cette représentation rappelle le statut d'opprimée, d'esclave soumise, de la femme dans la société grecque de l'époque. Rien ne lui était pardonné, ni dans la fiction, ni dans la réalité. Tout écart par rapport à la norme de soumission sexuelle à l'homme était puni ; dans la fiction par la mort. La femme grecque avait alors le choix dans le mélodrame comme dans la société entre les rôles de vierge, de mère ou de putain,. Elle est, dans la fiction, souvent mère mais alors très souvent mère célibataire souillée se sacrifiant, jusqu'à la prostitution (mais elle est déjà une femme déchue), pour nourrir son ou ses enfants : J'ai péché pour mon enfant (1950), Le Sacrifice de la mère (1956), Le Faux-pas d'une innocente (1959), Pure et souillée (1962), J'ai tué pour mon enfant (1962) ou Les Lanternes rouges (1964). Cette image « positive » de la mère n'est pas exclusive. Il existe des femmes allant jusqu'au bout de leur déchéance, quittant mari et enfants pour leur amant qu'elles suivent dans les bas-fonds. Elles expient leur éphémère moment d'égarement, vivant le reste de leurs jours dans le regret et la douleur de ne revoir jamais leurs enfants. L'Inconnue (1956), adaptation de Madame X d'Alexandre Bisson en est un des plus célèbres exemples. Amaryllis de Dínos Dimópoulos (1959) se termine par le suicide de la mère déchue à qui le mari vient d'interdire le retour auprès de ses enfants dans le foyer familial. La deuxième partie des années 1960 fut marquée par une évolution du thème : la femme déchue peut connaître la rédemption par le travail dans le cadre de l'émigration permettant de cacher la faute (Cœur brisé par la douleur de 1968). Aussi, les films et les héroïnes de Cacoyannis (Stélla, Marina ou Chloé) sont alors des exceptions puisqu'elles brisent le cercle infernal et acquièrent ainsi une véritable dignité d'être humain à part entière.
Si l'innocente victime n'est pas une femme, alors, c'est un enfant, « victime sacrificielle » (cf. infra, thème de l'enfant dans le cinéma grec),. Bien sûr orphelin ou abandonné car issu de la faute de la mère, il est la victime principale de violences qui lui sont infligées par la nature (froid surtout) et par les hommes (solitude, errance, coups, etc.) : Je vais vivre pour toi (1965). Cependant, jamais un enfant dans les mélodrames ne s'écartera du chemin de la vertu et de l'honnêteté : il travaille pour vivre et suit des cours du soir. Il est l'archétype du pauvre méritant. Dès lors, une fin heureuse l'attend : reconnu, il retrouve sa famille (Le Talisman de la mère, 1965) ; s'il est bâtard né du péché, son père se repent et épouse sa mère (Pourquoi m'as-tu abandonnée ?, 1965). Seul l'enfant de divorcés a un destin tragique (La Douleur unit deux cœurs, 1965).
La musique joue un rôle particulier dans le mélodrame, au-delà de sa présence nécessaire pour ajouter le « mélo » au drame. Les chansons font avancer l'action, elles ne constituent pas un intermède. Parfois même, elles indiquent aux spectateurs ce qui va se passer avant que les personnages ne s'en rendent compte. La musique participe aussi au succès populaire des films car c'est la musique populaire qui est utilisée. Le bouzouki est en effet le principal instrument dont jouent les personnages quand ils chantent leur tristesse ou leur malheur,.

### Comédie musicale
Le cinéma grec connut, toujours à l'époque de son apogée, dans les années 1950-1960, une vague de comédies musicales, dont l'un des réalisateurs principaux fut Yánnis Dalianídis. Comme les autres genres de l'époque (mélodrames ou comédies), la comédie musicale évoquait, avec une plus grande liberté de forme, les transformations de la société grecque. Les cultures traditionnelle et nouvelle pouvaient être juxtaposées, représentant la diversité du pays. Cependant, elles ne sont pas opposées mais présentées comme complémentaires. Les comédies musicales étaient parmi les films les plus chers, en raison de la nécessité de tourner dans des extérieurs attrayants (Rhodes, Hydra, les attractions touristiques de la capitale voire Paris), du prix des costumes et du nombre élevé d'acteurs, chanteurs et danseurs. Les comédies musicales étaient aussi les films les plus rentables : de 1962 à 1969, une comédie musicale occupa chaque année la première place du box-office. L'histoire de base était toujours une histoire d'amour. L'action était entrecoupée d'au minimum une demi-douzaine de numéros de chant et danse (comme c'était la règle dans toutes les comédies musicales du cinéma mondial). Les passages aux scènes musicales n'étaient que très rarement travaillé : les numéros arrivaient de façon abrupte. De même, musique et chanson étaient alors privilégiées tandis que la qualité esthétique de l'image était délaissée. En fait, les comédies musicales étaient souvent des comédies dans lesquelles il y avait un peu plus de musique que d'habitude. En effet, il était de tradition d'avoir au moins un numéro musical dans les comédies ; les acteurs et les réalisateurs étaient aussi les mêmes dans les deux genres,.
Dans les années 1960, au moment de l'apogée du genre, le thème majeur dans les comédies musicales grecques était les vacances et le tourisme : les personnages principaux sont en vacances ou travaillent dans le milieu du tourisme (Joyeux Départ de Dínos Dimópoulos dès 1954, Certains l'aiment froid en 1962 ou Des filles à croquer en 1965, Les Perles grecques en 1967 ou Sirènes et mauvais garçons en 1968, tous de Yánnis Dalianídis). L'idée était d'offrir le dépaysement mais aussi de montrer au public national (les films n'étaient pas prévus pour l'exportation) ce que pouvaient être les expériences alors nouvelles du temps libre et de la société de consommation. Pouvoir être un touriste, même dans son pays, était devenu alors un marqueur social, équivalent au fait de posséder une voiture ou vivre dans un immeuble moderne (des thèmes déjà présents dans la comédie). Cependant, si le temps libre est présenté de façon positive, les difficultés du monde du travail dans l'industrie touristique ne sont pas occultées car elles correspondent à une réalité connue du public. En fait, le milieu des années 1960 marqua aussi un tournant les comédies musicales. Avant, le spectateur était considéré comme un touriste potentiel ; ensuite, il était vu comme un « visité » et non plus un « visiteur »,.
Avant 1966, la comédie musicale grecque visait surtout un public jeune. Le rock n'roll et les nouvelles danses américaines, utilisés dans les films, montraient une Grèce moderne jusque dans ses loisirs. Musique et danse traditionnelles étaient alors délaissés. Après 1966, le tourisme est toujours un thème, mais dans le cadre de l'industrie du tourisme. Les personnages principaux ne sont plus en vacances : ils essaient de gagner leur vie. L'action quitte les stations balnéaires pour les vieux quartiers d'Athènes ou le vieux village d'une île. La musique est jouée au bouzouki et on danse le sirtaki, peut-être inspiré par le succès de Zorba le Grec. La modernité n'est cependant pas oubliée. Dans Les Perles grecques, le héros Fotis joue du bouzouki dans une taverne à touristes de Plaka. Il tombe amoureux de Mary, une bourgeoise qui joue de la guitare électrique. Pour elle, il accepte de se raser la moustache, symbole traditionnel de la virilité du musicien de rebetiko. Le discours sur le tourisme dans la comédie musicale se complexifia donc. Il continuait d'être célébré en tant qu'évasion potentielle (le spectateur comme visiteur), mais il était aussi présenté comme un travail à un moment où le nombre de touristes étrangers en Grèce explosait, passant d'un à trois millions entre 1966 et 1973 (le spectateur comme visité),.
Comme le cinéma grec dans son ensemble, la production de comédies musicales s'essouffla dans les années 1970, mais pas la popularité des films déjà diffusés. En 2001, Thanasis Papathanasiou et Michalis Reppas ont tenté de faire renaître le genre avec Silicon Tears.

### Cinéma expérimental et avant-garde
Le cinéma expérimental grec a une histoire assez courte. Pendant longtemps, un cinéma d'avant-garde en rupture avec la production traditionnelle ne pouvait exister, tant celle-ci était réduite. Les grands mouvements artistiques (cubisme, surréalisme, etc.) de l'Entre-deux-guerres ont existé dans les autres formes d'expression artistique (peinture, poésie, etc.), mais pas dans la production cinématographique. Il fallut attendre les années 1960 quand s'imposa la production commerciale, à la chaîne, de comédies ou de mélos, pour qu'il y ait une réaction dans le monde du cinéma. Il fallut cependant attendre aussi la fin de la dictature des colonels pour que le cinéma expérimental d'avant-garde pût réellement s'exprimer. Il n'exista cependant pas de grands mouvements grecs à l'image du cinéma underground ou du free cinema anglo-saxons. Le cinéma expérimental grec fut surtout le fait de quelques créateurs et de quelques œuvres, réalisées avec des moyens techniques et financiers très réduits, et très peu diffusés en dehors des festivals et des ciné-clubs. Avant les années 1970, un film comme Les Mains de 1962 resta une exception.
Kostas Sfikas peut donc être considéré comme l'un des rares réalisateurs de films expérimentaux grecs. Modelo (1974) est un plan fixe, en négatif ou couleurs primaires, sans son. À gauche de l'image, une rangée de machines, à droite une allée avec un portique, au fond, une passerelle. Parfois des silhouettes monochromes traversent l'écran sur la passerelle ou dans l'allée ; des objets de couleurs circulent sur un tapis roulant. Il s'agit de la mise sur pellicule d'une œuvre philosophique, en l'occurrence Le Capital, de Karl Marx. Selon Michaïl Savas, dans un texte pour la rétrospective Sfikas au festival international du film de Thessalonique 1993, « Modelo est la durée même en film ». Le film montre l'accumulation du temps sur un produit, mesurant l'accumulation de la quantité de temps de travail et donc de valeur. Dans Allégorie en 1986, Kostas Sfikas évoque de façon postmoderniste et dialectique, en se fondant sur le mot « allégorie » remontant dans la langue grecque à l'époque hellénistique, l'évolution de la Grèce à travers le temps, de l'Antiquité à l'époque byzantine puis aux années 1980,,.
Bio-graphia, récompensé au Festival du cinéma grec 1975, de Thanássis Rentzís, utilise des gravures de Chumy Chúmez colorisées et projetées selon une ancienne technique des frères Lumière, celle du lampascope. Ensuite, avec la technique du « collage-montage », il surimpose diverses images afin de souligner les rêves du narrateur dont il fait la biographie : dans son enfance, il rêve de sa mère ; dans son adolescence, il rêve de sa petite amie ; esclave du capitalisme, il rêve de sa liberté ; vieillard, il rêve de sa jeunesse ; mort, il rêve de ses funérailles ; après sa mort, il se rêve en Ulysse,,,. Antouanétta Angelídi, avec Idées Fixes - Dies Irae (Variations sur le même sujet) récompensé au contre-festival du cinéma grec 1977, ou Topos (1985), explore les liens entre art et féminin. En 1976, Maria Gavala s'interroge sur la création cinématographique dans Narration/Aventure/Langage/Silence. Stávros Tornés, avec Balamos (1982), Karkalou (1984), Danilo Trelès (1986) ou Un héron pour l'Allemagne (1987), abolit toute narration. Ses films partent d'une idée mais ne suivent jamais un scénario qui emprisonne, déclara-t-il sur ET1 à l'occasion d'un festival de Thessalonique. Ils ont alors l'esthétique étrange des rêves. Il n'y a pas réellement de personnages, les corps des acteurs servant à évoquer des archétypes,.

### Documentaires et courts-métrages

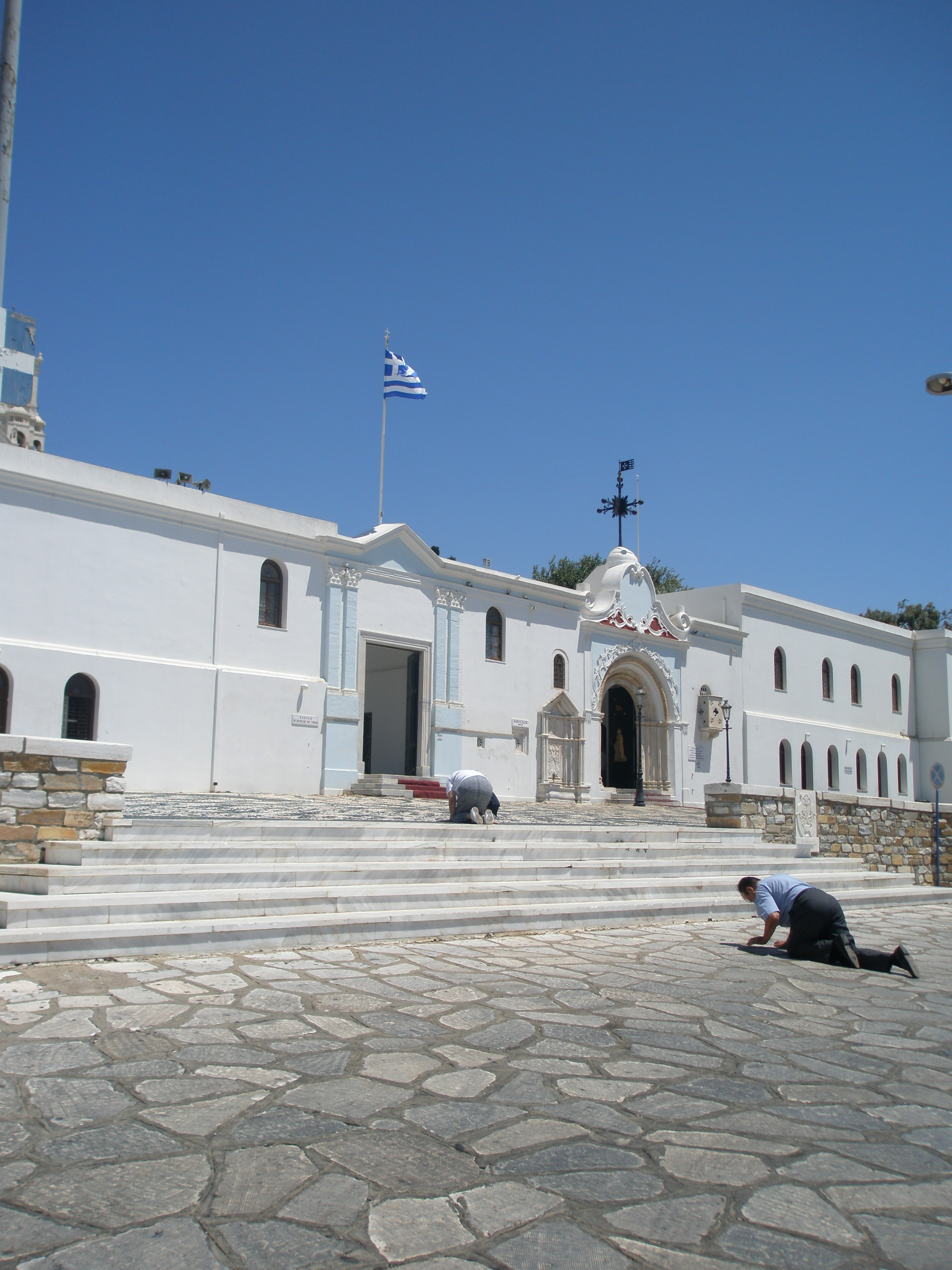
La Panagía Evangelístria de Tinos, qui fit l'objet de multiples documentaires.

À l'origine, les premiers films grecs n'étaient que des courts-métrages : les Spyridion, les Michaïl ou les Vilar, le long-métrage étant l'exception. De même, hormis les films des comiques, il était difficile de faire la différence entre courts-métrages, films d'actualités et documentaires,,,,,. Nombre de jeunes réalisateurs choisirent le genre du documentaire pour leurs premiers courts-métrages, principalement pour des raisons financières (pas d'acteurs, de costumes, une équipe moindre, etc.). De plus, le documentaire s'exporte mieux aussi, puisque la barrière de la langue est moins importante : le commentaire est plus facilement traduisible et moins important que des dialogues. Le genre du court-métrage s'autonomisa à partir des années 1960, restant un moyen de formation pour les jeunes réalisateurs, toujours pour des raisons financières. Cependant, tous les réalisateurs de courts-métrages n'ont pas fait de longs-métrages : certains n'ont jamais réussi à en réaliser, d'autres sont restés dans le genre du court,.
Le cinéma grec a produit de très nombreux documentaires. Dans les premières années, il était donc difficile de faire la différence entre films d'actualités et documentaires, aussi bien pour les travaux des frères Manákis que pour Petits Princes dans le jardin du palais en 1911, L'Incendie de Thessalonique tourné par un réalisateur inconnu en 1917 ou les images de Dimítrios Gaziádis sur la guerre gréco-turque (1919-1922). Les évolutions se firent dans les années suivantes. Gabriel Longos tourna au début des années 1920 des documentaires, en caméra cachée, dans les quartiers pauvres d'Athènes,,. En 1928, Dimitris Meravidis, originaire de Constantinople où il avait réalisé ses premiers films dès 1903, tourna les documentaires Tinos et Karystos en Eubée méridionale. Prodromos Meravidis réalisa quant à lui en 1933 Volos et le Pélion. Cependant, avec la Seconde Guerre mondiale, le documentaire reprit un aspect reportage d'actualités : Prodromos Meravidis tourna sur le front albanais par exemple,.
Ces documentaires essayaient de restituer les particularités des régions évoquées, sans tomber dans le pittoresque ou le folklorique facile. Il ne s'agissait pas de films promotionnels destinés à attirer les touristes. Cette exigence se poursuivit après les conflits qui touchèrent la Grèce dans les années 1940 : Crète (1946) ou La Panaghia du monastère de Voulkanon (1948) de Prodromos Meravidis ; Kalavryta (1945) de Gabriel Longos ; Corfou (1953) de Yánnis Panayotópoulos. Cette démarche fut entérinée en 1953 par Roussos Koundouros lorsqu'il créa l'Institut du cinéma culturel et scientifique. Il produisait des documentaires médicaux et scientifiques, mais aussi des films plus généraux : Olympie (1956), Pâques dans un village grec (1958), La Vie dans les Agrapha de Thessalie (1961). Vassilis Maros s'inscrivait aussi dans cette ligne, avec son Kalymnos, l'île des pêcheurs d'éponge (1963) ou Le Bouzouki (1973). Sa Tragédie de l'Égée fut récompensée au Festival de Thessalonique en 1961. Il tourna dans d'autres domaines, comme pour son Katina Praxinou et le théâtre antique de 1959,,.
Les jeunes réalisateurs des années 1960 firent prendre un tournant au documentaire grec, d'abord esthétiquement mais aussi en le liant à la fiction. Tákis Kanellópoulos, avec Mariage macédonien en 1960 fut à l'origine du changement formel. Le modernisme cinématographique accompagnait la description de la modernisation du pays. Les sujets restaient les mêmes qu'auparavant : le monde rural en transformation ou les quartiers urbains accueillant les ruraux déracinés, comme le Gazi (quartier industriel d'Athènes) de Dimitris Stavrakas en 1967, filmé de façon distanciée ; La Roue (1964) de Theodoros Asamopoulos était à la limite du surréalisme. En parallèle, les cinéastes incluaient le documentaire dans leurs fictions ou la fiction dans leurs documentaires. Quartier Le Rêve en 1961 d'Alekos Alexandrakis en fut un précurseur, suivi par La Lettre de Charleroi de Lambros Liaropoulos en 1967,,.
Durant la dictature, les documentaires se firent rares, mais les cinéastes enregistraient les images qui leur permirent après la chute du régime d'en écrire la chronique. Il sembla même un temps, dans les premières années qu'il ne se réalisait pratiquement plus que des documentaires. Mégara récompensé à Thessalonique en 1974 en est un exemple : il décrit les luttes sociales des paysans de Mégaride. Lutte de 1975, œuvre collective, fait le récit de la période de la junte. Cette tendance au documentaire politique se poursuivit jusqu'au début des années 1980. L'idée était alors de montrer les luttes des individus contre l'oppression. Cependant, avec les victoires successives de la Néa Dimokratía et le dogmatisme du parti communiste, la dénonciation politique vira au conformisme et aboutit à une impasse créative,,,. Ainsi, pour Yannis Soldatos, en 1977, alors même que le Nouveau Cinéma grec s'imposait pour les longs métrages, les courts métrages entrèrent dans une période de crise, avec une baisse de la qualité, mais pas de baisse de la quantité de films produits. Selon lui, l'inventivité et l'originalité ne sont plus au rendez-vous. Par exemple, en 1978, Émission en direct de Phoïbos Konstantinidis présenté pourtant en compétition à Thessalonique, censé être une satire de la télévision s'en fait finalement l'avocat et en justifie l'existence.
Un nouveau tournant dans le documentaire grec fut initié en 1982 par Theo Angelopoulos et son Athènes, retour sur l'Acropole : celui d'une personnalisation plus grande de l'œuvre avec une réelle implication du réalisateur. La capitale est racontée tout au long de divers itinéraires personnels du réalisateur et de ses contemporains. Dimitris Mavrikios racontait autant son évolution propre qu'il traitait ses différents sujets tout au long de ses réalisations, de Ponts sur la Mer ionienne en 1986 à Ænigma est en 1990. En mars 1999, le festival de Thessalonique créa un festival spécifique aux documentaires. En plus de la compétition officielle, le premier festival du documentaire de Thessalonique présenta diverses rétrospectives : l'une sur l'« enregistrement de la mémoire » avec un documentaire sur les Juifs de Thessalonique ; une « anthologie du documentaire grec » et un hommage à Mavrikios avec la programmation d'une intégrale de son œuvre.
Les courts-métrages n'étaient pas encore séparés des documentaires lors des premières semaines du cinéma grec de Thessalonique au début des années 1960 : un prix était remis pour le meilleur court-métrage ou documentaire ; les films en compétition étant en majorité des documentaires. Yannis Soldatos, auteur de la principale histoire du cinéma grec, ne consacre de chapitres aux courts-métrages qu'à partir de cette même semaine du cinéma grec 1960. Pour lui, il ne semble pas y avoir de nette séparation avant, durant la période qu'il appelle la « Préhistoire du documentaire et du court-métrage ». En 1966, pour la première fois le festival de Thessalonique donna un prix pour un documentaire et un prix pour un court-métrage de fiction. En décembre 1970, se tint à Athènes, le premier festival du court-métrage, rebaptisé Festival panhellénique du court-métrage l'année suivante. Il présentait indifféremment documentaires et courts-métrages de fiction. Il ne connut que trois éditions. En 1978, fut créé le festival du court-métrage de Dráma qui accepte tous les courts-métrages (fiction, documentaire et animation) dans tous les formats (du 35 mm au super-8).
En 1945 sortit le premier (et pour longtemps le seul) film d'animation grec, le court-métrage O Doútse afiyeítai (Le Duce raconte), mais ce fut encore Prodromos Meravidis, le grand spécialiste des documentaires alors qui travailla à la photographie,. En 1961, alors qu'un documentaire sur le Magne remportait le prix au festival de Thessalonique et que le documentaire Thasos de Tákis Kanellópoulos était présenté au festival international du film de Moscou, Costas Ferris réalisait son premier court-métrage Les Paupières brillent, adaptation de deux rebetikos et Dimitri Galati proposait un court-métrage comique Contrariétés. L'année suivante, les grands réalisateurs des décennies suivantes présentèrent des documentaires ou des courts à Thessalonique : le documentaire scénarisé sur le tourisme, Athènes XYZ de Dimítris Kollátos (prix du meilleur documentaire / court métrage) ; Egainia, documentaire scénarisé et aux images inspirées du néo-réalisme italien, de Kostas Sfikas ; La Paix et la vie d'Ado Kyrou est une adaptation d'un poème d'Odysséas Elýtis sur une musique de Míkis Theodorákis ; enfin, Lacrima rerum de Nikos Nikolaïdis est aussi une adaptation de poème : Lacrima rerum de Lampros Porphyra. Dimítris Kollátos remporta à nouveau le prix à Thessalonique en 1964 avec Les Oliviers court-métrage sur le mariage forcé en Crète, un des rares courts qui ne fut pas un documentaire encore cette année-là. En 1966, Pantelís Voúlgaris, avec son court-métrage Jimmy le Tigre, remporta le prix à Thessalonique en 1966 ; pour la première fois le festival donnant un prix pour un documentaire et un prix pour un court-métrage de fiction,. Deux ans plus tard, Theo Angelopoulos remportait le prix de la critique à Thessalonique pour son court-métrage L'Émission qui dénonçait déjà les travers de la télévision. Le festival de 1969 récompensa Tsouf, le second film d'animation grec de l'histoire. Celui-ci fut cependant considéré alors comme le premier, O Doútse afiyeítai ayant été oublié, au point que l'historien Yannis Soldatos, qui avait pourtant évoqué ce film dans le premier tome de son œuvre considère lui aussi Tsouf comme le premier film d'animation grec,. En 1971, ce fut encore un court-métrage d'animation, Sssst ! de Thódoros Maragkós, qui s'imposa à Thessalonique.
Le festival de Thessalonique en 1979 ne remit pas moins de six récompenses à des courts métrages : quatre prix du meilleur court-métrage : le premier à un documentaire Le Peintre Téofilos de Giorgos Karypidis, le troisième prix à un film d'animation Péripatos de Stratos Stasinos et les deuxième et quatrième à des courts-métrages de fiction (Méta de Nikos Panathanassiou et Film de chambre de Maria Nikoloakopoulou) ; le prix Vellidi à Maria Evangelliou de Léna Voudouri et le prix de l'Union panhellénique des critiques de cinéma, la PEKK à Bety de Dimitris Stavrakas. L'année suivante, le jury monta à six prix pour trente-un courts et documentaires en compétition, contre seulement neuf longs métrages en compétition,. Le record fut dépassé en 1981, avec 38 courts et documentaires en compétition et encore six prix (dont deux pour un court de fiction, un pour un documentaire, un pour un court d'animation et un pour un court expérimental),. Le Festival du court-métrage de Dráma prit alors de plus en plus d'ampleur, au point qu'en 1987, le ministère de la Culture le reconnut officiellement, entraînant d'ailleurs une remise à zéro des compteurs, puisque le festival de 1987 est considéré comme le premier Festival du court-métrage de Dráma. L'année suivante, pour le « deuxième » Festival de Dráma, comme il fut très vite désigné, quarante-cinq films furent présentés. Au huitième festival de Dráma en 1993, 81 courts métrages furent en compétition. Nikos Triandaphyllidis qui reçut le premier prix réalisa encore quelques documentaires, tandis que Fílippos Tsítos, second prix, a depuis une carrière internationale avec des longs métrages à succès. Il remporta aussi le premier prix lors de l'édition de 1996 avec Charleston.

### Films érotiques et pornographiques
Les lois de censure interdisaient les scènes de sexe, depuis la dictature de Metaxás. Cependant, avant et après, des scènes de nu pouvaient exister dans les films grecs (Daphnis et Chloé en 1931 ou La Fausse Livre d'or en 1955), avec plusieurs nuances. Elles étaient presque toujours du nu féminin. Elles sublimaient le corps féminin, car les femmes étaient représentées au cinéma soit comme des anges, donc avec un nu quasiment asexué, soit comme des anges déchus et dans ce cas elles n'étaient pas représentées nues. Et c'est la dernière nuance : le nu ne devait être ni choquant, ni provocateur car la société patriarcale avait peur du corps féminin. Les mâles dominateurs dans cette société, bien que fascinés par le corps féminin, ne pouvaient en accepter les réalités biologiques et psychologiques, principalement le désir féminin. Ce ne fut qu'à la fin des années 1950 que ce thème commença à être abordé au cinéma. En 1958, La Lagune des désirs ou Ayoupa évoquaient la sexualité et surtout la sexualité féminine, avec des scènes non explicites, mais suffisamment réalistes pour poser un problème à la distribution. Dans le sillage de ces films, considérés comme intellectuels et engagés, s'engouffra toute une série de films à petit budget, à scènes explicites au nom d'un discours politico-social qui entraîna une certaine confusion, autant chez les intellectuels de gauche que chez les censeurs,.
La censure inventa alors la mention αυστηρώς ακατάλληλο (afstiros akatallilo, « strictement déconseillé »). Évidemment, le label joua en faveur du film, attirant le public masculin. Des salles se spécialisèrent dans ce type de films, souvent pour résister à la concurrence de la télévision, comme le Rosi-Clair, fondé en 1913, même si elles se trouvaient plutôt dans les banlieues nouvelles. Une technique fut mise au point dans les années 1960 pour contourner la censure et son « strictement déconseillé » : le τσόντα (tsonta, « rajout ») en langage populaire. Des scènes pornographiques, tournées dans des décors différents avec des acteurs différents, étaient ajoutées, à la projection, par les propriétaires de la salle à des films « soft » qui avaient obtenu l'aval de la censure. Cette pratique faisait évidemment une publicité efficace pour ces salles.
À partir de 1969, ces artifices ne furent plus nécessaires quand se développa l'industrie du « porno soft », avec l'aval tacite de la dictature des colonels. Dans les années 1970, entre une vingtaine et une trentaine de films pornographiques soft furent tournés chaque année, pour un total d'un peu plus de 180 sur la décennie. Dans les années 1980, l'industrie se tourna vers des films de plus en plus hard-core, liés au marché de la vidéo. Le porno soft grec rencontra un fort engouement public. Ainsi, en 1975, Le Voyage des comédiens d'Angelopoulos, avec pourtant 205 000 entrées, se classa au box-office loin derrière Du Miel sur son corps, Mon Corps sur ton corps ou Des Femmes en manque de sexe, etc. Pourtant, ces films n'avaient ni scénario, ni véritables acteurs. Ils étaient tournés sur des îles ensoleillées pour un prix dérisoire. Des actrices devinrent toutefois de véritables vedettes éphémères, comme Tina Spathi ou Kaiti Gini. La star incontestée du genre reste cependant Kóstas Gouzgoúnis, la figure du mâle viril par excellence. Il a effacé des mémoires d'autres acteurs comme Tely Stalone (le Grec le plus « grand ») ou Pavlos Karanikolas (le Grec le plus « long »). Le principal réalisateur du genre fut Omiros Efstratiadis qui avait commencé par des mélodrames dans les années 1960 puis qui finit avec des séries télévisées à partir des années 1990. Il réalisait ses films en deux versions : l'une « soft » pour le marché grec et l'autre plus explicite pour l'exportation (et réimportation). Il était le spécialiste des films aux trois S : « soleil, sexe, souvlaki » qui fonctionnaient très bien à l'exportation. Son film le plus célèbre, devenu culte, est Des Diamants sur son corps nu de 1972.
A posteriori, les critiques voient dans cette vogue du porno-soft une façon pour les mâles grecs de se rassurer face aux transformations des années 1970. Alors que, dans la réalité, la sexualité féminine commençait à s'épanouir, dans les films, la phallocratie se perpétuait. Les critiques considèrent aussi ces films comme une résurgence de l'irrévérence des comédies d'Aristophane. Les scénarios combinent en effet scènes de sexe et scènes de comédies, souvent des parodies de films célèbres. Kóstas Gouzgoúnis est aussi connu pour ses répliques comiques surréalistes (car sans lien avec l'action). Le succès commercial des films porno-soft fut très important. Il semblerait que ces revenus aient contribué au financement des autres films des années 1970, ceux du Nouveau Cinéma grec. Ainsi, au box-office de 1974, les 21 films porno-soft attirèrent plus de 800 000 spectateurs. L'année suivante, les six premiers films au box office étaient des films érotiques ; en 1976 huit se classaient dans le top-ten.
Jusqu'au milieu des années 1970, les scènes furent principalement hétérosexuelles et lesbiennes. Les scènes homosexuelles masculines se développèrent ensuite, et toujours selon le cliché d'un passif « grande folle » et d'un actif très grec, viril et poilu. Jusqu'au début des années 1980, le pénis, omniprésent, était cependant peu visible. Cela changea alors sous la double impulsion des films étrangers importés et des productions Elite Films du producteur, réalisateur, distributeur et probablement proxénète « le Grand Berto », qui n'est toujours connu que sous ce pseudonyme hommage au Bernardo Bertolucci du Dernier Tango à Paris. Cependant, très vite sa production ne fut plus diffusée qu'en vidéo. L'importation de films étrangers plus hard vint aussi concurrencer la production locale qui périclita.
Dans Le Voyeur de 1984, devenu culte, un jeune acteur porno rencontre son héros Kóstas Gouzgoúnis. Il lui déclare « Maître, vous m'avez tout appris […] dans vos films que je voyais au Rosi-Clair ». La réponse est le bilan et la clôture de la grande époque du cinéma porno-soft grec : « Oui, c'était le bon temps, pur et moral, quand tous les films pornos étaient fondés sur la tradition chrétienne et les idéaux patriotiques grecs ». Ces films érotiques connaissent dans les années 2000 un succès vidéo et DVD, avec un côté culte et kitsch : un festival annuel à Athènes leur rend hommage.

### Questionnement sur l'identité nationale
Une des grandes questions que se pose la création cinématographique grecque, comme le reste de la création artistique, ou le monde politique, est celle de la « grécité » : la définition de l'identité nationale, réconciliant le passé antique, l'époque byzantine et la société moderne, sans oublier d'intégrer la période ottomane,. La question ne se pose cependant pas en termes purement nationalistes. Il n'est pas question d'un concept de cinéma national grec. En effet, parmi les plus grands réalisateurs et techniciens se trouvent des personnalités nées hors de Grèce : le Hongrois Joseph Hepp, les Italiens Filippo Martelli ou Giovanni Varriano, les Américains Jules Dassin ou Walter Lassaly. Parmi les plus grands films du pays, certains sont plus étrangers que grecs : Jamais le dimanche, Zorba le Grec voire les derniers films de Theo Angelopoulos. Les films grecs les plus récents mettent au centre du récit de nouvelles figures du héros, issues de l'immigration et de la marginalité identitaire et sexuelle (L'Autre mer ou Strélla).
Ce travail sur la question de l'identité nationale s'est fait aussi bien sur un plan technique que scénaristique. Les quarante premières années du cinéma grec sont restées marquées par l'esthétique du karaghiosis (théâtre d'ombres populaire) et surtout des icônes byzantines. Celles-ci avaient une organisation de l'espace et de la lumière bien particulière avec par exemple le point de fuite au niveau du spectateur : les personnages de l'icône regardent plus qu'ils sont regardés. De même, le karaghiosis est essentiellement un art plat. Le cinéma grec, au moins jusqu'à la fin des années 1940, chercha ses marques en termes de profondeur, d'organisation visuelle de l'espace ou de contrôle des contrastes du noir et blanc. De même, les sujets « grecs » étaient peu ou difficilement présentés. Le grand producteur Filopímin Fínos disait préférer faire « une bonne imitation d'un film hollywoodien » plutôt qu'un « mauvais film grec ». La censure et les nécessités commerciales ont donc limité le champ d'expression.

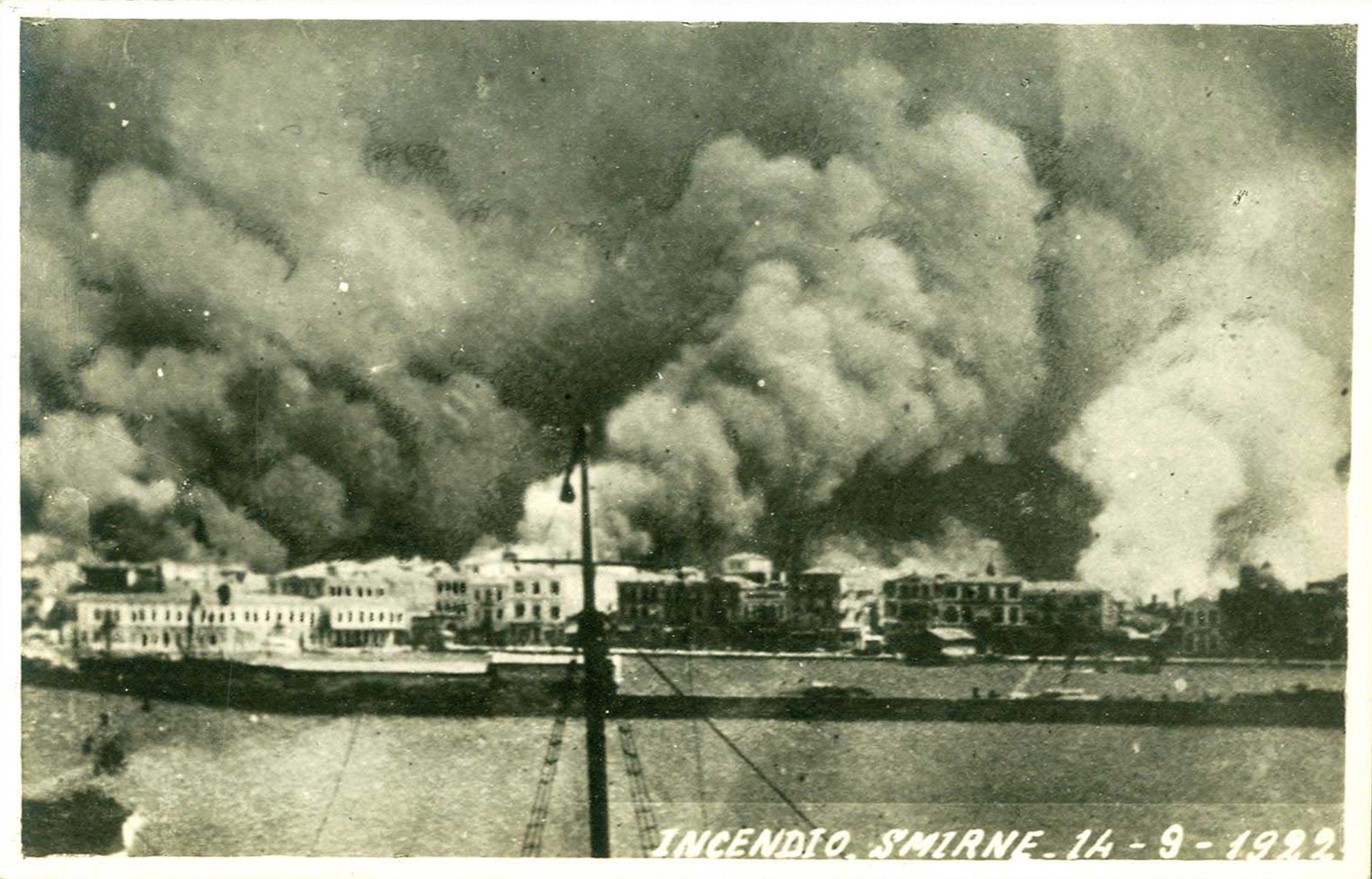
L'incendie de Smyrne.

La mobilisation des cinéastes sur le front de la guerre gréco-turque (1919-1922) participait à la propagande politique en faveur de la Grande Idée. Certains réalisateurs se prirent au jeu : Dimítrios Gaziádis envisagea d'utiliser les images qu'il tournait en Asie mineure pour faire la chronique de sa reconquête dans un film intitulé Le Miracle grec. Le film resta inachevé. La « Grande catastrophe » et l'échange de populations qui suivit, au début des années 1920, réactivèrent la question de l'identité qui devint un élément prépondérant de la vie politique du pays et qui eut des conséquences pour le cinéma qui se développait. Des thèmes récurrents dans les films se mirent alors en place : la peur de l'expulsion (provenant des Grecs chassés d'Asie mineure) et la peur de perdre le contact avec ses racines (qui concerne aussi bien les Grecs d'Asie mineure que les Grecs « autochtones » envahis par les « rapatriés ») ; le mythe du village de montagne pur face à la ville envahie de réfugiés ; l'importance de la religion orthodoxe et de l'Antiquité classique, finalement seuls éléments d'unité entre « autochtones » et « rapatriés ». La « grécité » prenait forme dans le cinéma grec. Pavlos Nirvanas, scénariste d’Astéro et de La Bourrasque expliquait qu'il cherchait à écrire des personnages qui étaient Grecs, ressentaient comme des Grecs, se comportaient comme des Grecs, parlaient comme des Grecs et tombaient amoureux comme des Grecs,. Les images des combats d'Asie mineure de Gaziádis furent réutilisées dans des films destinés à remonter le moral de la nation, en exaltant ses valeurs morales, comme dans La Bourrasque. Par ailleurs, la captation de la représentation du Prométhée enchaîné d'Eschyle mise en scène par Ángelos Sikelianós à Delphes, intitulée Les Fêtes delphiques, fut l'occasion de recherches esthétiques particulières. Gaziádis et son directeur de la photographie Dimitris Meravidis cherchèrent à créer une image semblable à celles des vases grecs antiques tandis que les plans devaient exprimer l'intemporalité de la tragédie grecque antique.
Après la Seconde Guerre mondiale, la Grèce fut déchirée par la guerre civile et sa société fut profondément transformée par une « modernisation » (en fait une occidentalisation) extrêmement rapide. Si le questionnement sur la division politique lui fut longtemps interdit par la censure, le cinéma put s'intéresser aux évolutions sociales, souvent dans le cadre de mélodrames néoréalistes comme Pain amer ou La Terre noire. La Fausse Livre d'or est un film à sketches dans lequel chaque épisode (lié aux autres par l'histoire de la fausse pièce) dispose d'une lumière, d'une musique, d'un décor et même d'un idiome différents. Cependant, l'ensemble forme un tout, afin de présenter une société grecque diverse et complexe mais dont l'unité globale reste intacte malgré les difficultés et traumatismes de l'époque. Il en est de même dans les représentations de la société dans les comédies musicales des décennies 1950 et 1960, les cultures différentes (traditionnelle et moderne) sont présentées comme finalement complémentaires et non opposées. Avec la standardisation de la production cinématographique de masse, les personnages proposés à l'écran perdirent toute profondeur et donc toute réalité, entérinant et acceptant le délitement du lien social auquel les spectateurs assistaient dans leur vie quotidienne. De même, le personnage central des comédies de cette époque, provincial monté à la capitale pour y faire fortune renvoyait les spectateurs à leur propre destin. Les concessions qu'il était obligé de faire (perdre son accent régional, apprendre de nouveaux usages, etc.) faisaient miroir aux compromis des spectateurs eux-mêmes. Le cinéma participait de la mise en place et de l'acceptation d'une nouvelle société et finalement d'un nouveau Grec, avec une nouvelle identité nationale, moderne et occidentalisée. Dans les mélodrames des années 1960, principalement ceux de la Klak Film, un des thèmes récurrents, en lien avec la réalité sociale, était l'émigration, et les conditions poussant à l'émigration. La souffrance devint alors un élément de l'identification nationale : le lien ne se créait pas par un sentiment d'appartenance à une nation forte, mais par une émotion commune : la souffrance dans l'adversité. Les « films en fustanelle », quant à eux, servaient de contre-point, rappelant, avec la nostalgie pour un temps révolu, les valeurs traditionnelles, toujours prisées par la censure.
Le genre du « film en fustanelle » est considéré comme le seul genre purement grec. Il véhicule le concept de la « grécité » en rappelant les coutumes et les luttes rurales ancestrales, mais aussi en choisissant, dès l'avènement du parlant, le démotique plutôt que la katharevousa. Le cinéma, une des principales formes de loisirs populaires, légitimait la langue populaire. Le « film en fustanelle », genre très prisé, donnait ses lettres de noblesse à la culture populaire,. La taverne (Stella, femme libre, Jamais le dimanche, Evdokia, etc.) est souvent un élément important du récit. Elle a un double rôle. Elle est le lieu d'une expression (typiquement grecque) de la virilité avec la danse ; elle est le lieu où certaines femmes affirment leur émancipation. La taverne est aussi un des lieux définissant la grécité.
Dans les années 1970-1980, les cinéastes conservateurs, comme Dínos Dimópoulos, continuaient à décrire la grécité comme une donnée éternelle, immuable et assumée consciemment par la population grecque. Ils la situaient dans les petits villages reculés, pas encore touchés par la modernité où régnaient encore les traditions et les couleurs grecques éternelles. De son côté, le Nouveau Cinéma grec explorait les mutations radicales de l'identité nationale, avec une forme cinématographique oscillant du réalisme au poétique afin d'exprimer l'atmosphère changeante de la période. Il tenta d'explorer les différents aspects de la société grecque (classes sociales, villes, histoire, etc.) et d'en décrire l'identité et sa construction (mythes, discours, crises existentielles, etc.) dans un nouveau discours sur la « grécité », plus « authentique » afin de donner au spectateur grec « la possibilité de découvrir la Grèce, les Grecs, leur façon de vivre, et leurs problèmes » comme l'écrivait Synchronos kinimatografos dans un article consacré à ce problème de la grécité au cinéma dans son no 5 de l'année 1975.
La victoire électorale du PASOK en 1981 fit à nouveau évoluer la définition au cinéma de l'identité nationale grecque, plus ou moins inaugurée par le film Quand les Grecs… de Lakis Papastathis cette année-là. La définition de la grécité devint auto-référentielle et insistait sur le caractère unique (et donc en danger) de la nation grecque. L'identité nationale se fixa alors dans la lutte historique contre toutes les oppressions (étrangère, politique ou sociale). Ainsi, Quand les Grecs… modernise la tradition du film en fustanelle, évoque les combats des klephtes pour l'indépendance nationale, le tout dans des paysages antiques. Ces thèmes sont déjà en gestation aussi dans l’Alexandre le Grand de Theo Angelopoulos dès 1980. En 1983, le Rebétiko de Costas Ferris développe le mythe de la résistance à l'oppression en évoquant le sort des rapatriés d'Asie mineure lors de la « Grande Catastrophe » via le groupe social marginal des rébétès, interprètes d'une musique, le rebetiko, authentiquement grecque, symboles de l'opposition aux dictatures militaires dans les années 1960-1970 avant de devenir grand public dans les années 1980,. Cependant, l'absence de censure permettait aussi la critique de ce nouveau discours national. Ainsi, les comédies satiriques de Níkos Perákis (Arpa-Colla en 1982 et surtout Planque et camouflage de 1984) se moquaient du mythe de la résistance éternelle à l'oppression, élément constitutif de la grécité.

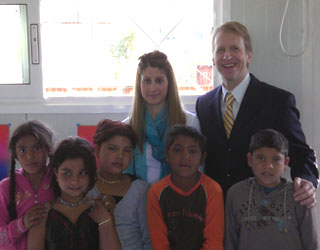
Enfants roms à Aspropyrgos en Attique (2008).

À partir des années 1990, la population grecque se diversifia, perdant son homogénéité hellénophone et orthodoxe, la nouvelle génération de réalisateurs et scénaristes proposa des films traitant des différentes identités composant la nouvelle Grèce. En fait, les migrations concernant la Grèce changèrent de direction : le pays cessa d'être un lieu d'émigration pour devenir un lieu d'immigration et d'accueil. Le village cessa d'être un paradis perdu dont on se souvenait avec nostalgie depuis l'autre bout du monde. Par contre, la Grèce se peupla de véritables étrangers, intrinsèquement différents (venant du Moyen-Orient ou de plus loin) ou fondamentalement similaires ancrant à nouveau la Grèce dans le monde des Balkans (Albanais principalement, mais aussi Turcs avec qui la Grèce a des liens cinématographiques forts). Le Regard d'Ulysse est ainsi le film symbolique de cette réinscription de la Grèce dans les Balkans. Par ailleurs, la société est déconstruite par une « microhistoire » de « microcommunautés », exception signifiante, chacune étant cependant un élément d'une entité nationale plus large. Au-delà de la critique désabusée d'un personnage de Sous ton Maquillage de Vangelis Seitanidis en 2009 : « Tous les films grecs aujourd'hui ne parlent que des immigrés albanais », il semble en effet que les films grecs ne parlent plus du Grec en tant que tel, mais, à l'image de ce que faisait Hérodote, utilisent l'étranger pour définir, en miroir, le « Grec » devenu insaisissable, voire devenu étranger dans son propre pays. L'aboutissement du raisonnement se fit dans 100 % grec de Fílippos Tsítos en 2009, où un Grec, xénophobe par désœuvrement et manque d'imagination, finit par découvrir que sa mère est en fait albanaise (elle ne parle plus qu'albanais depuis son attaque) et qu'il a un demi-frère immigré albanais. C'est alors, la (mère)-patrie elle-même qui est devenue une inconnue aux origines insaisissables. En parallèle, la multidiffusion à la télévision des films de l'âge d'or rappelle le mythe d'une communauté nationale homogène, qui n'a jamais existé.

### L'enfant
La figure de l'enfant dans le cinéma grec connaît deux périodes, comme le cinéma lui-même, délimitée par la dictature des colonels. Dans la vingtaine d'années de l'apogée de la production cinématographique (années 1950 et 1960), l'enfant est souvent présenté comme une « victime sacrificielle » métaphore des tensions, sous-jacentes et inavouées en raison de la situation politique autoritaire, de la société grecque. Les personnages d'enfant sont beaucoup plus présents dans les mélodrames (Maman, je veux que tu vives en 1957 ou La Douleur unit deux cœurs de 1965) et comédies dramatiques que dans les comédies. Il est alors orphelin obligé de travailler pour survivre : Le Petit Cireur (1963) ou Le Petit Marchand (1967) tous les deux de María Plytá. S'il ne l'est pas, sa présence, bouche à nourrir supplémentaire, ajoute aux malheurs de sa famille. Les personnages d'enfant ont pour but de susciter l'émotion : la petite fille mourant de faim dans La Fausse Livre d'or (1955) de Yórgos Tzavéllas, les enfants noyés par la faute de la jalousie des adultes dans La Fille en noir (1956), le petit muet dans Fin de crédit (1958) tous deux de Michel Cacoyannis. Jusque pendant la dictature, la souffrance de l'enfant est utilisée comme métaphore de la souffrance du pays. Le court-métrage Le Lit de Takis Papayannidis (1972) est lu comme un parallèle entre l'occupation allemande et le régime des colonels : un petit garçon récupère le lit de son voisin et ami, enfant juif déporté. Son hurlement silencieux est pour les critiques comme une dénonciation de l'horreur du monde étouffant des adultes.
Après la dictature, la thématique change. La disparition du cinéma populaire remplacé par la télévision en est la première explication. Le développement du cinéma d'auteur est cependant la principale raison. Le personnage de l'enfant devient le porte-parole voire l'incarnation à l'écran du cinéaste (parfois interprété par les enfants mêmes du réalisateur). Invincibles Amants (1988) de Stavros Tsiolis raconte le périple d'un enfant de son orphelinat athénien à Tripolis, ville natale du réalisateur qui revient lui-même à la réalisation après quinze ans sans tourner. Le jeune héros de 15 août de Constantin Giannaris (2001) passe son temps à filmer sa famille et le drame de la maladie de sa sœur. Dans Paysage dans le brouillard (1988) de Theo Angelopoulos, les enfants trouvent un bout de pellicule à la fin du film, comme s'ils s'apprêtaient à passer dans un autre film, mise en abyme entre l'imagination de l'enfant et celle du cinéaste. En effet, pour le réalisateur, l'enfance, en laquelle il place ses espoirs, est capable de recréer le monde.

## Festivals

### Festival international du film de Thessalonique

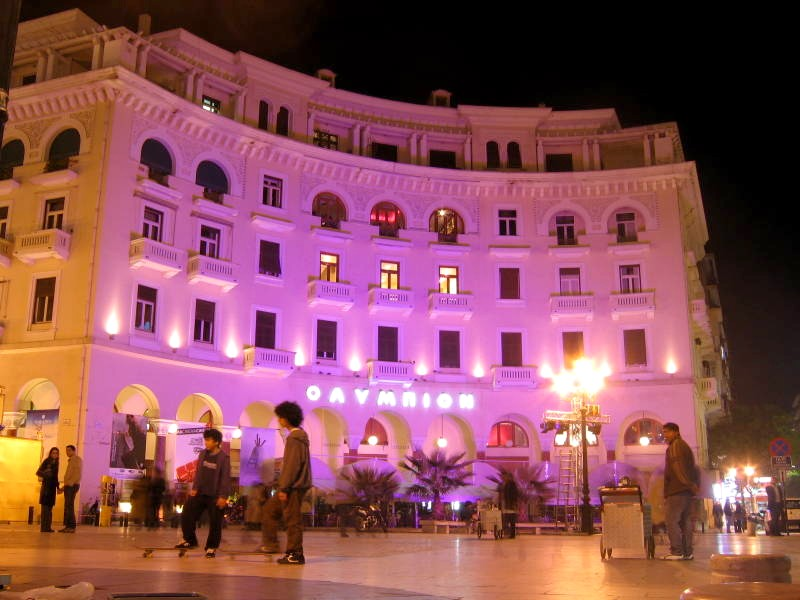
Le cinéma Olympion où se déroule le Festival international du film de Thessalonique.

Le festival international du film de Thessalonique, qui se tient à l'automne, fut fondé en 1960 par le responsable de la cinémathèque de la ville, Pavlos Zannas. Il s'appelait alors « Semaine du cinéma grec ». Il devint en 1966 le « Festival du cinéma grec ». En 1992, il prit son nom définitif de « Festival international du film de Thessalonique » avec une section réservée au cinéma grec,. Depuis 1999, en mars, se tient un festival du documentaire.
La loi L 4 208 de 1961 sur le financement du cinéma grec pérennisa la manifestation. Les prix s'accompagnaient alors de sommes d'argent suffisamment élevées pour permettre le financement d'un nouveau long métrage. C'était cependant à double tranchant : les prix étaient distribués par l'État qui ainsi orientait la production, surtout du temps de la dictature ; ils créaient aussi des tensions entre les cinéastes qui étaient ainsi financés et les autres, souvent ceux du cinéma d'auteur,. Après une période de contrôle par la dictature des colonels (« triomphe » de Non en 1969), le festival devint un lieu d'expression de l'opposition au régime. Ainsi, le festival de 1970 récompensa La Reconstitution. Lors de l'édition de 1972, le public commença à exprimer sa réprobation. Les films victorieux (Les Fiançailles d'Anna et Jours de 36) furent considérés comme des critiques de la dictature. Les débats houleux lors du festival de 1973 précédèrent de quelques semaines les événements du 17 novembre. La politisation du festival se poursuivit l'année suivante, après la chute des colonels. Au nom de la démocratisation, la création d'un « festival populaire » fut évoquée. Le climat resta tendu les deux années suivantes, pour aboutir à une scission en 1977. Cette année-là, deux festivals se tinrent en même temps dans la même ville : le festival officiel boycotté par les professionnels du cinéma et le contre-festival où Vortex ou le Visage de la Méduse fut enfin projeté,.
En 1981, le festival quitta le giron du ministère de l'Industrie pour celui de la Culture, dirigée par Melina Mercouri. À cette occasion, les prix distribués furent réorganisés et les dotations financières directes disparurent. Elles furent remplacées par des « Prix de l'État » d'abord décernés à la fin de l'année, puis de plus à l'occasion du festival,. Cependant, lors de l'édition de 1987, le public manifesta à nouveau son mécontentement, principalement contre le Centre du cinéma grec, producteur de tous les films du pays. Ses choix furent très contestés. Il fut à nouveau réformé en 1992 lorsqu'il devint festival international, dont un déplacement symbolique d'octobre à novembre. Le festival fut boycotté par vingt-trois réalisateurs grecs en 2009, pour protester contre la politique de financement par le Centre du cinéma grec.
En 2011, il y a quatre sélections : sélection internationale, sélection « horizons ouverts », sélection balkanique, sélection grecque. Un jury international de cinq membres remet huit prix dans le cadre de la sélection internationale : l'Alexandre d'or pour le meilleur film (avec 20 000 € de récompense) ; l'Alexandre d'argent, prix spécial du jury (avec 10 000 € de récompense) ; l'Alexandre de bronze, prix spécial du jury pour l'originalité et l'innovation (avec 5 000 € de récompense) ; meilleur réalisateur ; meilleur scénario ; meilleur acteur ; meilleure actrice ; prix artistique. Un prix « humaniste » est remis par le parlement hellénique. Les critiques remettent un prix FIPRESCI. Il y a quatre prix du public, un par sélection. Celui pour la sélection grecque est dit « prix Cacoyannis ». À partir de l'édition 2012, un prix Theo Angelopoulos, en l'honneur du cinéaste disparu est remis.

### Autres festivals
En 1987, le festival du court-métrage de Dráma, créé par la municipalité en 1978, prit une ampleur nationale grâce à sa reconnaissance par le ministère de la culture. Neuf ans plus tard, le festival, qui se tient en septembre, fut inclus dans le réseau culturel des villes de Grèce et reçut un financement du ministère de la Culture. Il se caractérise par sa programmation éclectique et sa large palette de formats, puisque dès l'origine, en plus des films en 35 mm, les films en 16 mm et même en super 8 furent sélectionnés,,,. En 1993, le festival méditerranéen des nouveaux réalisateurs de Larissa, qui se tient au printemps, fut créé avec le soutien de la télévision publique grecque. Il est destiné aux réalisateurs de moins de trente ans qui viennent y présenter des courts-métrages.
En septembre 1988, le journal Eleftherotypía mit sur pied à Athènes un festival appelé Panorama du cinéma européen. La municipalité de la capitale grecque a pris le relais pour l'organisation à partir de 2009, à la suite des difficultés financières du journal (qui a déposé son bilan en 2011). Une compétition est organisée entre des films européens n'ayant pas encore trouvé de distributeurs en Grèce. Un prix spécial est décerné par un jury de cinq réalisateurs. En parallèle, des avant-premières, des rétrospectives et des hommages sont organisés,. Depuis septembre 1995, le festival international du film d'Athènes, dit Opening Nights, est organisé dans une demi-douzaine de salles du centre-ville. Il propose en avant-première les grands films de l'hiver suivant ainsi qu'une rétrospective thématique. Par ailleurs, cinq prix, dont l'Athéna d'or du meilleur film, sont remis au cours d'une compétition regroupant une quinzaine de films (fiction, expérimental ou documentaire). Il attire en moyenne 50 000 personnes dans diverses salles dont l'historique Attikón,. L'Institut français d'Athènes a mis sur pied en 2001 un festival du film francophone de Grèce qui se tient au printemps, d'abord à Athènes puis à Thessalonique. Le festival est organisé en collaboration avec une demi-douzaine d'ambassades de pays francophones qui projettent tous un film. En 2009, il avait attiré 25 000 spectateurs. À partir de 2003, tous les ans en février, le Festival du film grec culte rend hommage au « pire » du cinéma national (et international) : porno soft, horreur, kung fu, etc. et à ses « plus mauvais » acteurs et actrices. Depuis 2003, l'île de Rhodes organise tous les ans Ecofilms, un festival international du film écologique. Outview, le festival international de cinéma gay et lesbien d'Athènes a été créé en 2007. Il se tient tous les printemps et remet un ou plusieurs prix. Un Festival corinthien-péloponnésien international du film a été créé en octobre 2008 à Corinthe. Il décerne un Pégase d'or. Cependant, la seconde édition ne s'est tenue qu'en décembre 2011.

## Organismes et associations

### Cinémathèque de Grèce

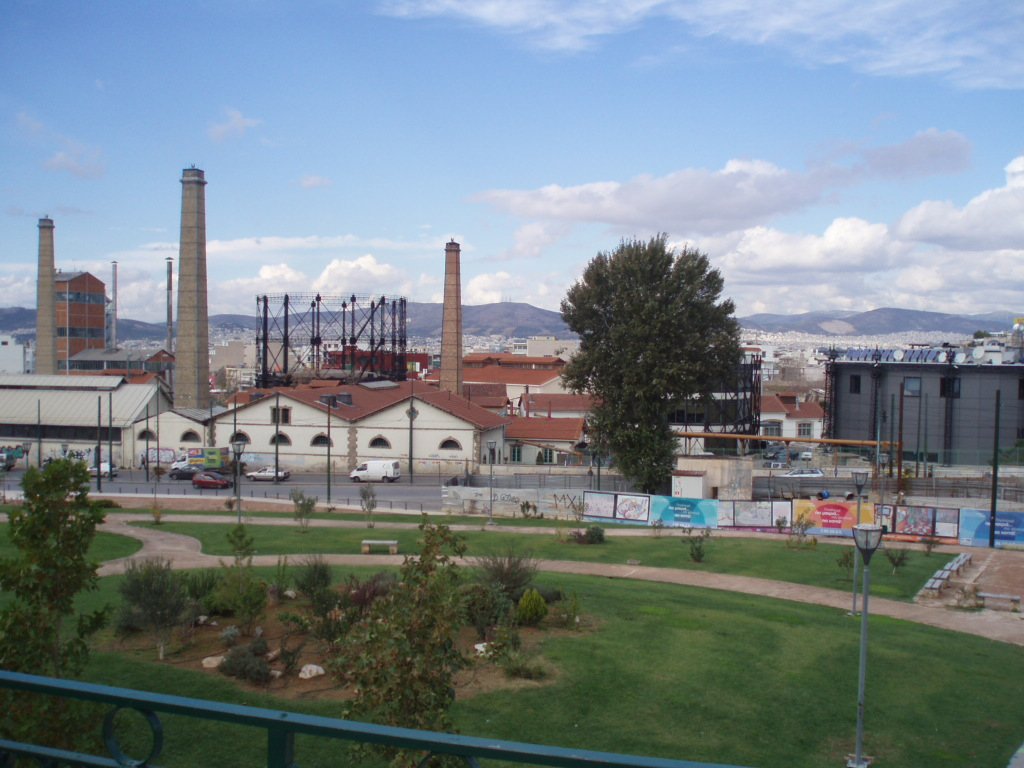
Le quartier de Gázi où est installée la cinémathèque.

La cinémathèque de Grèce date des années 1950. Sa naissance officieuse remonterait au 22 novembre 1950 avec la projection du Corbeau de Clouzot. Aglaia Mitropoulou, à l'origine de cette projection entreposait alors les bobines dans diverses pièces de son appartement. La cinémathèque s'installa ensuite dans des locaux plus grands dans le quartier de Kolonáki. Un décret royal de 1963 donna naissance officiellement à la structure. Aglaia Mitropoulou en fut d'abord la secrétaire puis la présidente. Son amitié avec Henri Langlois lui permit d'obtenir le soutien de la cinémathèque française qui lui prêta des films afin d'organiser des festivals. La présidente s'intéressait à tous les cinémas, ainsi, elle organisa à Athènes les premières projections européennes des films de Yasujirō Ozu.
En 2009, la secrétaire générale de la cinémathèque était la professeur des universités spécialiste du cinéma, Maria Komninou, la fille d'Aglaia Mitropoulou. Cette année-là, la cinémathèque s'installa dans un bâtiment dédié, à Gázi où elle dispose de deux salles et d'un musée en plus de l'espace pour ses collections. La cinémathèque de Grèce abrite plus de 10 000 films (longs-métrages, courts-métrages, documentaires, archives professionnelles ou films familiaux). 3 300 sont des longs-métrages non-grecs. Grâce à ses ateliers de restauration installés à Agía Paraskeví, la cinémathèque a entamé la restauration des films les plus importants de l'histoire du cinéma du pays, en commençant par Les Aventures de Vilar de 1927,,.

### Centre du cinéma grec
En 1970, la Société générale anonyme industrielle et commerciale d'entreprises cinématographiques fut créée afin de financer des films servant à la propagande du régime des colonels. L'organisme survécut à la chute du régime. Il poursuivit son travail de financement après un changement de nom en 1975 quand il devint Centre du cinéma grec,. Dans les années 1980, il assura la survie du Nouveau Cinéma grec en lui offrant un financement pérenne. De 1981 à 1996, le centre participa au financement de plus de 150 films.
Les statuts et l'organisation du Centre du cinéma grec ont été fixés en 1986, à l'initiative de l'actrice devenue ministre de la Culture, Melina Mercouri, par la loi 1597/86 renforcée par un décret présidentiel de 1998 (113/98). Il devint société anonyme de droit public, financé par l'État qui lui reverse une taxe prélevée sur les entrées. Le ministère le contrôle donc encore. Cependant, il dispose d'une autonomie administrative et financière. Les buts de cet organisme sont de « protéger, développer et soutenir l'art du film et le cinéma grec » ainsi qu'« assurer sa présentation et sa diffusion en Grèce et à l'étranger ». Il dépend du ministère de la Culture et est financé par l'État. Il est dirigé par une assemblée générale de 19 membres où les diverses professions du cinéma sont représentées. Ses membres sont désignés pour deux ans. Il y a aussi un comité directeur de sept membres, désignés pour quatre ans,.

### Autres organismes
En 1976, les critiques de cinéma s'organisèrent au sein de l'Union panhellénique des critiques de cinéma, la PEKK Πανελλήνια Ένωση Κριτικών Κινηματογράφου (Panellinia Enosis Kritikon Kinematographou). L'idée était d'abord de faire se rencontrer les auteurs (surtout du Nouveau cinéma grec) et le public. Au Festival de Thessalonique, elle remet ses propres prix. L'Union publie tous les ans une anthologie des critiques des films grecs sortis dans l'année. Elle organise des rétrospectives et soutient les ciné-clubs.
En 2003, Michel Cacoyannis créa la fondation privée qui porte son nom afin de développer et promouvoir le théâtre et le cinéma. En octobre 2010, à l'occasion du festival Panorama, les locaux rue Piréos furent inaugurés. Ils disposent d'un théâtre de 330 places, d'un cinéma de 120 places, d'une salle polyvalente de 68 places, d'une salle d'exposition, de deux bars, d'un restaurant et d'une boutique,.
En 2009, une vingtaine de réalisateurs, réunis au sein du FoG (Filmmakers of Greece) avaient boycotté le festival de Thessalonique pour protester contre la politique de financement du centre du cinéma grec. Ils furent à l'origine de la création de l'Académie hellénique du cinéma, fondée par 108 personnalités de la profession le 23 novembre 2009. Dirigée par Tassos Boulmetis, l'Académie offre aux jeunes réalisateurs et artistes un nouveau lieu d'échanges et d'interactions plus simple et « moins bureaucratique » que l'institution étatique. Depuis le printemps 2010, l'Académie remet ses prix lors d'une cérémonie annuelle,,.